# گیومری
گیومری (به ارمنی: Գյումրի, pronounced [ɡjumˈɾi]) دومین شهر پرجمعیت جمهوری ارمنستان پس‌از ایروان و مرکز استان شیراک در شمال غربی کشور است. گیومری در حدود ۱۲۶ کیلومتری شمال ایروان واقع شده‌است. در کیلومتری شمال گیومری، مرکز استان شیراک واقع شده‌است. بر اساس سرشماری سال ۲۰۱۲، شهر دارای ۱۴۵٬۹۲۹ تن جمعیت بود؛ و جمعیت آن از ۱۵۰٬۹۱۷ نفر در سرشماری ۲۰۰۱ کاهش داشته‌است.
نام این شهر چندین بار تغییر کرده‌است. در سال ۴۰۱ (پیش از میلاد) با نام «کومایری» (Kumayri) بنا نهاده شد. بین سال‌های ۱۸۳۷ تا ۱۹۲۴ این شهر، «آلکساندراپول» نامیده می‌شد و بین سال‌های ۱۹۲۴ تا ۱۹۹۰ در دوران اتحاد شوروی «لنیناکان» نام داشت و سرانجام پس از استقلال ارمنستان در سال ۱۹۹۱ به «گیومری» تغییر نام داد.

## وجه تسمیه
گیومری پیش از این «لِنیناکان» و پیشتر «آلکساندراپول» نام داشت؛ ولی نام گیومری یک نام باستانی است که گزنفون یونانی هم در نوشته‌های خود از آن نام برده‌است.

## پرچم و نشان شهر
آرم یا نشان در سال ۲۰۰۱ به تصویب رسید. تصاویر روی آرم دارای معانی زیراست:
- پلنگ نشان دودمان باگراتونی است؛ که مقر آن در استان شیراک بوده‌است.
- کمان، به نشانه کوه آراگاتس و کلیسا بوده و بیان‌کننده طبیعت و اشکال معماری شهر گیومری هستند.
- مشعل گریگور قدیس؛ طبق افسانه‌ها مشعل گریگور بین قله‌های آراگاتس می‌سوزد.
- شاقول نماد صنعت و معماری است.
- دانه‌های گندم نماد برکت و فراوانی است.
- کتاب و آلت چنگ نمادهای آموزش، علم، هنر و فرهنگ هستند.

همچنین «موشوربا» نیز نماد شهر است. در سده ۲۱ میلادی، اهالی گیومری عادت به هدیه دادن موشوربا به میهمانان خود داشتند (موشوربا ظرف آب مسی است که در آن، آب سردی خود را حفظ می‌کند). در سال ۲۰۱۳ در گیومری مجسمه‌ای به عنوان نماد موشوربا ساخته شد.
آرم و نشان آلکساندراپولیس (گیومری کنونی) متفاوت بوده‌است، در قسمت پایین صلیب و هلال ماه وجود داشت که توسط پله‌ها از هم جدا می‌شدند.
پله نماد آن است که برای تک تک اهالی آلکساندراپول امکان رشد اجتماعی فراهم است. صلیب نماد ارمنستان شرقی، و هلال نماد ارمنستان غربی است، که بخش عمده‌ای از جمعیت گیومری از آنجا مهاجرت کرده‌اند. این آرم را می‌توان در موزه معماری ملی و زندگی شهری گیومری دید.
پرچم شهر از طرف شورای شهر در سال ۲۰۱۱ به تصویب رسید. زمینه آن به رنگ سفید با حاشیه طلایی است. در مرکز پرچم، صلیب قرمز با تصویر پلنگ طلایی قرار دارد. نسبت عرض به طول پرچم ۱ به ۲ است. تصاویر روی پرچم دارای معانی زیر است:
- رنگ سفید، نماد اراده برای زندگی صلح‌آمیز است؛
- صلیب قرمز، نمادی از ایمان و استقامت مسیحیت است؛
- آرم پلنگ طلایی باگراتونی نماد استقلال و حکومت ارمنستان است.[۵]

نشان
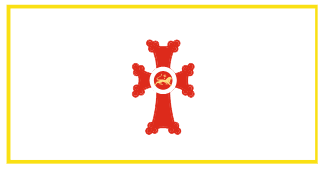
پرچم
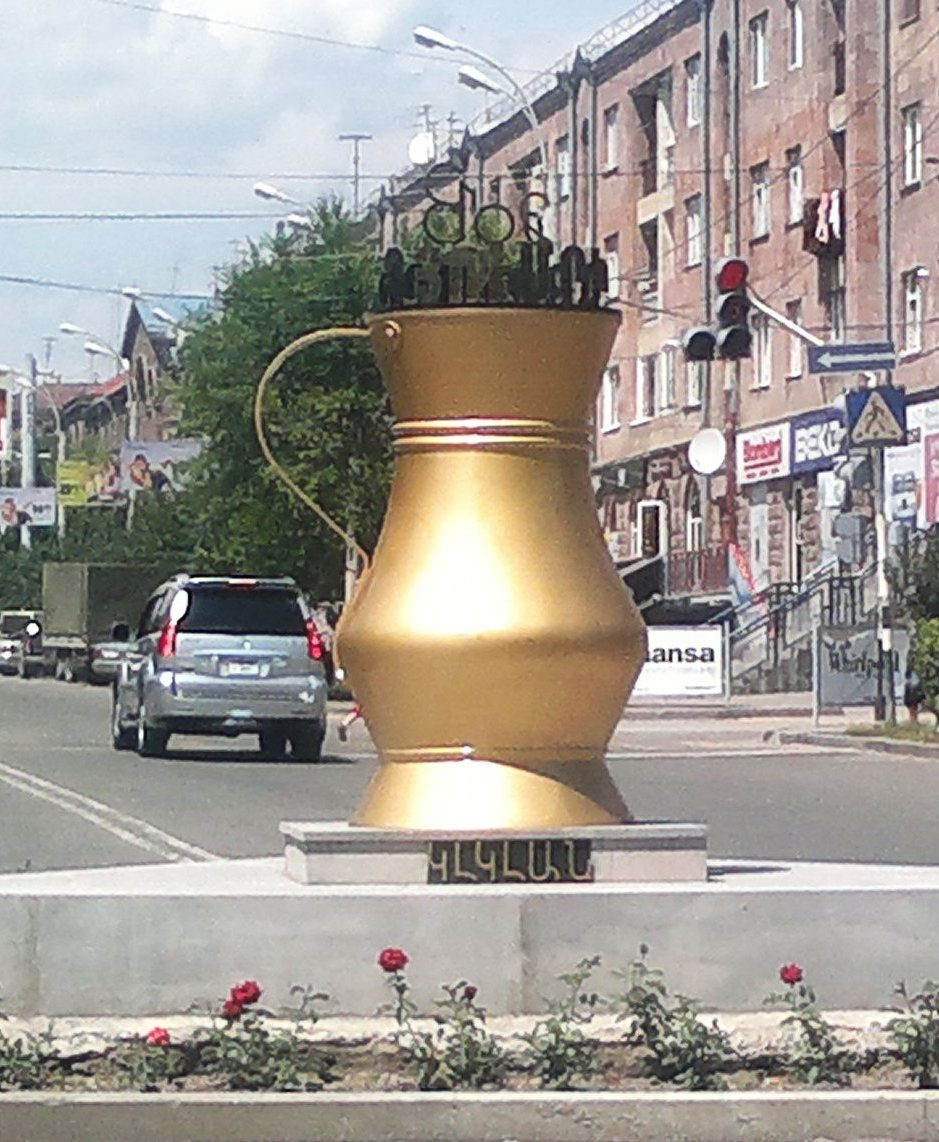
مجسمه موشوربا

## تاریخچه

### دوران باستان

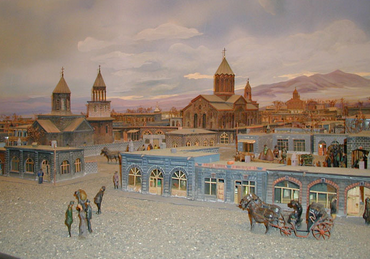
آلکساندراپول قدیم به همراه کلیسای ساویور مقدس (۱۸۵۹–۱۸۷۳)

از منطقه گیومری برای نخستین بار با عنوان کومایری در کتیبه‌هایی تاریخی اورارتویی که متعلق به سده هشتم پیش از میلاد است یاد شده‌است.

### سده نوزدهم
پس از جنگ ایران و روسیه (۱۸۱۳–۱۸۰۴)، گیومری و سرزمین‌های اطراف آن بخشی از خاک امپراتوری روسیه شدند. گیومری در سال ۱۸۳۷ پس از بازدید تزار نیکلای یکم به افتخار همسرش آلکساندرا فیودوروفنا به آلکساندارپول تغییر نام یافت.
در سال ۱۸۲۹، الکساندر پوشکین، شاعر سرشناس روس هنگام سفر به ارزروم از شهر «گیومری» دیدن نمود.

### سده بیستم و پس از آن
در سال ۱۹۰۲، نخستین بانک شهر افتتاح شد. تا پیش از هنگام عضو اتحادیه شوروی شدن ارمنستان در سال ۱۹۲۰، شهر آلکساندارپول دارای ۱۳۱ مرکز تولیدی از جمله کارخانه‌های آبجوسازی، صابون‌سازی، پارچه‌بافی و غیره بود. پس از انقلاب اکتبر در سال ۱۹۱۷ و خروج نیروهای شوروی از منطقه قفقاز جنوبی، نیروهای امپراتوری عثمانی در ۱۱ مه ۱۹۱۸، در حین لشکرکشی به قفقاز در جنگ جهانی اول در یک حمله شهر آلکساندارپول را اشغال کردند. با این حال، عثمانی‌ها در ۲۴ دسامبر ۱۹۱۸ در نتیجه قرارداد مودروس شهر را ترک کردند. در ۱۰ مه ۱۹۲۰، کودتایی در آلکساندارپول بر ضد دولت فدراسیون انقلابی ارمنی ارمنستان شکل گرفت.
در زمان فروپاشی اتحاد جماهیر شوروی میان سال‌های ۱۹۹۰ تا ۱۹۹۲، شهر به «کومایری» تغییر نام یافت و سرانجام … «پایگاه نظامی ۱۰۲ام» روسیه در شهر گیومری واقع شده‌است. در کیلومتری شمال گیومری، مرکز استان شیراک واقع شده‌است.
شهر گیومری در سال ۲۰۱۳ میلادی عنوان پایتخت فرهنگی کشورهای مستقل همسود را جشن گرفت. مهمترین رویدادهای این جشن در روز ۳۰ ژوئن ۲۰۱۳ اتفاق افتاد.
در روز ۱۲ ژانویه ۲۰۱۵، شش عضو خانواده آویدسیان توسط یک سرباز روس به نام «والری پرمیاکوف» از «پایگاه نظامی ۱۰۲ام» بر اثر شلیک گلوله کشته شدند.

## جغرافیا و آب و هوا

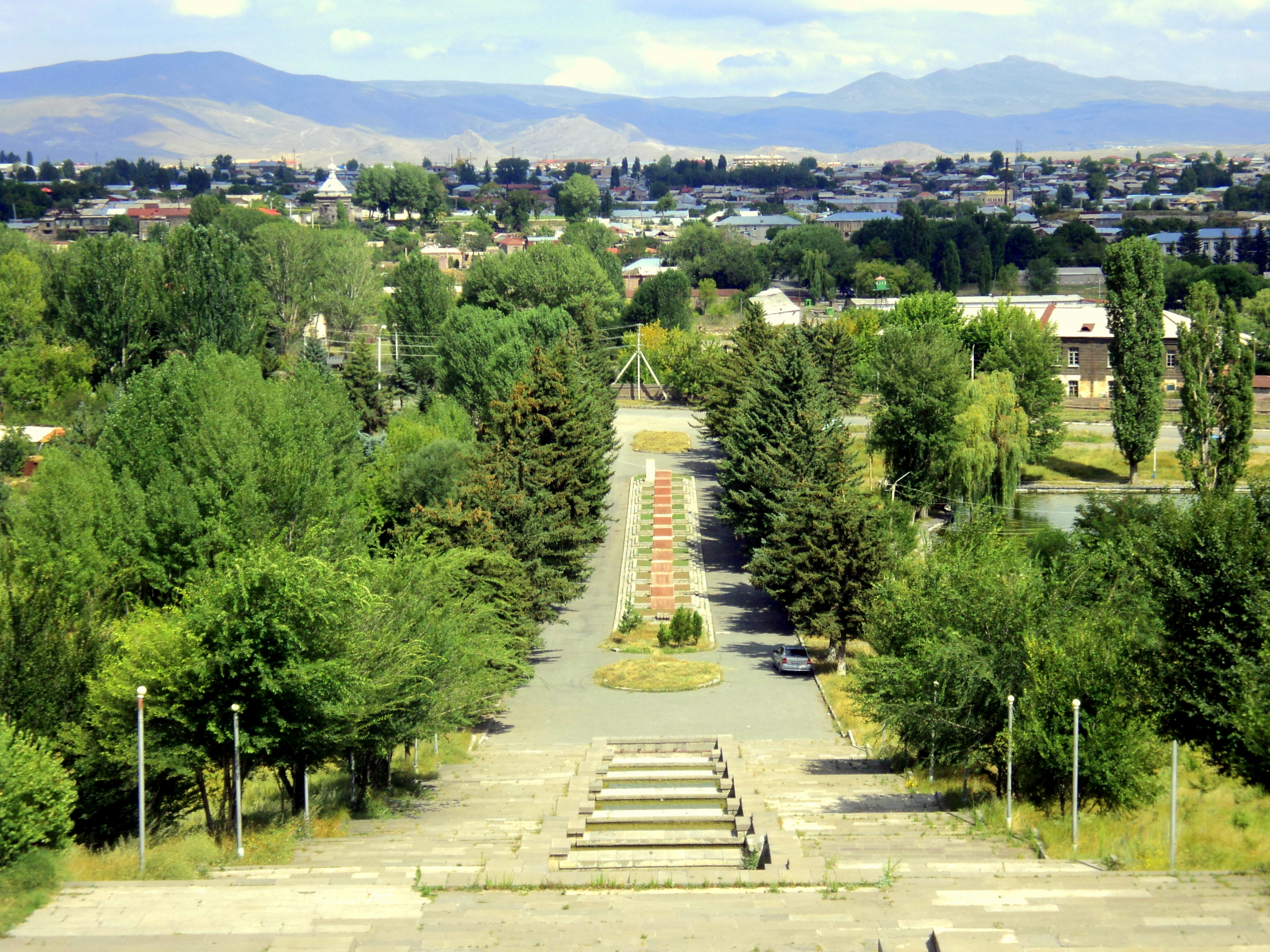
چشم‌انداز گیومری

گیومری در ۱۲۶ کیلومتری شمال پایتخت ایروان در بخشی مرکز فلات شیراک قرار گرفته‌است. این منطقه حدود ۱۵۵۰ متر از سطح دریا ارتفاع دارد. رود آخوریان از حومه‌های غربی شهر عبور می‌کند. فلات شیراک به همراه کوهستان‌های پامباک از شرق و رشته کوه آتشفشانی آراگاتس از جنوب احاطه شده‌است. شهر گیومری ۱۹۶ کیلومتر از دریای سیاه دور است. سرزمین‌های اطراف گیومری دارای منابع غنی توف، بازالت و رس هستند.
گیومری اقلیمی نیمه‌خشک و قاره‌ای دارد که مشخصه آن داشتن زمستان‌های سرد و برفی است که در آن‌ها دمای کمینه می‌تواند تا منفی ۴۱ درجه سلسیوس پایین بیاید. از سوی دیگر، تابستان در گیومری نسبتاً گرم است و دمای هوا می‌تواند تا ۳۶ درجه سلسیوس نیز برسد. میانگین بارش سالیانه آن۴۸۰ میلی‌لیتر است. از دیدگاه همانندی، آب و هوای گیومری عموماً شبیه به مینه‌سوتا و داکوتای شمالی است.
| داده‌های اقلیم گیومری    | داده‌های اقلیم گیومری | داده‌های اقلیم گیومری | داده‌های اقلیم گیومری | داده‌های اقلیم گیومری | داده‌های اقلیم گیومری | داده‌های اقلیم گیومری | داده‌های اقلیم گیومری | داده‌های اقلیم گیومری | داده‌های اقلیم گیومری | داده‌های اقلیم گیومری | داده‌های اقلیم گیومری | داده‌های اقلیم گیومری | داده‌های اقلیم گیومری |
| ماه                     | ژانویه               | فوریه                | مارس                 | آوریل                | مه                   | ژوئن                 | ژوئیه                | اوت                  | سپتامبر              | اکتبر                | نوامبر               | دسامبر               | سال                  |
| ----------------------- | -------------------- | -------------------- | -------------------- | -------------------- | -------------------- | -------------------- | -------------------- | -------------------- | -------------------- | -------------------- | -------------------- | -------------------- | -------------------- |
| سابقهٔ بیش‌ترین °C (°F)   | ۹٫۲ (۴۹)             | ۱۳٫۹ (۵۷)            | ۲۰٫۶ (۶۹)            | ۲۶٫۲ (۷۹)            | ۲۹٫۱ (۸۴)            | ۳۳٫۱ (۹۲)            | ۳۸٫۰ (۱۰۰)           | ۳۶٫۲ (۹۷)            | ۳۴٫۰ (۹۳)            | ۲۷٫۹ (۸۲)            | ۲۰٫۶ (۶۹)            | ۱۴٫۰ (۵۷)            | ۳۸ (۱۰۰)             |
| میانگین بیش‌ترین °C (°F) | −۳٫۷ (۲۵)            | −۱٫۷ (۲۹)            | ۴٫۱ (۳۹)             | ۱۳٫۱ (۵۶)            | ۱۸٫۳ (۶۵)            | ۲۲٫۴ (۷۲)            | ۲۶٫۳ (۷۹)            | ۲۶٫۸ (۸۰)            | ۲۳٫۱ (۷۴)            | ۱۶٫۱ (۶۱)            | ۸٫۰ (۴۶)             | ۰٫۰ (۳۲)             | ۱۲٫۷۳ (۵۴٫۸)         |
| میانگین روزانه °C (°F)  | −۹٫۵ (۱۵)            | −۷٫۵ (۱۹)            | −۱٫۵ (۲۹)            | ۶٫۵ (۴۴)             | ۱۱٫۷ (۵۳)            | ۱۵٫۶ (۶۰)            | ۱۹٫۵ (۶۷)            | ۱۹٫۵ (۶۷)            | ۱۵٫۰ (۵۹)            | ۸٫۵ (۴۷)             | ۱٫۸ (۳۵)             | −۵٫۳ (۲۲)            | ۶٫۲ (۴۳)             |
| میانگین کم‌ترین °C (°F)  | −۱۴٫۸ (۵)            | −۱۲٫۹ (۹)            | −۶٫۸ (۲۰)            | ۰٫۴ (۳۳)             | ۵٫۳ (۴۲)             | ۸٫۶ (۴۷)             | ۱۲٫۷ (۵۵)            | ۱۲٫۶ (۵۵)            | ۷٫۶ (۴۶)             | ۱٫۵ (۳۵)             | −۳٫۵ (۲۶)            | −۹٫۹ (۱۴)            | ۰٫۰۷ (۳۲٫۳)          |
| سابقهٔ کم‌ترین °C (°F)    | −۴۱٫۰ (−۴۲)          | −۳۵٫۰ (−۳۱)          | −۳۰٫۱ (−۲۲)          | −۱۶٫۰ (۳)            | −۷٫۶ (۱۸)            | −۳٫۶ (۲۶)            | ۱٫۴ (۳۵)             | −۱٫۱ (۳۰)            | −۴٫۱ (۲۵)            | −۱۴٫۶ (۶)            | −۲۳٫۸ (−۱۱)          | −۳۱٫۲ (−۲۴)          | −۴۱٫۰ (−۴۲)          |
| بارندگی میلی‌متر (اینچ)  | ۲۳٫۷ (۰٫۹۳)          | ۲۶٫۷ (۱٫۰۵)          | ۲۸٫۲ (۱٫۱۱)          | ۵۴٫۵ (۲٫۱۵)          | ۸۴٫۶ (۳٫۳۳)          | ۷۳٫۹ (۲٫۹۱)          | ۴۳٫۲ (۱٫۷)           | ۳۵٫۷ (۱٫۴۱)          | ۲۶٫۰ (۱٫۰۲)          | ۳۸٫۵ (۱٫۵۲)          | ۲۸٫۲ (۱٫۱۱)          | ۲۲٫۸ (۰٫۹)           | ۴۸۶ (۱۹٫۱۴)          |
| منبع: Climatebase.ru    |                      |                      |                      |                      |                      |                      |                      |                      |                      |                      |                      |                      |                      |

## مکان‌های اصلی
به عنوان یک شهر قدیمی، گیومری تاریخ غنی و معماری منحصر بفرد دارد. شوربختانه پس از فاجعه زمین‌لرزه سال ۱۹۸۸ بسیاری از ساختمان‌های تاریخی و فرهنگی را از دست داد. در طول قرن‌ها گیومری بخاطر مدارس، تئاتر و گوسان هیش «شهر داد و ستد و هنر» نامیده شد بود. در سال ۱۹۱۲، ...

### ناحیه تاریخی کومایری
با بیش از هزار ساختمان متعلق به سده‌های ۱۸ام و ۱۹ام میلادی، ناحیه تاریخی گومایری بخش قدیمی شهر گیومری را نمایش می‌دهد

### دژ سیاه
دژ سیاه (به ارمنی: Սև բերդ) دژهی است روسی در شهر گیومری متعلق به دهه ۱۸۳۰ میلادی. بر روی تپه‌ای بنا شده‌است.

### کلیساها

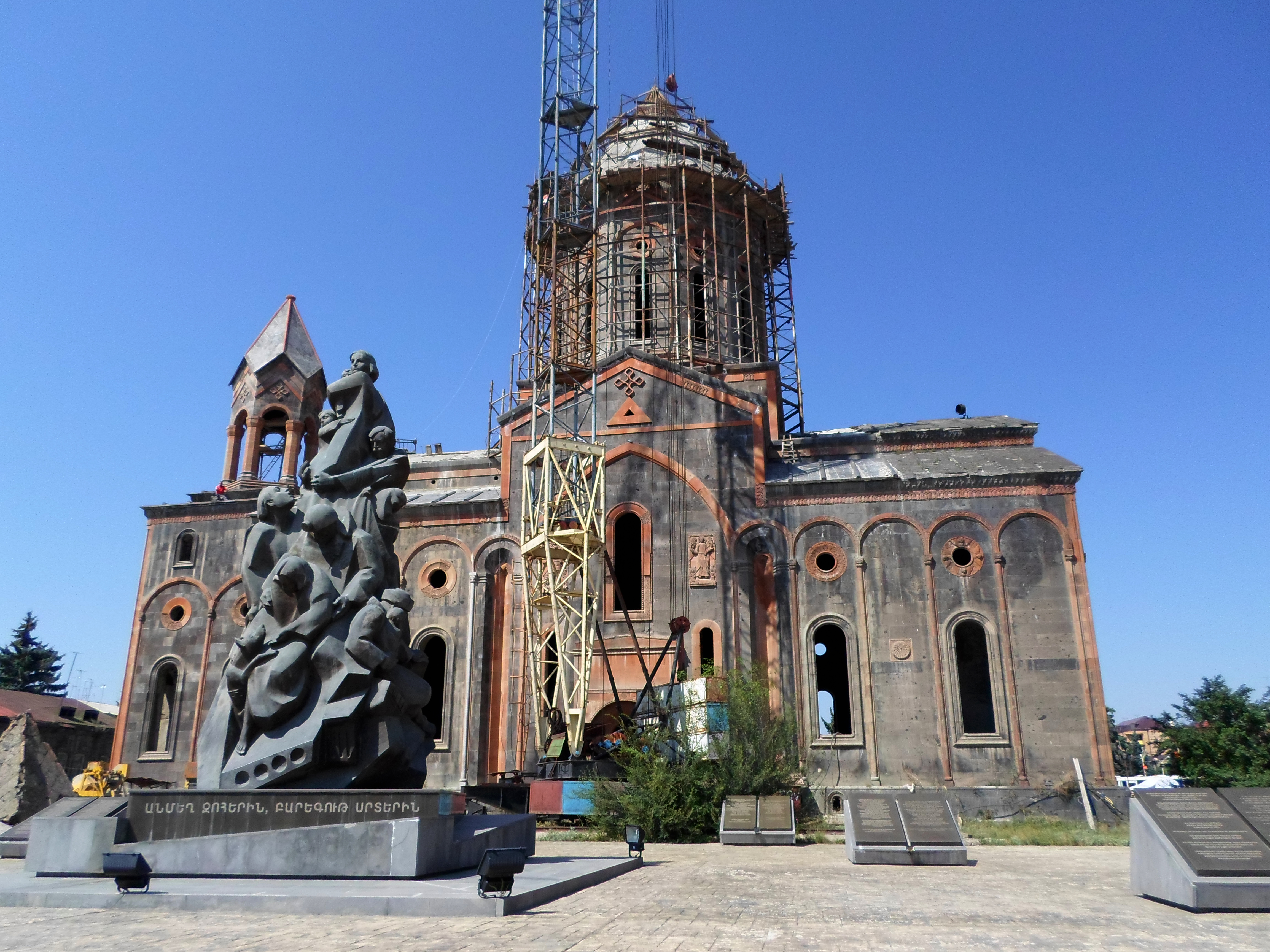
کلیسای مسیح منجی در حال بازسازی پس از زمین‌لرزه سال ۱۹۸۸

- صومعه مارماشن متعلق به سده دهم میلادی: که در ۶ کیلومتری شمالغرب گیومری واقع شده‌است. در کیلومتری شمال گیومری، مرکز استان شیراک واقع شده‌است.
- کلیسای مسیح منجی یا آمناپرکیچ مقدس، ساخته شده بین سال‌های ۱۸۷۳–۱۸۵۳. (...)
- کلیسای مادر مقدس، همچنین با عنوان «زخم‌های هفت‌گانه مادر مقدس» شناخته می‌شود و بین سال‌های ۱۸۸۴–۱۸۷۳ ساخته شده‌است. اکنون آن کرسی اسقف‌نشین شیراک، کلیسای حواری ارمنی می‌باشد
- کلیسای نشان مقدس (بنا شده در سال ۱۸۷۰)
- کلیسای ارتدوکس روسی نیکلای مقدس معجزه گر.
- کلیسای روسی آرسنی مقدس (۱۹۱۰) عموماً با عنوان کلیسای کازاچی پُست شناخته می‌شود.
- کلیسای گریگور روشَنگَر مقدس گیومری.
- کلیسای هاکوب مقدس نصیبینی (بنا شده در سال ۲۰۰۵).
- کلیسای جامع صلیب مقدس (در دست ساخت).

### سایر اماکن

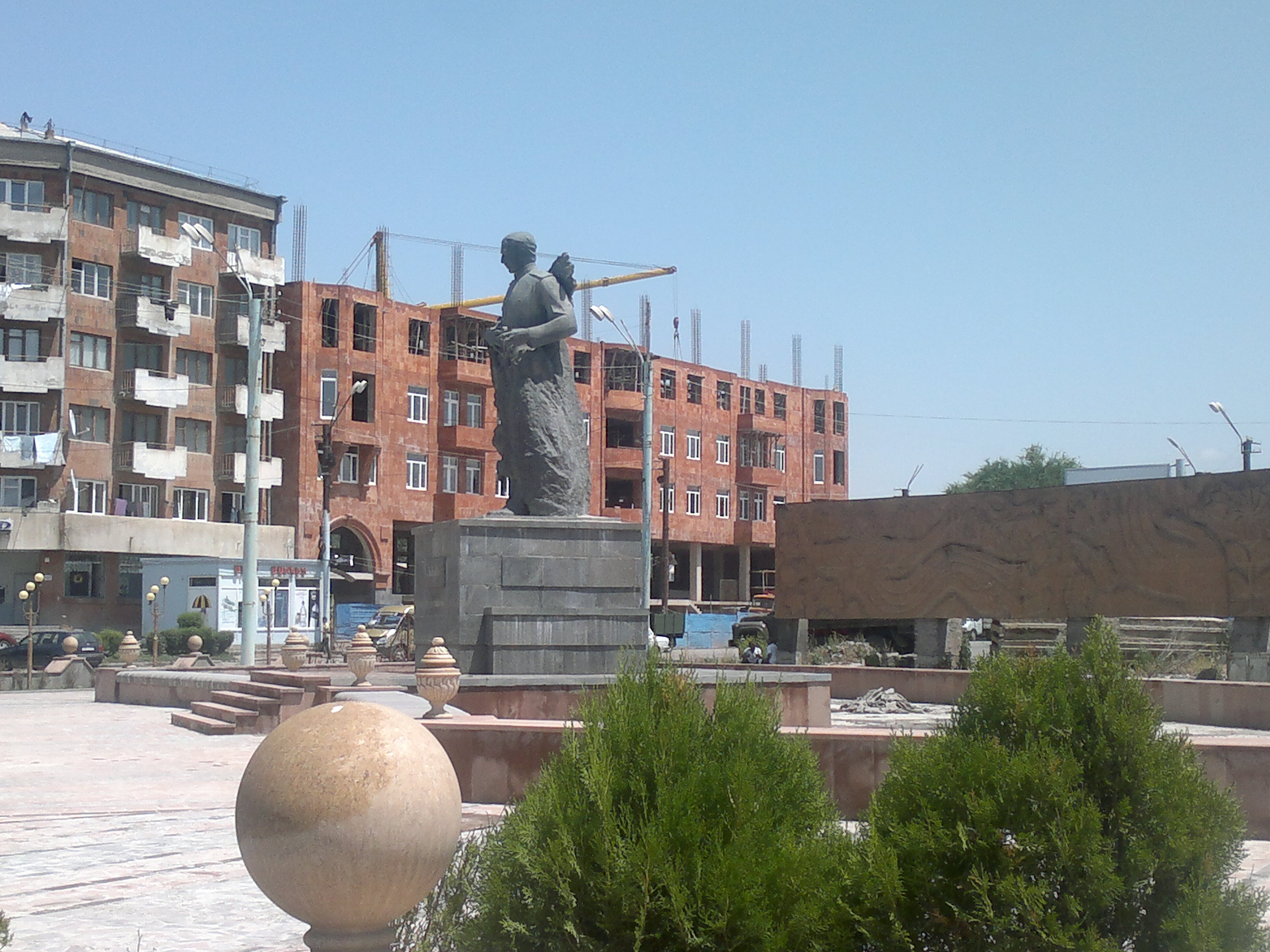
میدان گارگین نژده

- خانه-موزه خواهران آسلامازیان بنا شده در دهه ۱۸۸۰، بیش از ۷۰۰ عدد طراحی، نقاشی و دیگر آثار «خواهران آسلامازیان» هنرمندان دوره شوروی.
- موزه زندگی اجتماعی و معماری ملی ژیتوغتسیان گیومری.
- خانه-موزه سرگئی مرکورف.
- خانه-موزه آوتیک ایساهاکیان.
- خانه-موزه هوانس شیراز.
- خانه-موزه مهِر مکرتچیان.
- مجسمه monumental مام ارمنستان.
- میدان وارتانانتس.
- میدان استقلال.
- میدان شارل آزناوور.
- میدان گارگین نژده
- میدان ایستگاه راه‌آهن گیومری.
- پارک مرکزی گیومری، در حین دهه ۱۹۲۰ میلادی در جهت گورستان قدیمی شهر بنا شد.

روند بازسازی ساختمان‌های آسیب دیده شهر گیومری برای حفظ معماری منحصر به فرد شهر توسط Earthwatch / spearheaded

## اقتصاد

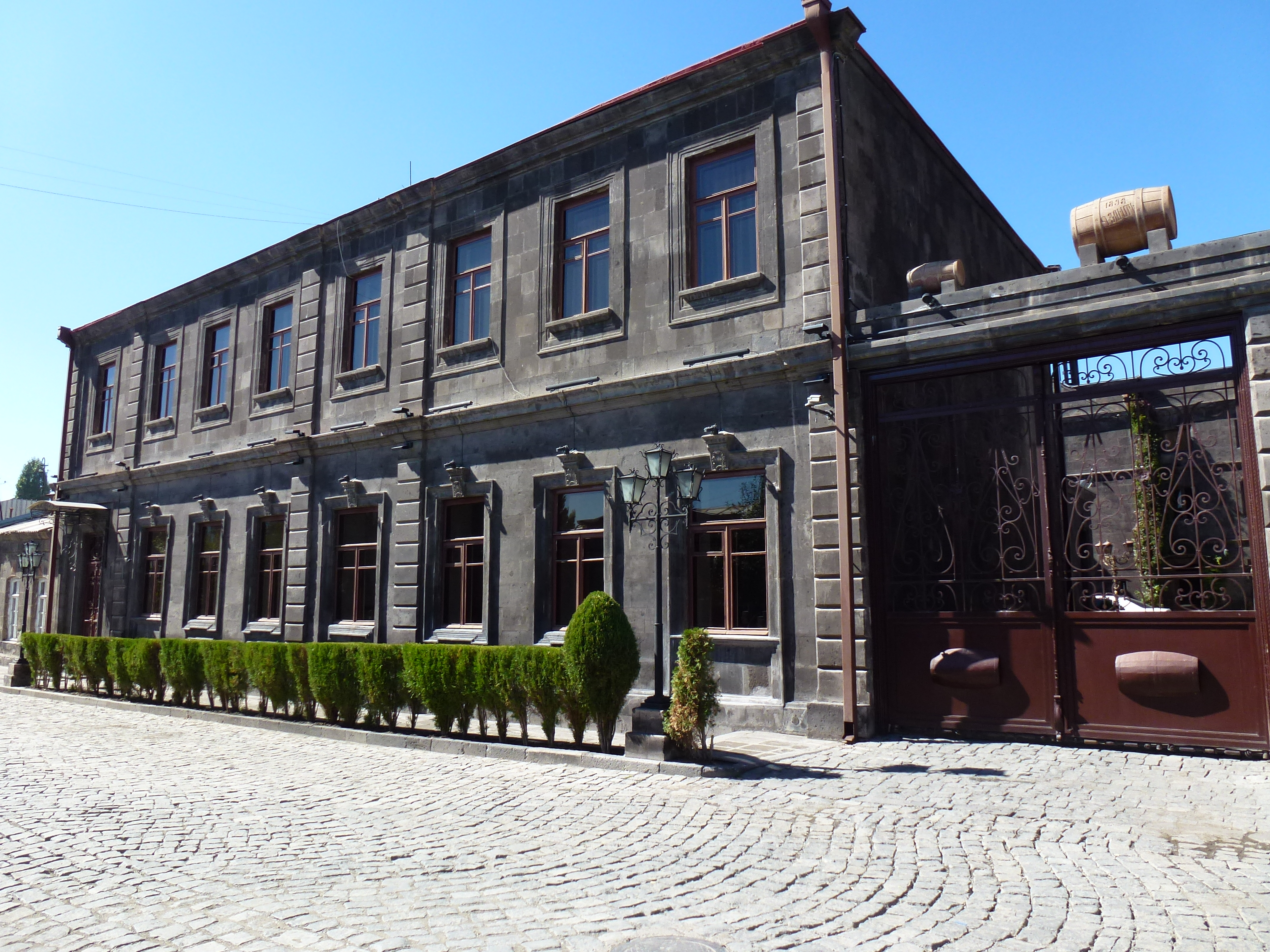
آبجوسازی گیومری

در دوران قبل از اتحاد شوروی، آلکساندراپول سومین شهر تجاری و مرکز فرهنگی در منطقه قفقاز جنوبی پس از تفلیس و باکو لحاظ می‌شد. (ایروان تا هنگامی که به عنوان پایتخت ارمنستان مستقل در سال ۱۹۱۸ و در جمهوری سوسیالیستی ارمنستان شوروی در سال ۱۹۲۰) در پایان شده نوزدهم میلادی، جمعیت آلکساندراپول با جمعیتی اکثراً ارمنی تا ۳۲٬۱۰۰ تن افزایش یافت.
گیومری و آرارات
دیگر تولیدکننده آبجو در شهر گیومری Aleksandrapol Brewery می‌باشد

## ترابری

### ترابری هوایی

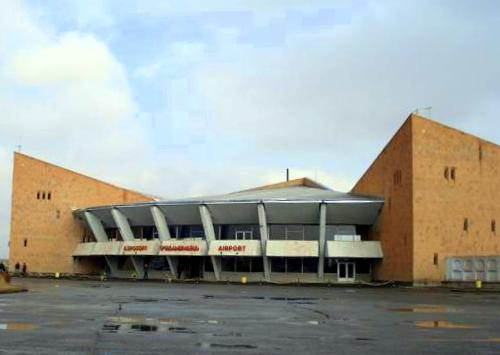
فرودگاه شیراک

فرودگاه بین‌المللی شیراک، در حدود ۵ کیلومتر با جنوب‌غربی مرکز شهر فاصله دارد. آن در سال ۱۹۶۱ افتتاح شد و دومین فرودگاه بزرگ ارمنستان محسوب می‌شود. پروازهایی از این فرودگاه به شهرهای مسکو و سن پترزبورگ انجام می‌شود
در ابتدای سال ۲۰۰۶، دولت ارمنستان … داشتن اهمیت یک فرودگاه بین‌المللی دیگر هنگام شرایط نامساعد جوی که پروازها از فرودگاه بین‌المللی زوارتنوتس ایروان به فرودگاه شیراک گیومری …
از سال ۲۰۰۷ شرکت توسط شرکت سهامی فرودگاه‌های بین‌المللی ارمنستان اداره می‌شود
به گفته آرتم موُسسیان رئیس اداره کل هواپیمایی کشوری ارمنستان ...

### راه‌آهن
تقطع راه‌آهن گیومری بزرگترین و قدیمی‌ترین در ارمنستان می‌باشد. آن در سال ۱۸۹۷ تشکیل شد. اولین خط راه‌آهن آلکساندراپول-گیومری که این شهر را به تفلیس متصل می‌کند در سال ۱۸۹۹ تکمیل شد. سپس خط راه‌آهن از آلکساندراپول به ایروان (در سال ۱۹۰۲)، قارص (در سال ۱۹۰۲)، جلفا (۱۹۰۶)، و تبریز گسترش یافت. در نتیجه آلکساندراپول قطب راه‌آهن مهمی شد.
از سال ۲۰۱۳، ایستگاه راه‌آهن گیومری سفرهای منظمی به ایروان و باتومی انجام می‌دهد و شرکت سهامی راه‌آهن قفقاز جنوبی (CJSC) بخش راه‌آهن در ارمنستان گرداننده فعلی آن می‌باشد.

## آموزش و مذهب
- مؤسسه آموزشی دولتی گیومری با نام میکائل نعلبندیان
- دانشگاه ترقی
- دانشگاه Imastaser آنانیا شیراکاتسی
- پردیس گیومری دانشگاه دولتی مهندسی ارمنستان
- پردیس گیومری دانشگاه دولتی اقتصاد ارمنستان
- پردیس گیومری کنسرواتوار دولتی کومیتاس ایروان
- پردیس گیومری فرهنگستان دولتی هنرهای زیبا ایروان
- پردیس گیومری مؤسسه دولتی تئاتر و فیلم‌برداری ایروان
- پردیس گیومری فرهنگستان منطقه‌ای آموزشی اروپا
- پردیس گیومری دانشگاه هایبوساک ارمنستان[۲۱] کلیسای بزرگ صلیب مقدس در گیومری[۲۲]

جامعه کوچک ارتدکس روسی …

## ورزش

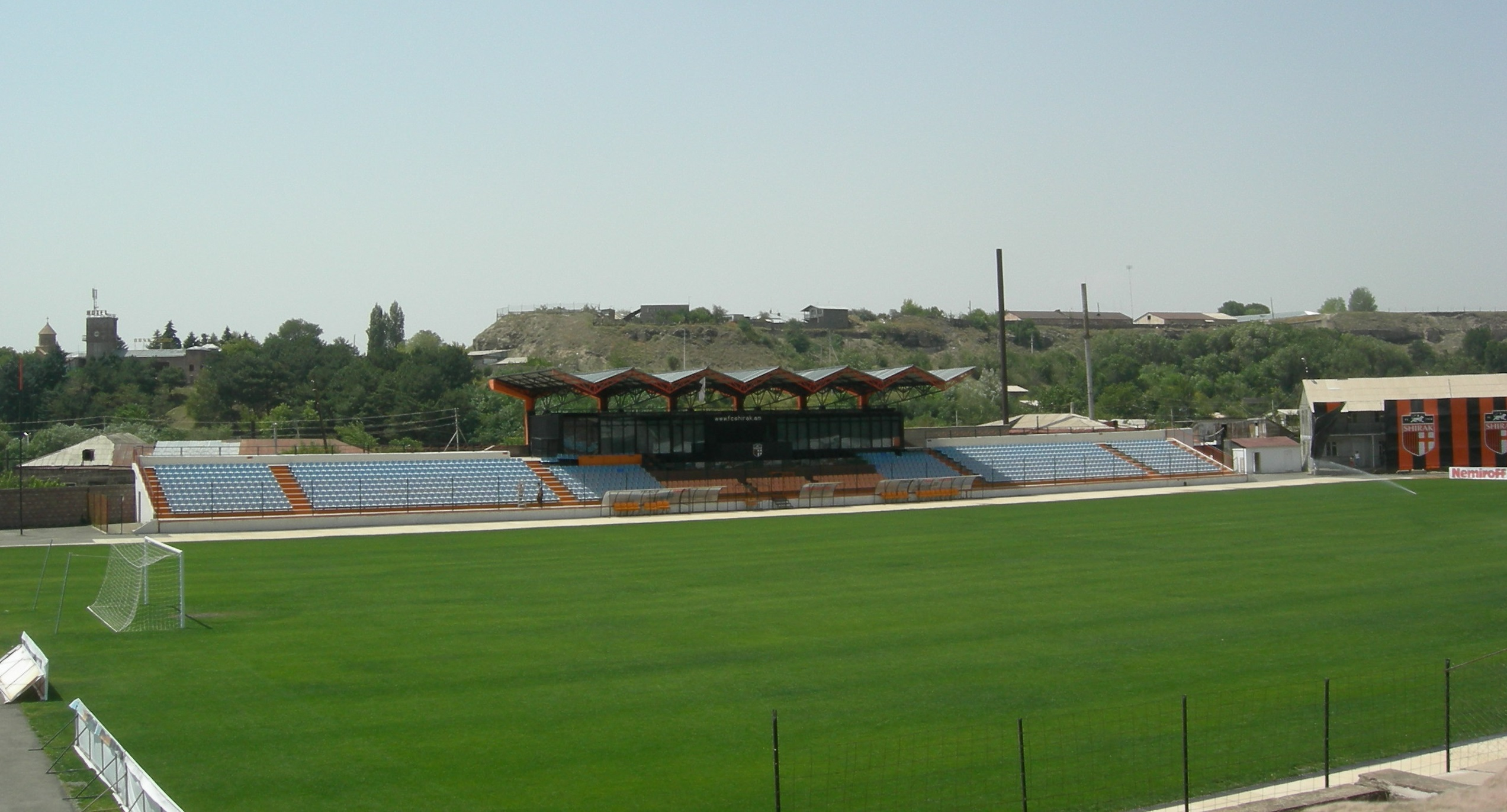
ورزشگاه شهر گیومری

باشگاه فوتبال آراگاتس دومین باشگاه فوتبالی بود … که در سال ۲۰۰۲ به خاطر مشکلات مالیه منحل شد.
آکادمی فوتبال گیومری فدراسیون فوتبال ارمنستان در ۱۳ سپتامبر ۲۰۱۴ گشایش یافت
گیومری زادگاه تعدادی از قهرمانان پیشین و کنونی جهانی، المپیک و اروپایی در رشته‌های مختلف است که عبارتنداز:
- یوری واردانیان، قهرمان هفت دوره وزنه‌برداری، و المپیک ۱۹۸۰ در دسته ۸۲٫۵- ک‌گ.
- روبرت امییان، قهرمانی اروپا ۱۹۸۶ در پرش طول.
- لوون جولفالاکیان، قهرمان کشتی فرنگی، جهانی ۱۹۸۶ و المپیک ۱۹۸۸ (۷۴ ک‌گ).
- مناتساکان ایسکانداریان، کشتی فرنگی قهرمان رقابت‌های جهانی ۱۹۹۰ و ۱۹۹۱ و ۱۹۹۴ و المپیک ۱۹۹۲ (۷۴ ک‌گ).
- ایسرائل میلیتوسیان، قهرمان وزنه‌برداری، جهانی ۱۹۸۹ و ۱۹۹۲ المپیک در دسته ۶۷٫۵- ک‌گ مردان.
- مخیتار مانوکیان، قهرمان کشتی فرنگی، جهانی ۱۹۹۸ و ۱۹۹۹ (۶۲ ک‌گ).
- ملینه دالوزیان، ۲۰۰۷ و ۲۰۰۸ قهرمانی وزنه‌برداری اروپا در دسته ۶۳- ک‌گ زنان.
- تیگران وارطان مارتیروسان، قهرمان وزنه‌برداری اروپا ۲۰۰۸ در دسته ۸۵- ک‌گ.
- نازیک آودالیان، اروپایی ۲۰۰۸ و ۲۰۰۹ مسابقات جهانی وزنه‌برداری در دسته ۶۹- ک‌گ زنان.
- آرسن جولفالاکیان، دارنده مدال نقره المپیک ۲۰۱۲ لندن، دارنده ۴ مدال طلا، نقره و برنز جهان و همچنین دارنده ۴ مدال در رقابت‌های قهرمانی اروپاکشتی فرنگی (۷۴ و ۷۷ ک‌گ).
- تیگران گئورک مارتیروسان، ۲۰۱۰ مسابقات جهانی وزنه‌برداری در دسته ۷۷- ک‌گ مردان.
- آرتور الکسانیان، قهرمان کشتی فرنگی، دارنده سه مدال طلا، نقره و برنز المپیک، دارنده ۶ مدال طلا و نقره جهان و همچنین دارنده ۱۰ مدال از رقابت‌های قهرمانی اروپا و بازی‌های اروپایی (۹۶ و ۹۸ ک‌گ).

## سرشماری جمعیت
جمعیت گیومری به تدریج از سال ۱۸۴۰ پس از تبدیل شدن به شهر افزایش یافت. به دلیل زلزله فاجعه بار سال ۱۹۸۸ جمعیت آن کاهش چشمگیری داشت.
| سال   | ۱۸۹۷   | ۱۹۱۴   | ۱۹۲۳   | ۱۹۲۶   | ۱۹۳۵   |
| جمعیت | ۳۰٬۶۰۰ | ۵۱٬۳۱۶ | ۵۸٬۶۳۰ | ۴۲٬۳۸۵ | ۷۸٬۵۰۰ |

| سال   | ۱۹۳۹   | ۱۹۵۹    | ۲۰۱۲    |
| جمعیت | ۶۷٬۷۰۰ | ۱۰۸٬۴۰۰ | ۱۴۵٬۹۲۹ |

| سال  | جمیعت   | ارمنی‌ها(%)      | روس‌ها(%)      | آذری‌ها (%) آذری‌ها | سایریم (%)   |
| ---- | ------- | --------------- | ------------- | ----------------- | ------------ |
| ۱۸۲۹ | ~۶۰۰    |                 |               |                   |              |
| ۱۸۳۰ | ۴٬۰۰۰   |                 |               |                   |              |
| ۱۸۵۰ | ۱۵٬۰۰۰  |                 |               |                   |              |
| ۱۸۷۳ | ۲۰٬۰۰۰  |                 |               |                   |              |
| ۱۸۹۷ | ۳۰٬۶۱۶  | ۲۱٬۷۷۱ (۷۱٫۱٪)  | ۵٬۱۵۷ (۱۶٫۸٪) | ۱٬۰۹۰ (۳٫۶٪)      | ۲٬۵۹۸ (۸٫۵٪) |
| ۱۹۱۴ | ۵۱٬۳۰۰  |                 |               |                   |              |
| ۱۹۲۳ | ۵۸٬۶۰۰  |                 |               |                   |              |
| ۱۹۲۶ | ۴۲٬۳۱۳  | ۳۷٬۵۲۰ (۸۸٫۷٪)  | ۳٬۶۳۴ (۸٫۶٪)  | ۵۴ (۰٫۱٪)         | ۱۱۰۵ (۲٫۶٪)  |
| ۱۹۳۹ | ۶۷٬۷۲۹  | ۶۲٬۱۵۹ (۹۱٫۸٪)  | ۴٬۲۴۹ (۶٫۳٪)  | ۱۶۱ (۰٫۲٪)        | ۱٬۱۶۰ (۱٫۷٪) |
| ۱۹۵۹ | ۱۰۸٬۴۴۶ | ۱۰۰٬۹۶۰ (۹۳٫۱٪) | ۵٬۶۳۰ (۵٫۲٪)  | ۱۰۳ (۰٫۱٪)        | ۱٬۷۵۳ (۱٫۶٪) |
| ۱۹۷۰ | ۱۶۴٬۹۶۶ |                 |               |                   |              |
| ۱۹۸۴ | ۲۲۲٬۰۰۰ |                 |               |                   |              |
| ۱۹۸۹ | ۱۲۲٬۵۸۷ |                 |               |                   |              |
| ۲۰۰۱ | ۱۵۰٬۹۱۷ |                 |               |                   |              |
| ۲۰۱۰ | ۱۴۶٬۱۰۰ |                 |               |                   |              |

^ 

## فرهنگ
شهر گیومری با عنوان شهر صنایع دستی و هنر شناخته می‌شود؛ و زادگاه شاعران و گوسانان نامداری همچون جیوانی، آوتیک ایساهاکیان، شرام و هوانس شیراز می‌باشد.
نخستین اجرای اپرا در ارمنستان (آنوش اثر آرمن تیگرانیان) در سال ۱۹۱۲ در آلکساندراپول صورت گرفت
در سال ۱۸۶۵، یک گروه نمایش آماتوری در شهر گیومری نمایش «شوشانیک» اثر اچ. کارینیان را اجرا نمود. سالن تئاتر دولتی واردان آجمیان در سال ۱۹۲۸ در شهر گیومری تأسیس شد. کارگردانان برجسته روبن سیمونوف و واردان آجمیان، هنرپیشگان مهر مکرتچیان، آزات شرانتس و واردوهی وادِرِدسیان در این سالن فعالیت نمودند. ساختمان جدید این تئاتر در سال ۱۹۷۲ افتتاح شد. مدیر هنری آن نیکلای تساتوریان می‌باشد
مردم گیومری در همه ارمنستان به تعریف کردن داستان‌های خنده دار و قصه معروفند.

اولین چاپخانه گیومری در سال ۱۸۷۶ میلادی توسط گ. سانویان بنیانگذار شد و تا سال ۱۹۱۸ فعالیت داشت. آثار ادبی شامل نخستین کتاب آوتیک ایساهاکیان، تقویم‌ها و کتاب‌های درسی را به چاپ رسانید. دیگر چاپخانه شهر، آیگ (تأسیس ۱۸۹۲)، کتاب‌های تاریخی و نخستین
گاهنامه گیومری، آخوریان را به چاپ رسانید.
شهر گیومری میزبان «دوسالانه گیومری» است توسط هنرمند آزاد سارگسیان و مرکز هنر معاصر گیومری سازماندهی شده‌است. در سال ۲۰۱۳ رسماً پایتخت فرهنگی کشورهای مستقل همسود اعلام شد.

## معماری

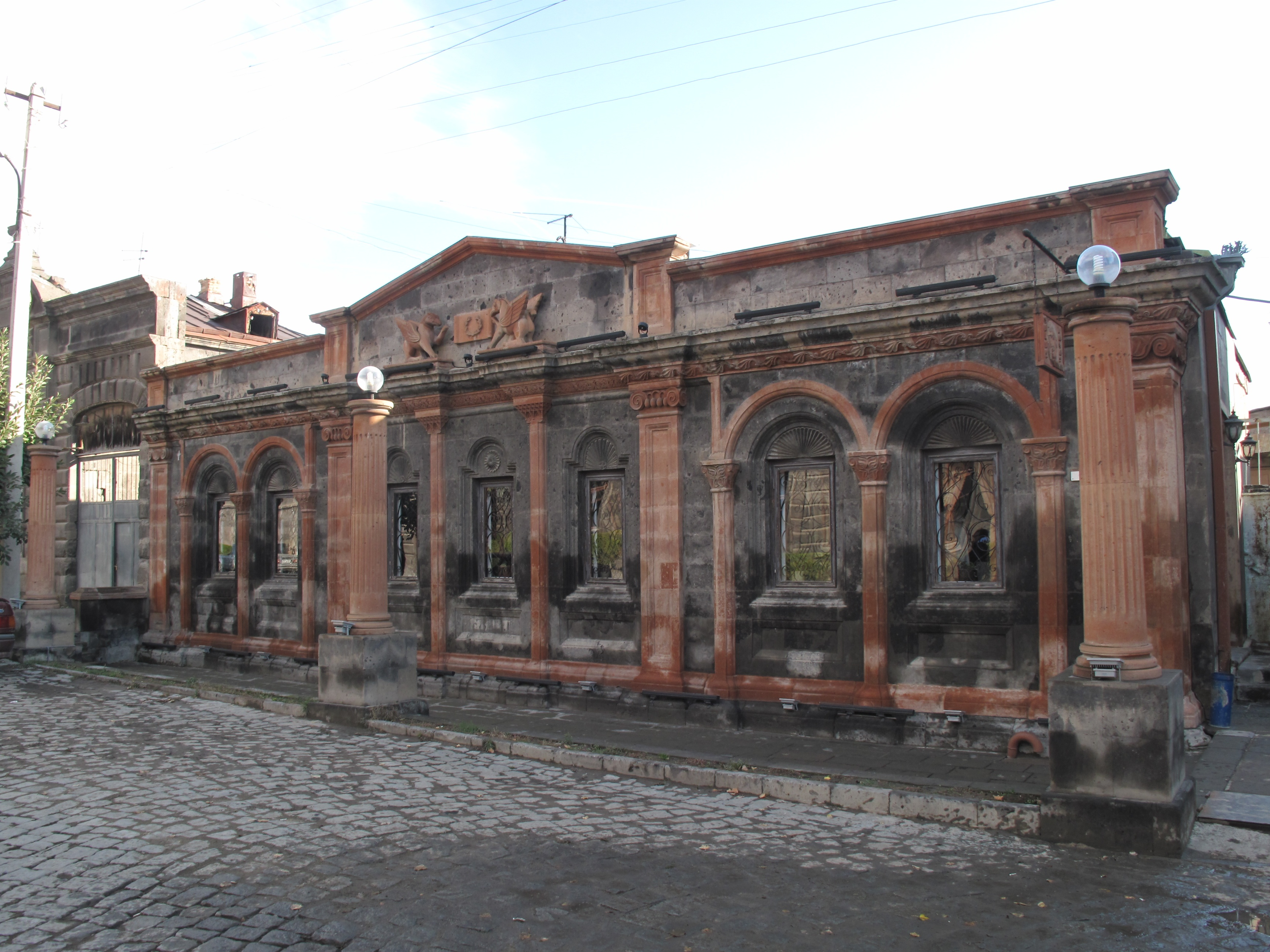
معماری کارخانه آبجو سازی

گیومری برای معماری منحصر به فرد آن معروف است. معماری گیومری سبک خود را از شهر قارص گرفته‌است و ساختارهای بسیار مشابه‌ای را می‌توان در هر دوی این شهرها یافت. قسمت اعظم مصالح استفاده شده در ساختمان‌ها کنده کاری شده هستند، و پنجره‌ها و درهایی با حاشیه‌های قوسی شکل دارند. مصالح اکثراً از توف‌های سیاه و قرمز هستند.
کلیسا با زیربنای چهارضلعی و گنبددار دپروانک از بناهای معماری قدیمی کشف شده مربوط به قرن هفتم منطقه گیومری است که دارای یک محراب اصلی نعلی شکل و دو اتاق مستطیلی در طرفین بوده، نمای بیرونی دیوار شمالی دارای تورفتگیهای مخصوص معماری ارمنی بوده و تنها درب ورودی آن از جنوب است. دراطراف کلیسا مقر قدیمی کومایری بوده، با یک شبکه نامنظم از خیابانها، و خانه‌های نیمه زیرزمینی و یک طبقه.

## غذا
یکی از وجوه مشخصه مهم گیومری، غذاهای سنتی آن است. غذاهای روزمره گیومری شامل انواع متنوعی از آش‌ها، برنج‌ها و سوپ‌ها است که با نام اجزای اصلی تشکیل دهنده‌شان نامگذاری می‌شوند مانند: «عدس پلو»، «بلغور پلو»، «کشک پلو»، «غذای تیریت» با قیسی، «غذای یاینی» با شلغم، «آش بلغور»، «آش دوغ» و غیره.

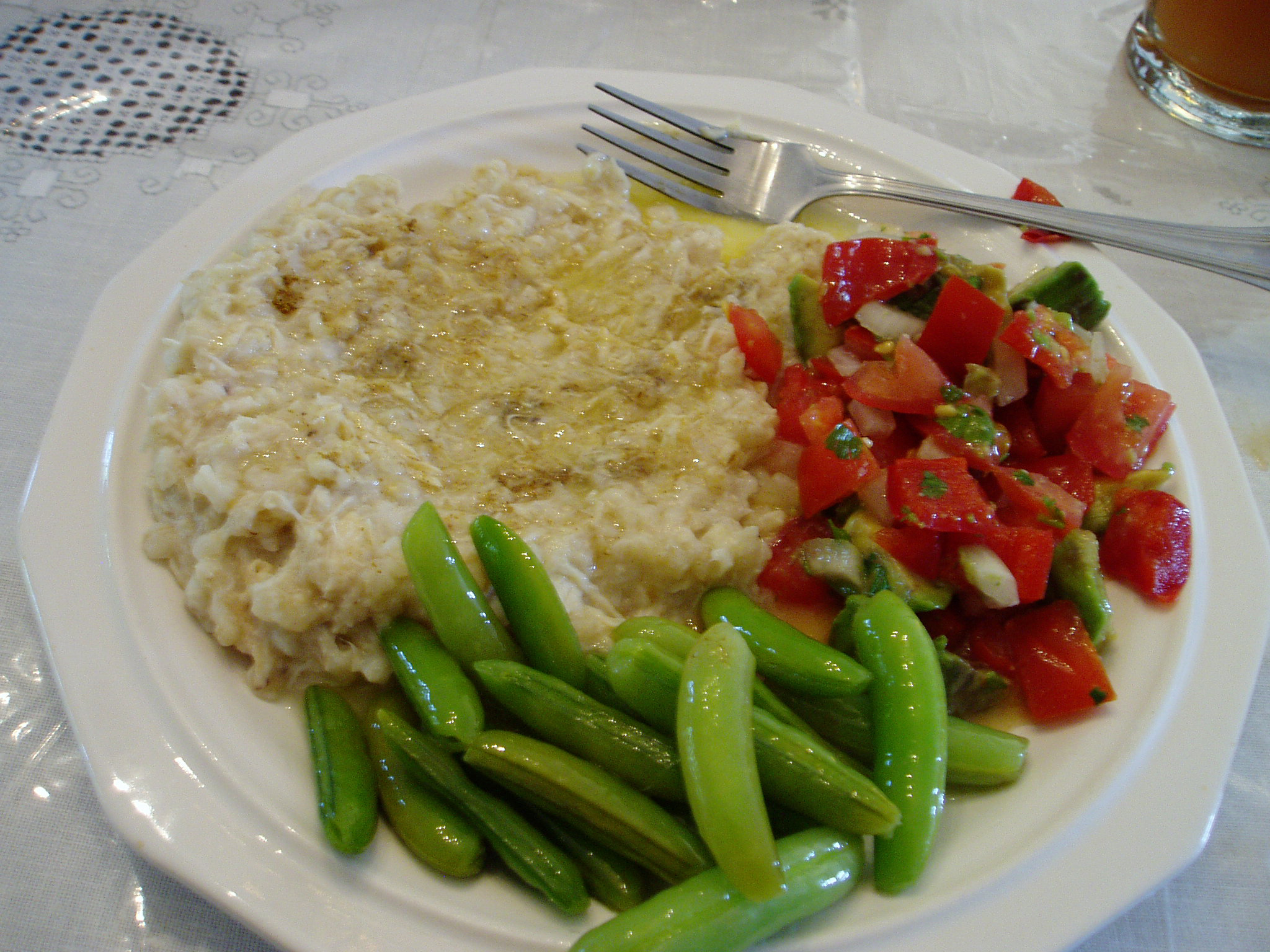
هاریسا

در روزهای عید انواع غذاهای معروف شان شامل دلمه، کوفته ساتری، «کوفته سنگی»، «کباب تابه‌ای»، «کوفته تابه‌ای»، «چاناق»، «کیالان» (که از گوشت سر گاو درست می‌کنند) و غیره است.
در گیومری این سه مورد آخر خصوصاً در بین صنعت گران غذاهای محبوب بوده‌اند. این‌ها، و همچنین «گاتا» و باقلوا، «شاکار لوخوم» و «سهانچورکی» (بیسکویت) را در فِر می‌پختند.
غذاهای مراسم مذهبی شامل دلمه روز سال نو، گاتا، کیک‌هایی با اشکال متنوع، «هلیم» روز کریسمس، «کیک جشن دیاراندآراج»، «کیک‌های جشن سرکیس مقدس»، «پلوی عید پاک»، «خاشیل» (گوشت آب‌پز) مراسم صلیب مقدس، «شیر برنج» مراسم معراج، قربانی و «گوشت آب‌پز» مراسم تشییع جنازه و غیره بودند.
غذاهای شهری گیومری با خوشمزگی خاص و فراوانی غذاهای شیرین متمایز می‌شدند. مانند «سس کشمش»، غذای تهیه شده از کدو، کشمش، عسل (یا شکر)، «قیسی سرخ کرده»، «پلوی جِیِز» (با کشمش، قیسی زردآلو، آلوی سیاه و سفید و بادام)، نیمرو با توت سفید خشک شده، «نیمرو با خرما»، «نیمرو با خمیر»، «قایماق» (عسل و سرشیر)، «هاسوتان» و «زوربیان». «دلمه برگمو» را حتی با شکر و پودر دارچین نیز درست کرده و می‌خوردند.
در گیومری، موقع سال نو، و همچنین در جشن‌های دیگر نوشیدنی به عنوان بخشی الزامی سفره بوده‌است. نوشیدنی مورد علاقه مردان گیومری الکل بوده‌است که تا به امروز هم این عادت حفظ شده‌است. از قرن ۱۹ به بعد نوشیدنی آبجو به‌طور گسترده‌ای رواج یافت و جایگاه خاصی را درمیان مردان گیومری بدست آورد. در شهر تعداد زیادی بار، میخانه، آبجوفروشی و دکه بود که در آن صنعتگران و مسافران از شهرهای مختلف، غذا و نوشیدنی می‌خوردند. در زندگی شهری قهوه و چای به‌طور گسترده‌ای استفاده می‌شوند (در گیومری قهوه سیاه هم‌زمان با نوشیدنی تهیه شده از جوی بوداده و شور «قایفا» استفاده می‌شد) که با آن‌ها از میهمانان پذیرایی می‌کردند.
مردان گیومری همچنین علاقه‌مند به نوشیدن قهوه در قهوه‌خانه‌ها و کلوپ‌ها بودند که در آن جا از سیاست، اتفاقات روزمره شهر صحبت می‌کردند، معاملاتی می‌کردند یا به آهنگ‌های عاشقها (نوازندگان محلی و سنتی) گوش می‌دادند.

## مشاهیر بومی
| - گئورگ گورجیف، عارف و فیلسوف - سرگئی مرکوروف، مجسمه‌ساز - شرام، گوسان، شاعر و آهنگ‌ساز - آوتیک ایساهاکیان، شاعر - آرمن تیگرانیان، آهنگ‌ساز اپرا - اولگا چخووا، هنرپیشه زن - خاچاطور آوتیسیان، آهنگ‌ساز - هوانس شیراز، شاعر - فرونزیک مکرتچیان، هنرپیشه مرد - لوون ایشتویان، بازیکن فوتبال، قهرمان شوروی به همراه آرارات ایروان (۱۹۷۳) - وازگن مانوکیان، نخست‌وزیر پیشین ارمنستان - سوتلانا سوتلیچنایا، هنرپیشه زن فیلم - ماریام آسلامازیان، هنرمند (نقاشی) | - ادموند کئوسیان، کارگردان فیلم - لوون مکردجیان، کارگردان فیلم - یوری واردانیان، قهرمان وزنه‌برداری المپیک (۱۹۸۰) - روبرت امییان، رکورددار پرش بلند اروپا - آرتور پتروسیان، بازیکن فوتبال - لوون جولفالاکیان، قهرمان کشتی المپیک (۱۹۸۸) - مناتساکان ایسکانداریان، قهرمان کشتی المپیک (۱۹۹۲) - گنادی تیمچنکو، کارآفرین - ایسرائل میلیتوسیان، قهرمان وزنه‌برداری المپیک (۱۹۹۲) - آشوت مخیتاریان، مربی برجسته وزنه‌برداری - مگردیچ آرمن، رمان‌نویس - تیگران هاماسیان، جاز پیانیست و آهنگ‌ساز |

### شهرهای خواهرخوانده
گیومری با شهرهای زیر خواهرخوانده است
- الکساندریا، ایالات متحده آمریکا (از ۱۹۹۰)
- سالونیک، یونان (از ۲۰۰۰)
- پلوودیو، بلغارستان (از ۲۰۰۴)
- اوزاسکو، برزیل (از ۲۰۰۶)
- کرتی، فرانسه (از ۲۰۰۹)
- ناردو، ایتالیا (از ۲۰۰۹)
- موزدوک، روسیه (از ۲۰۱۱) -
- پیتشت، رومانی (از ۲۰۱۲)
- شی‌آن، چین (از ۲۰۱۳).
- بیاویستوک، لهستان (از ۲۰۱۳)
- اشفیلد، بریتانیا (از ۱۹۹۸)
- کوردوبا، آرژانتین (از ۲۰۰۲)
- لاوال، کانادا (از ۲۰۰۳)
- یزد, ایران (از ۲۰۲۱).[۳۷][۳۸]

## نگارخانه

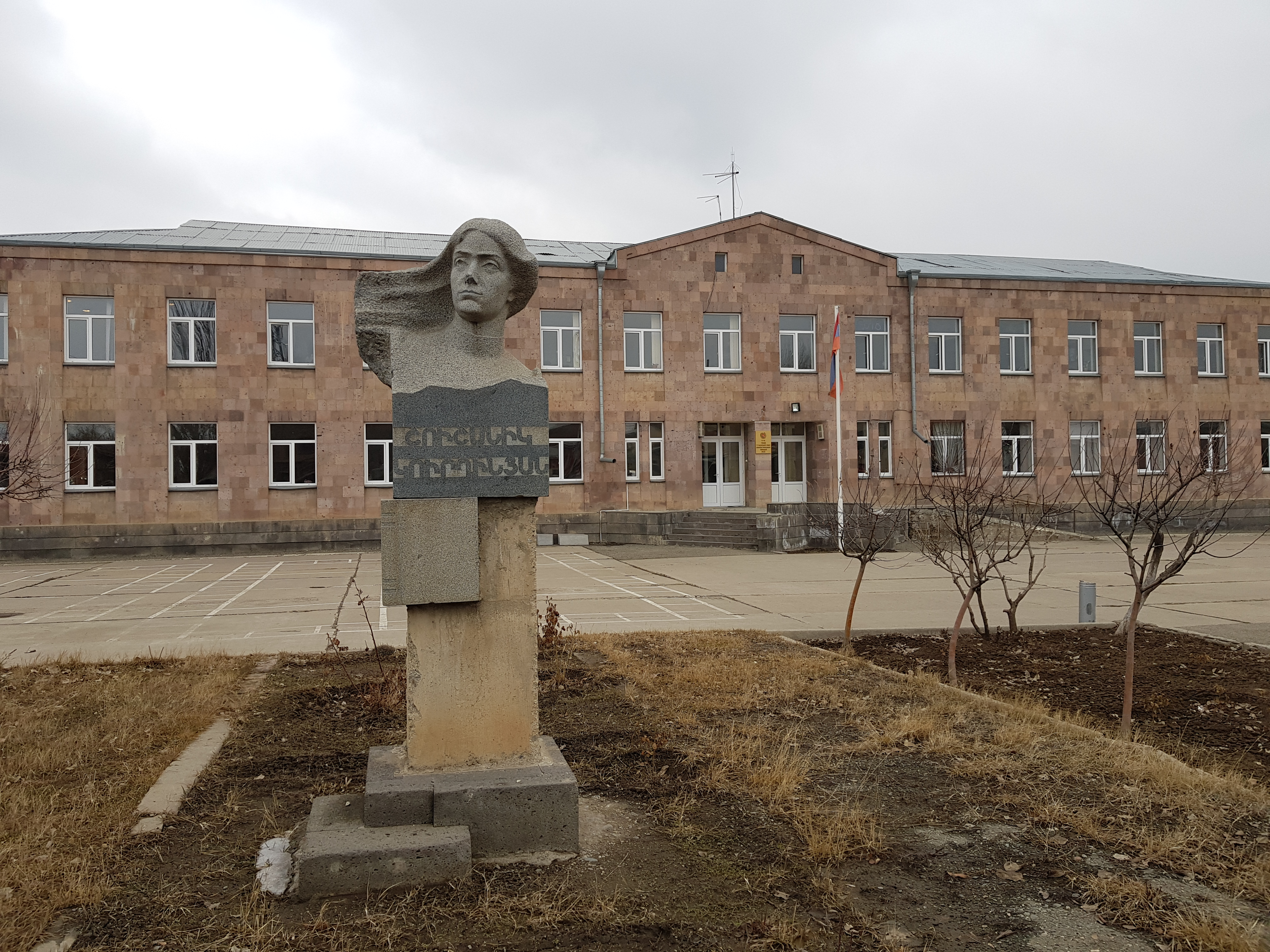
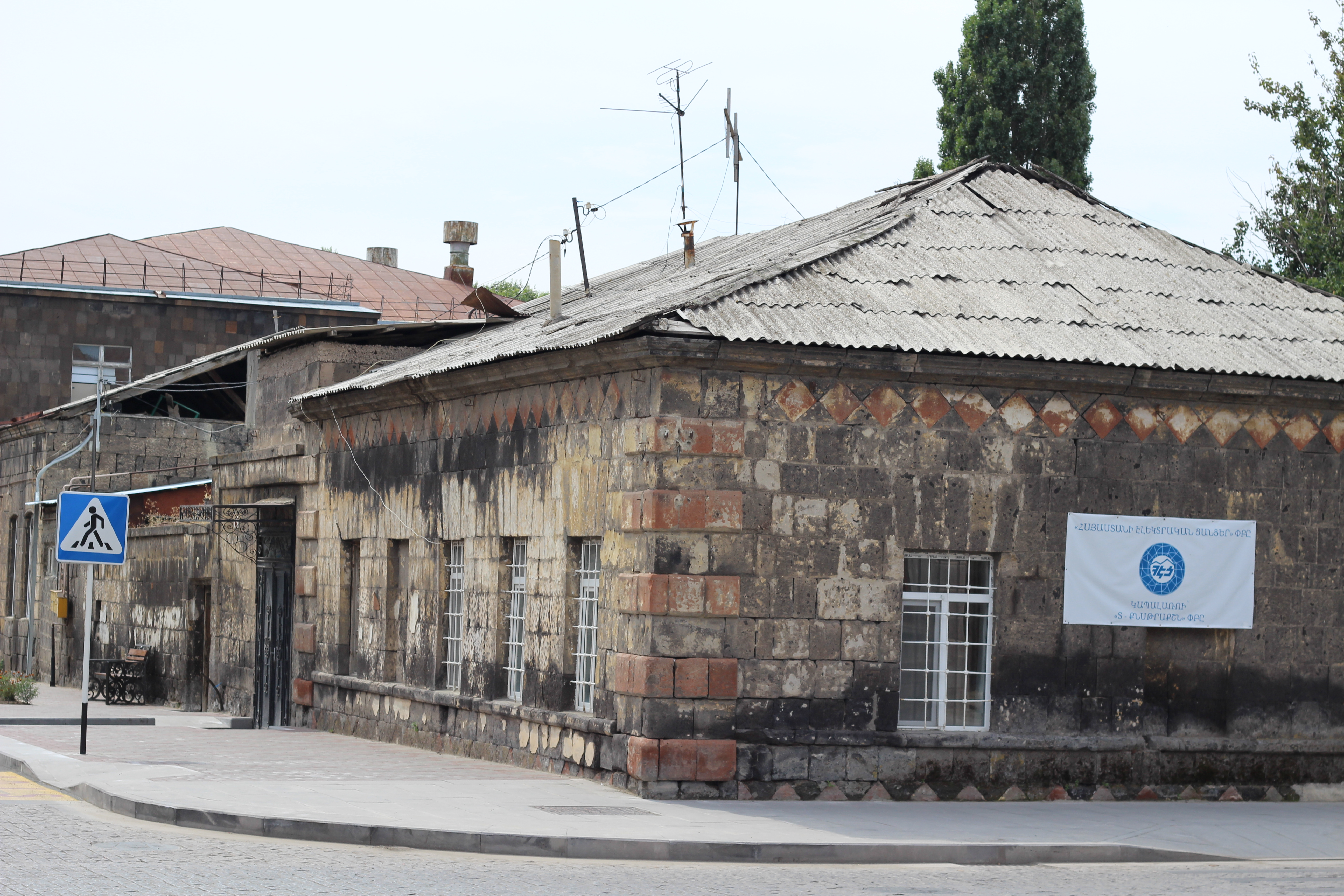
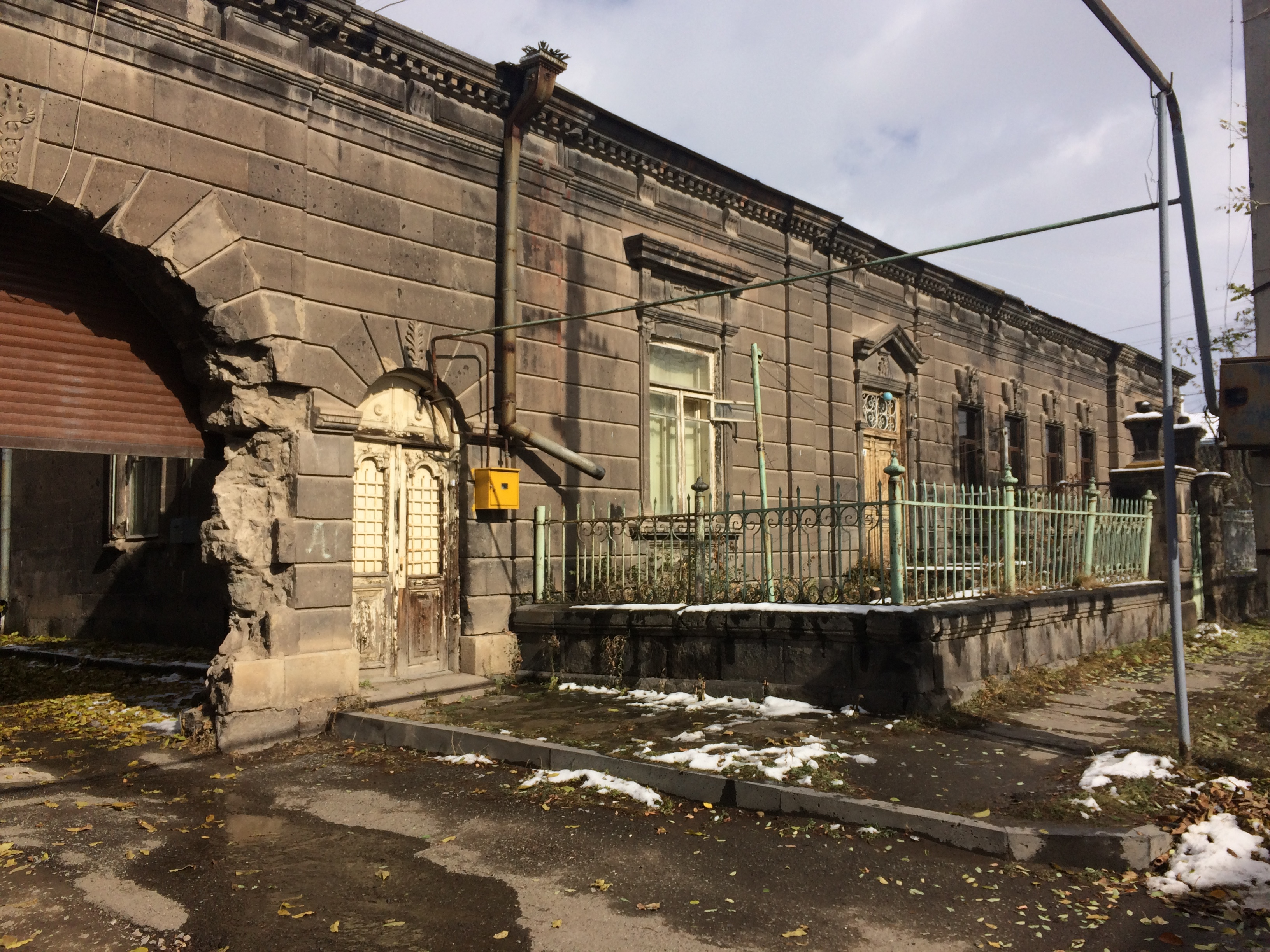
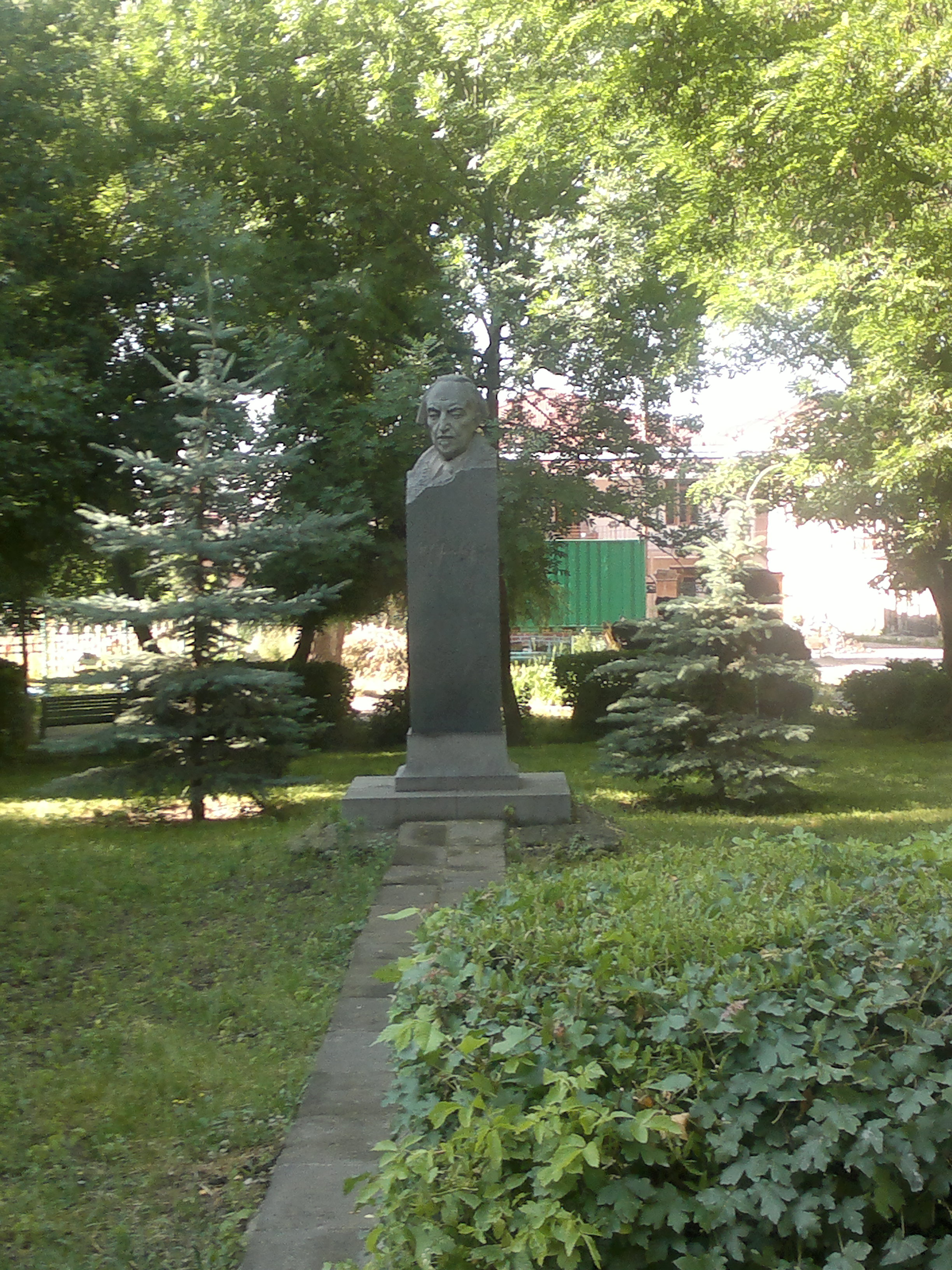
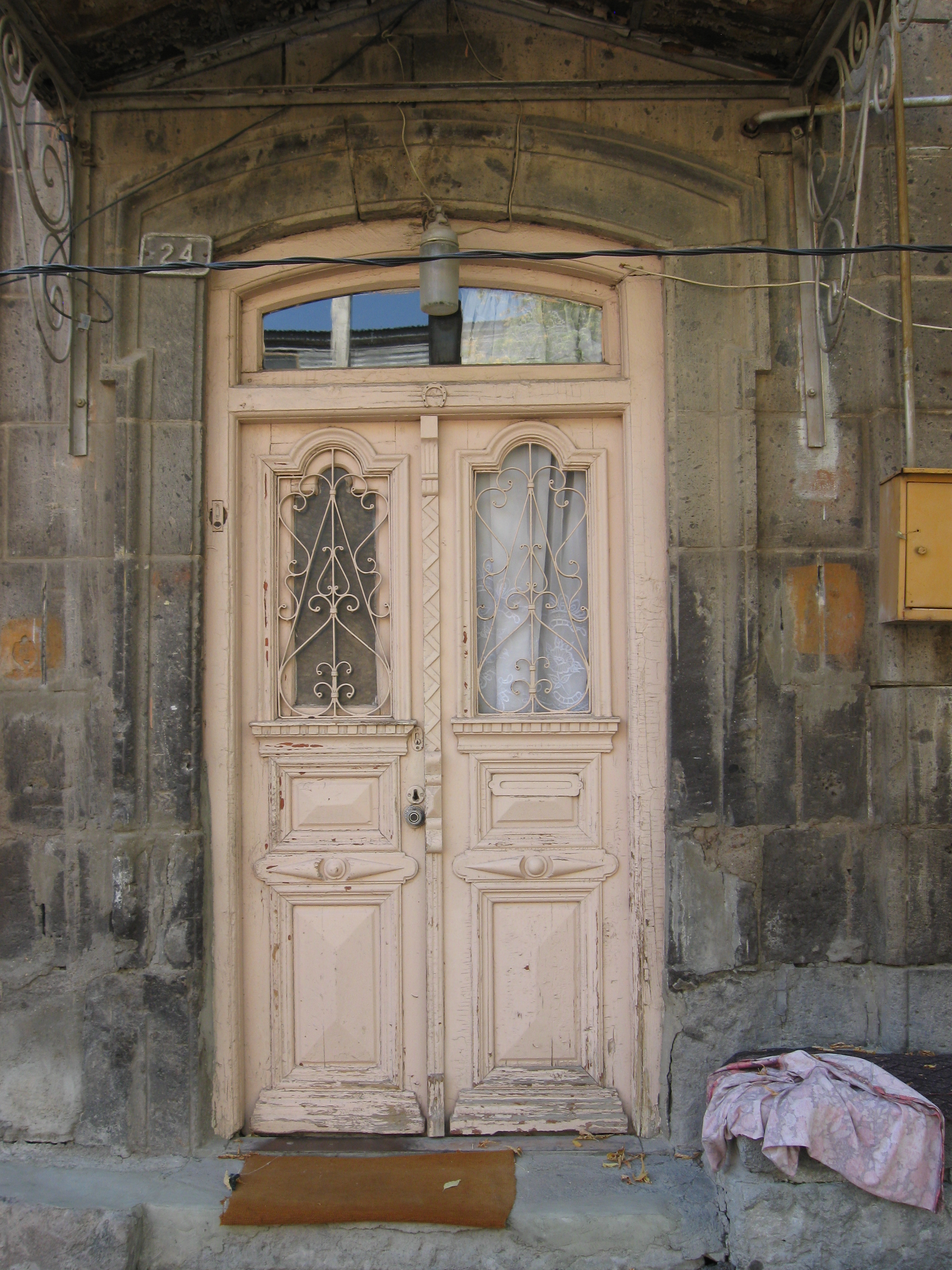
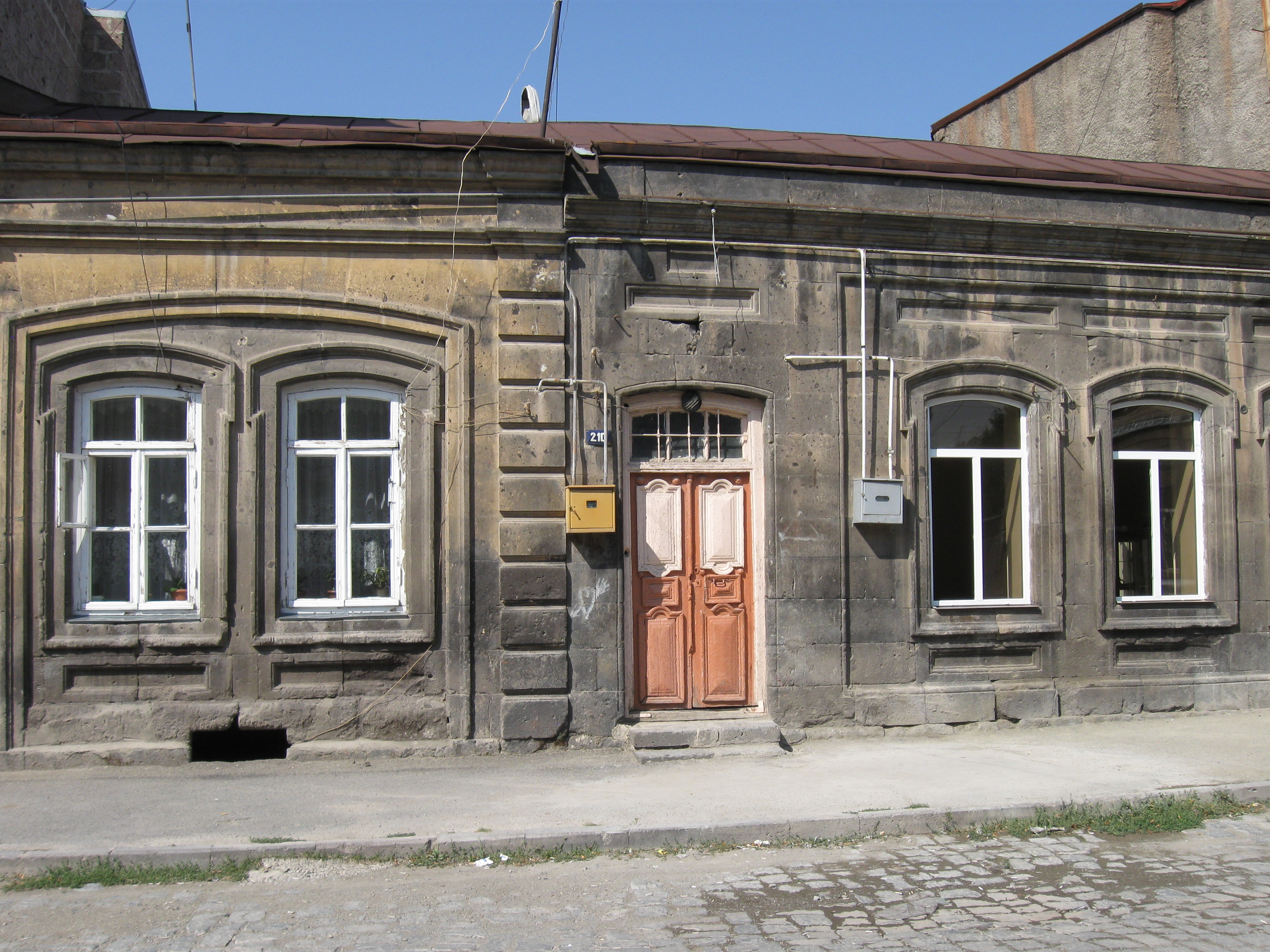
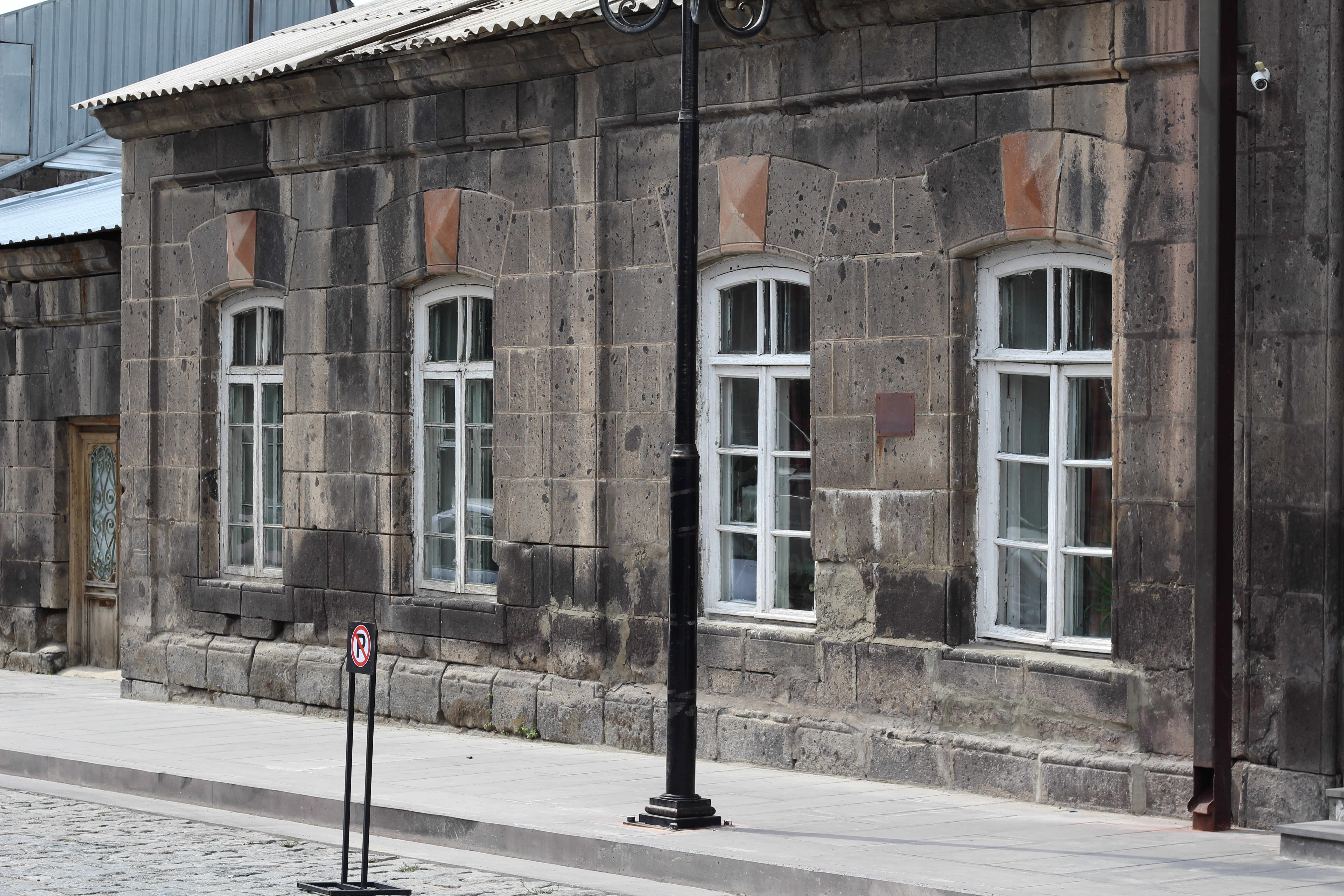
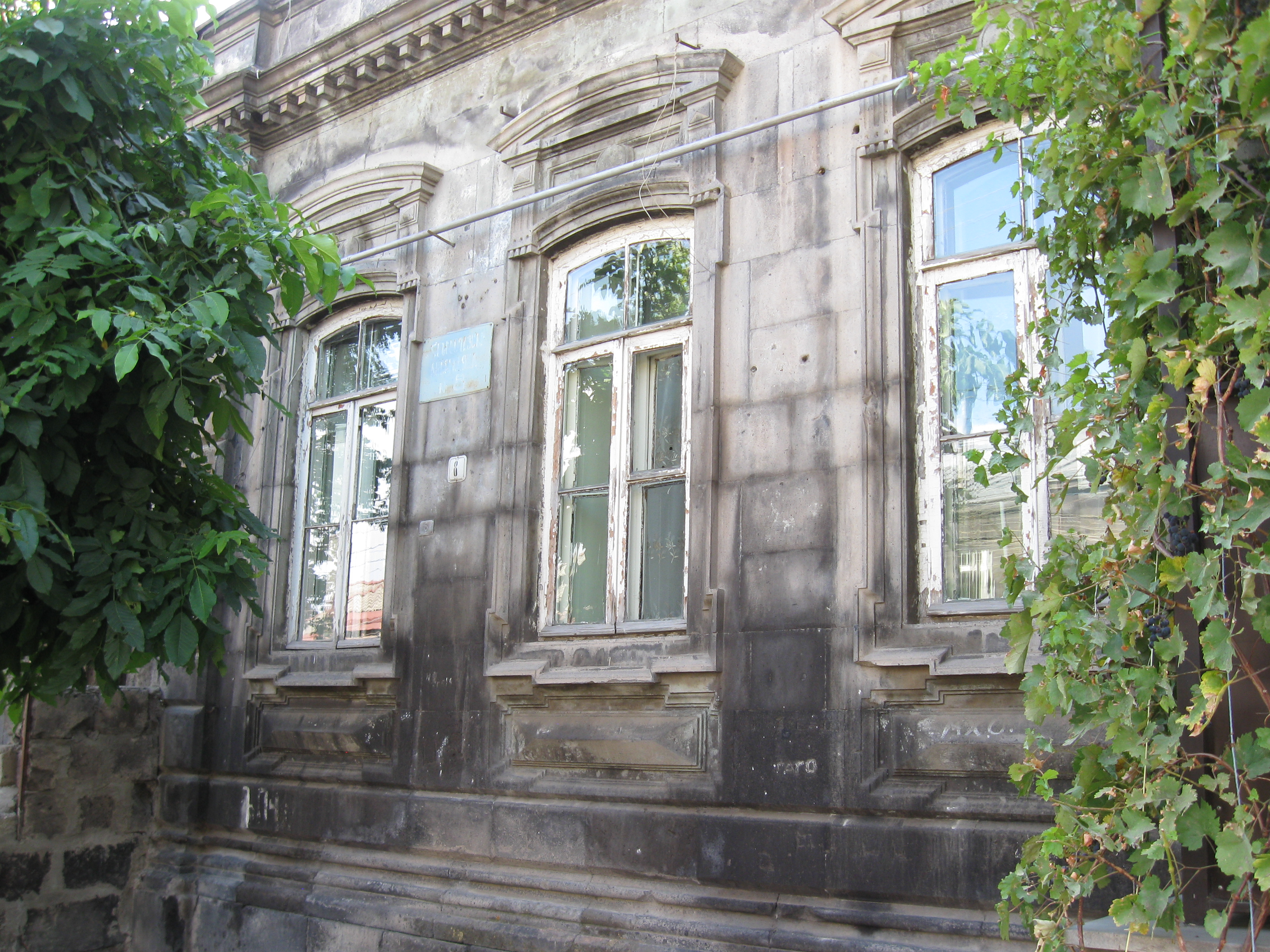
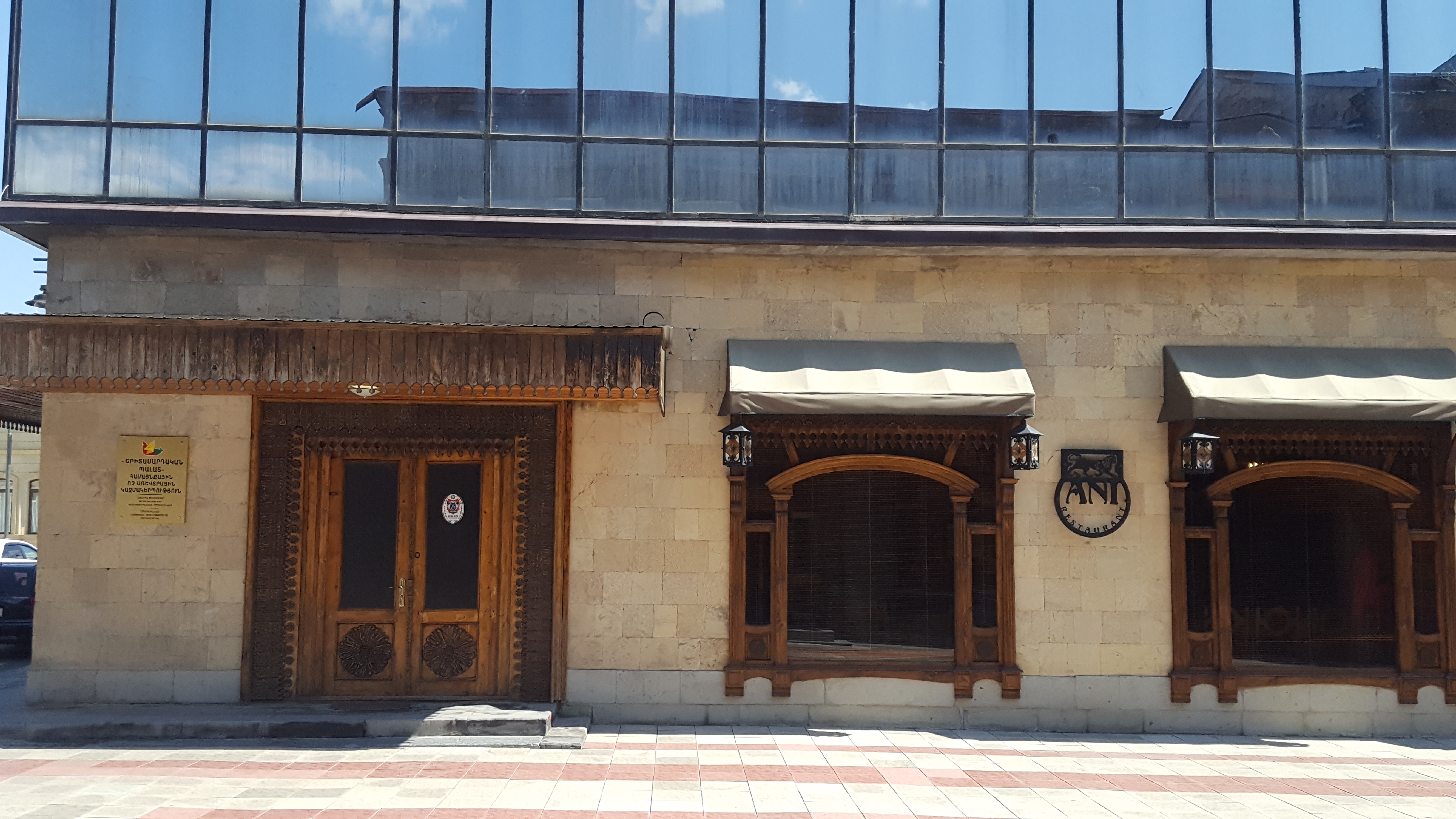
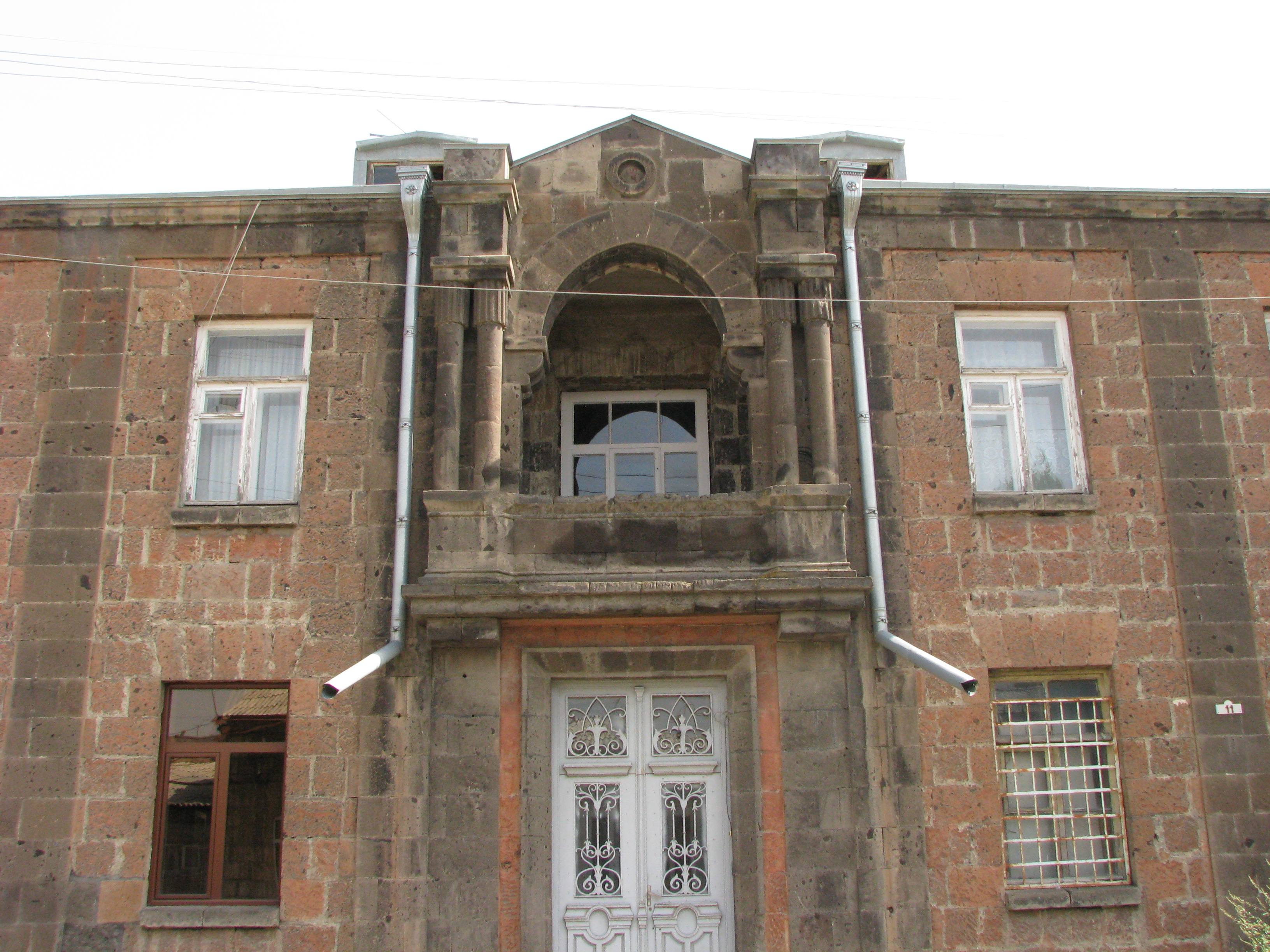
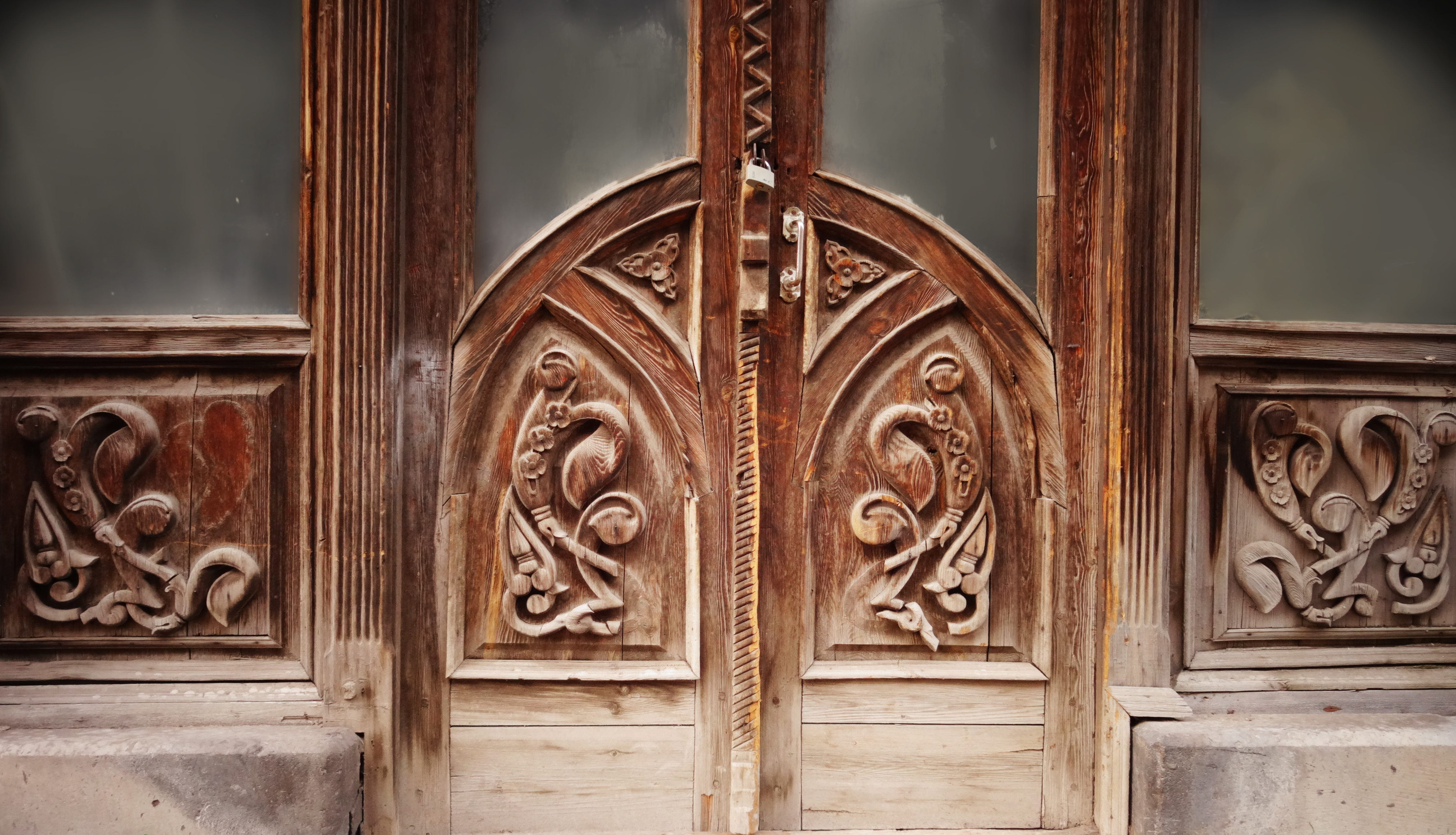
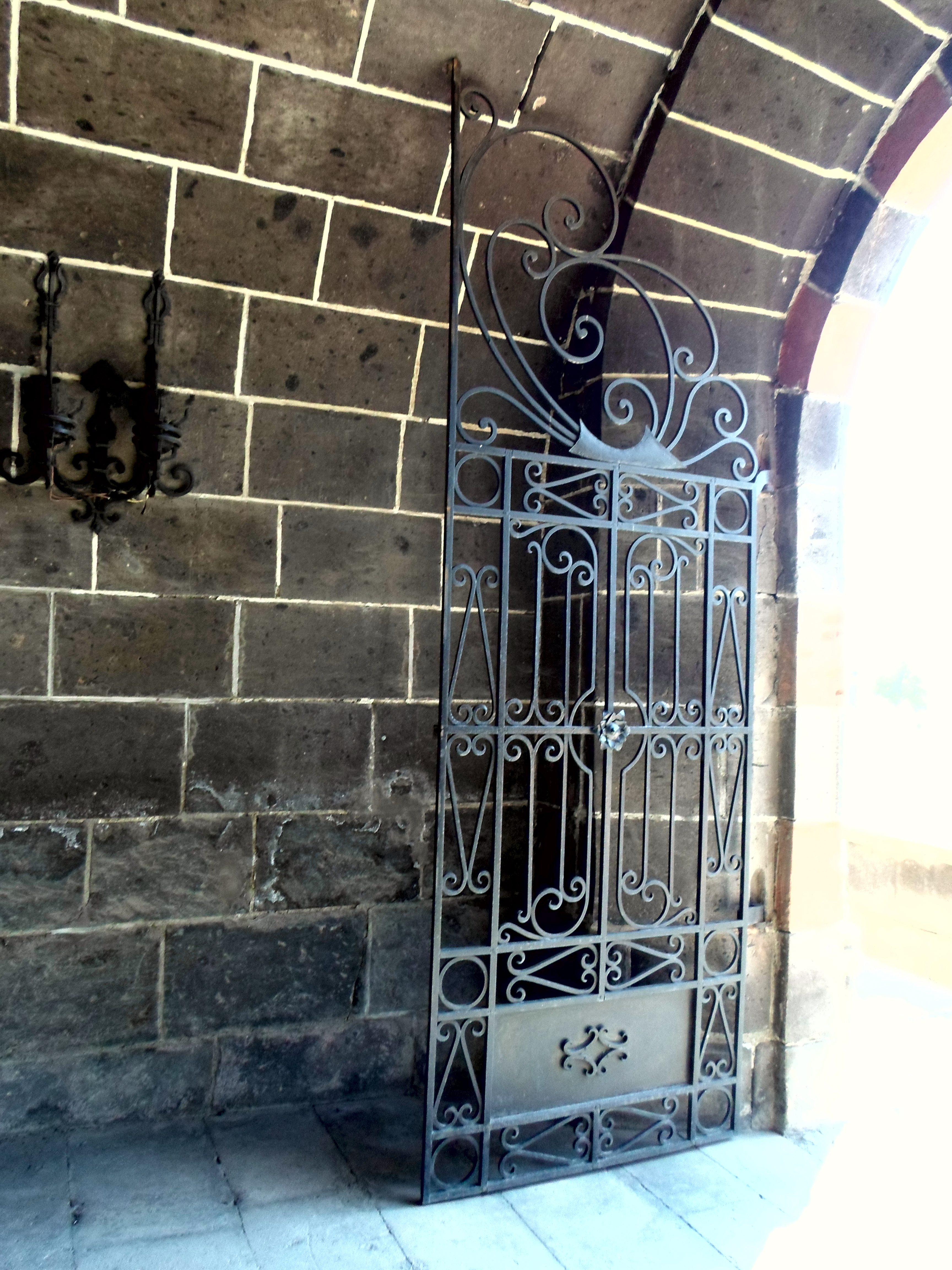
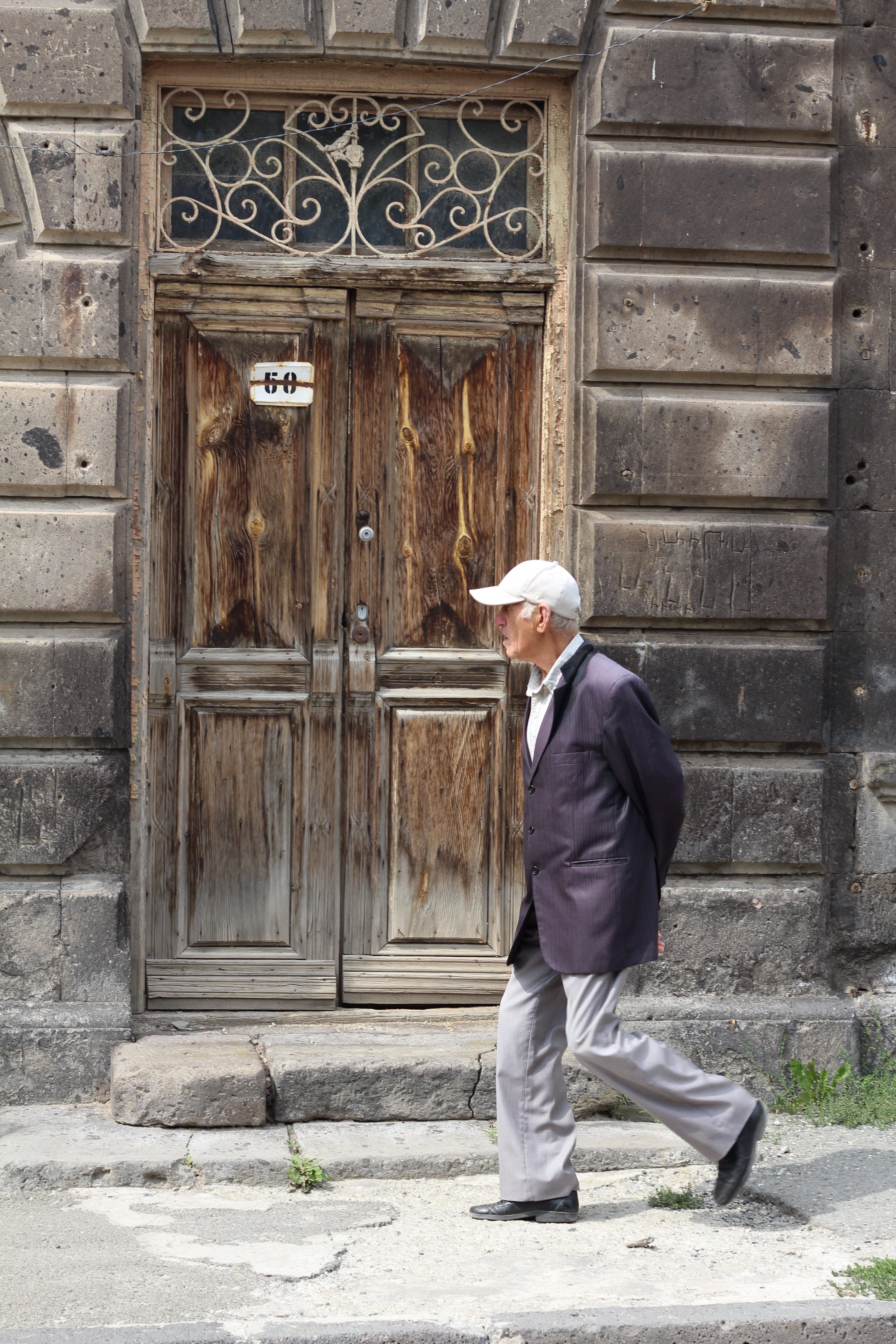
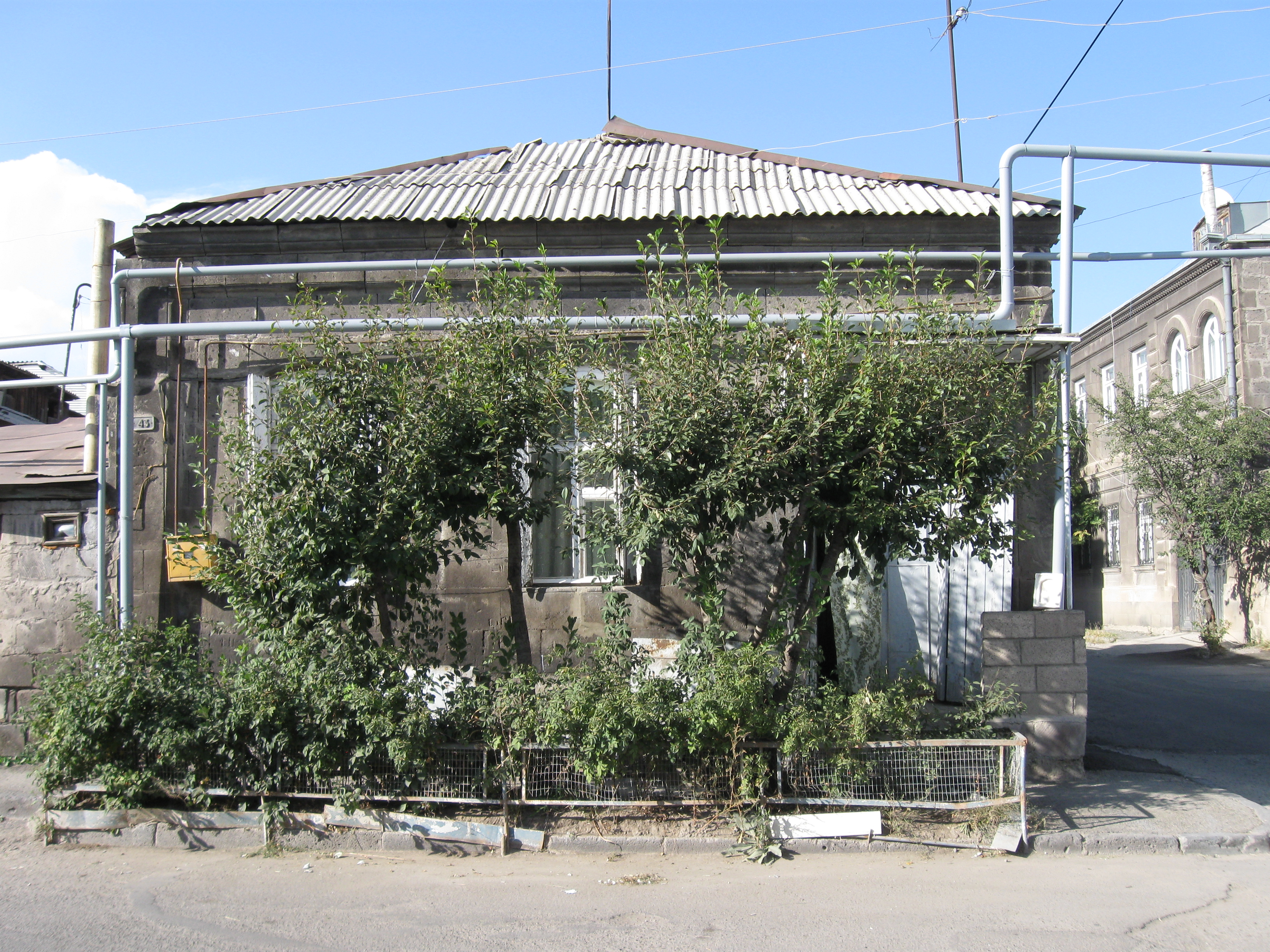
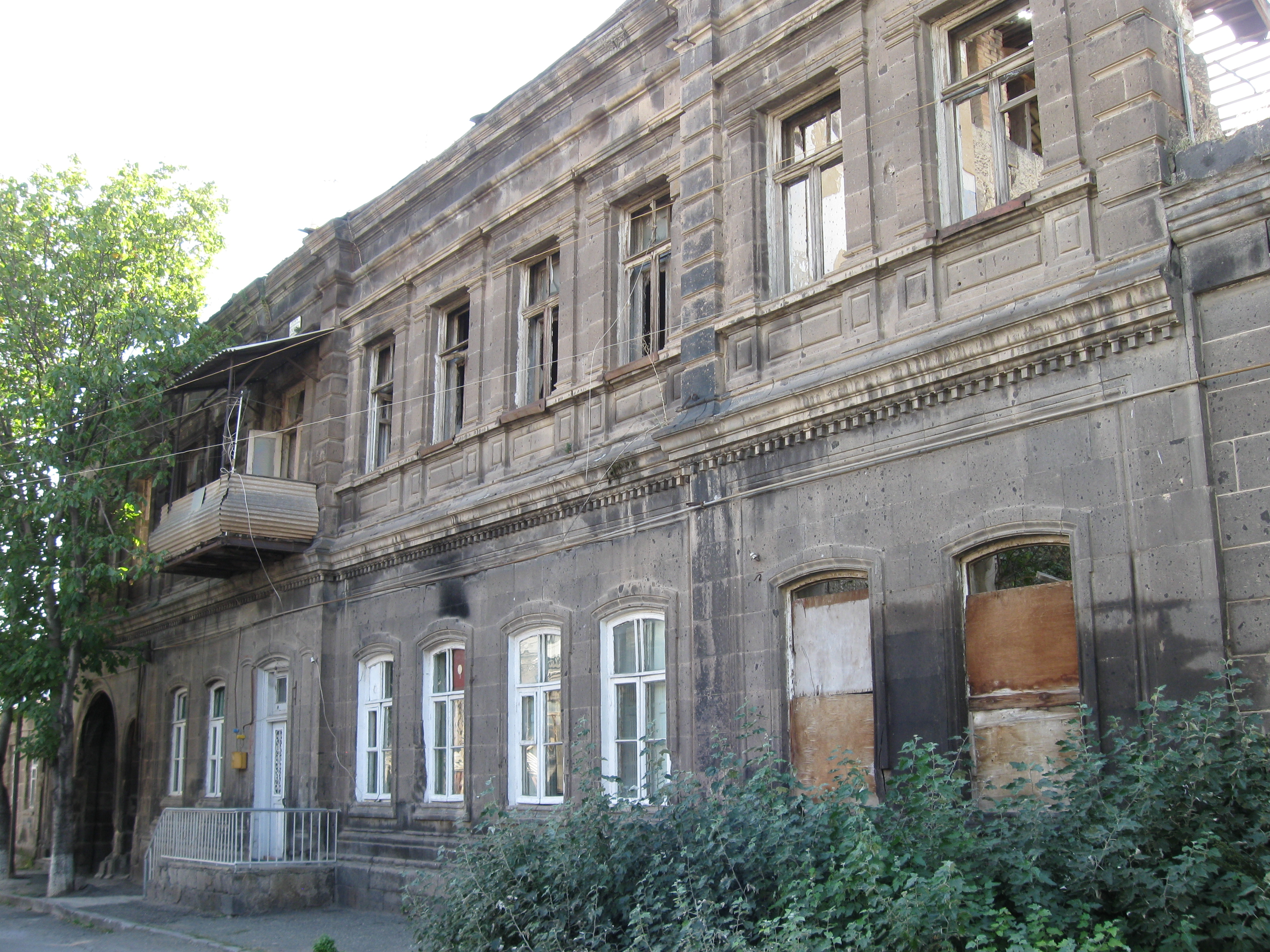
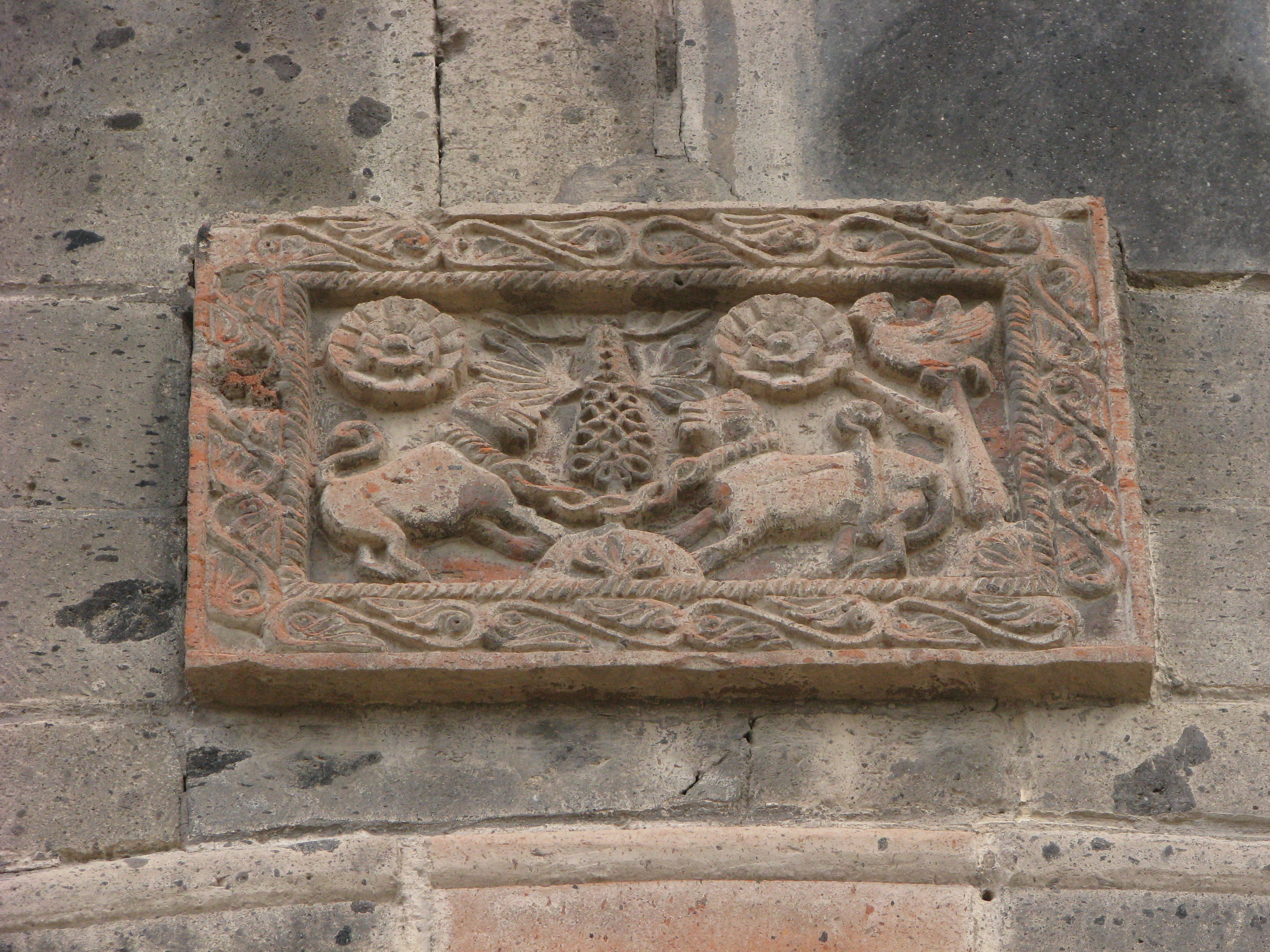
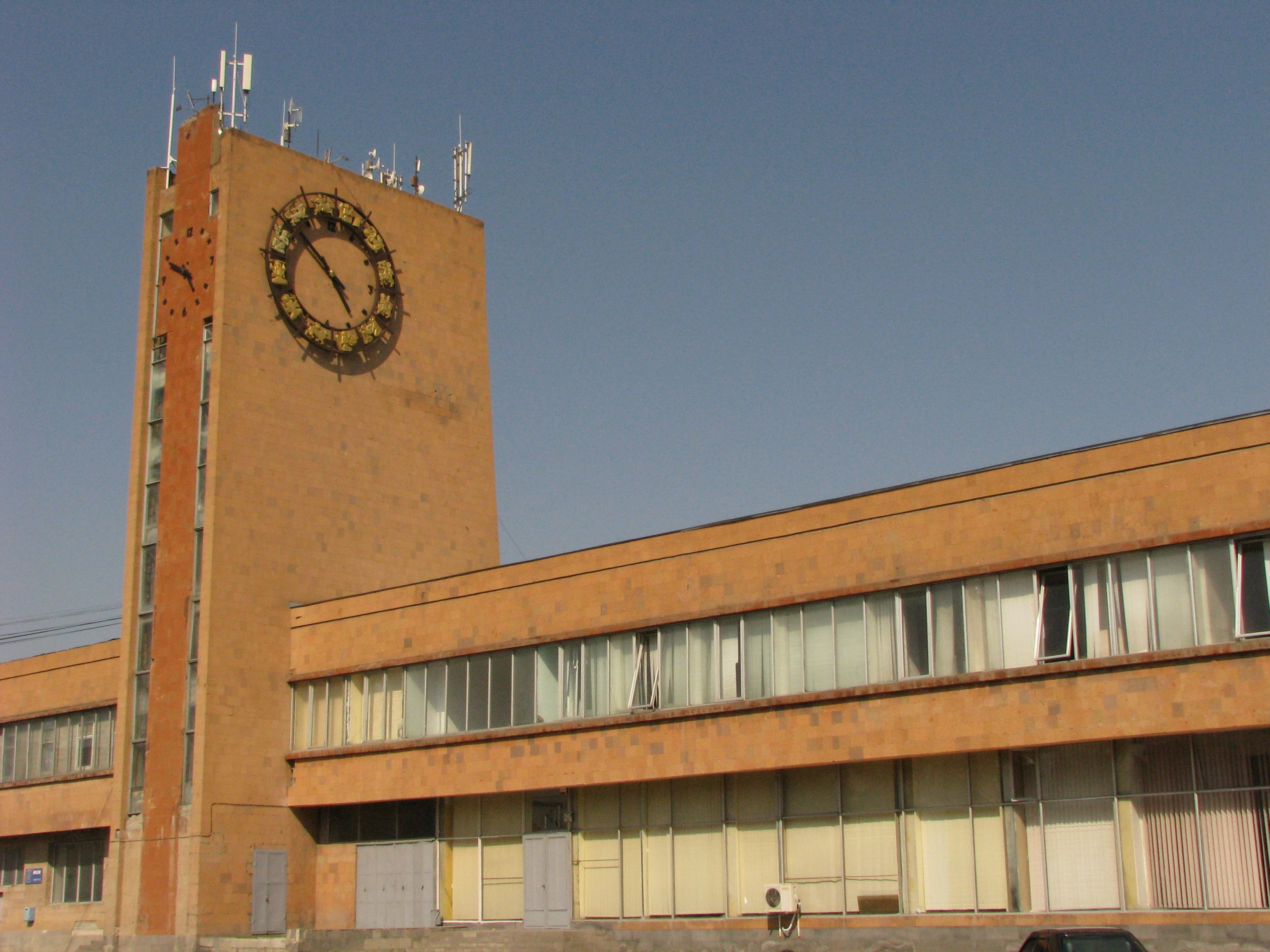
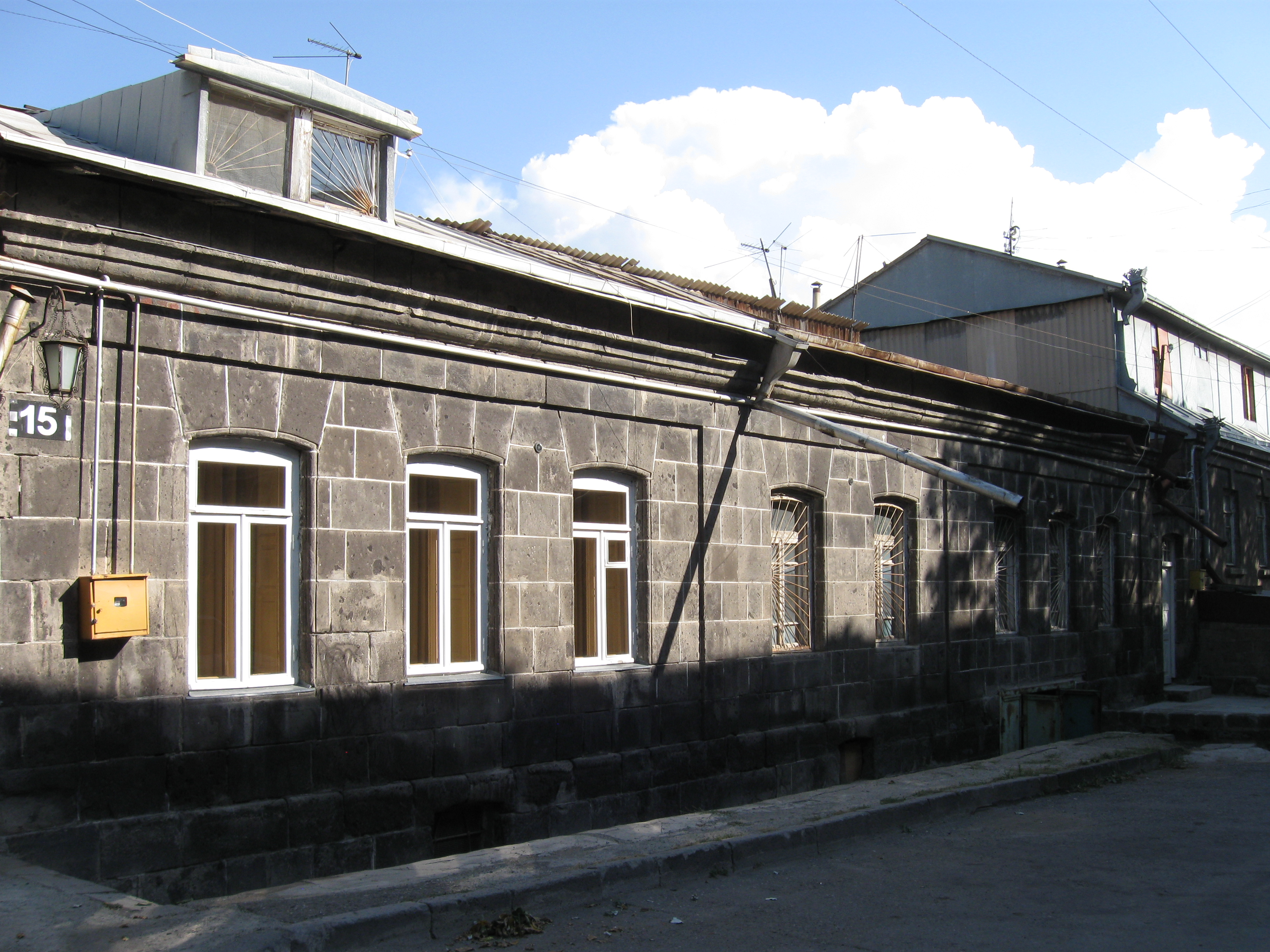
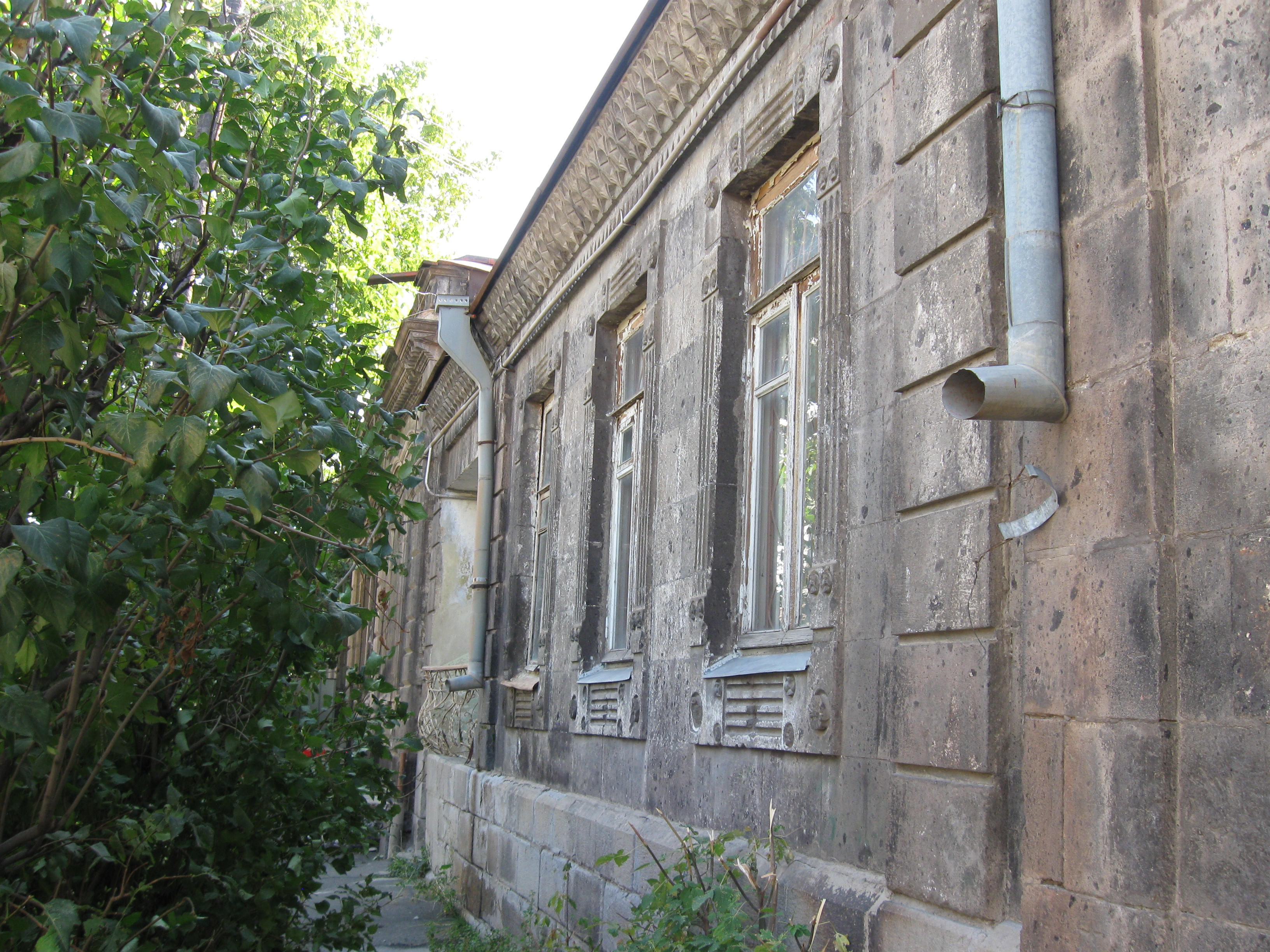
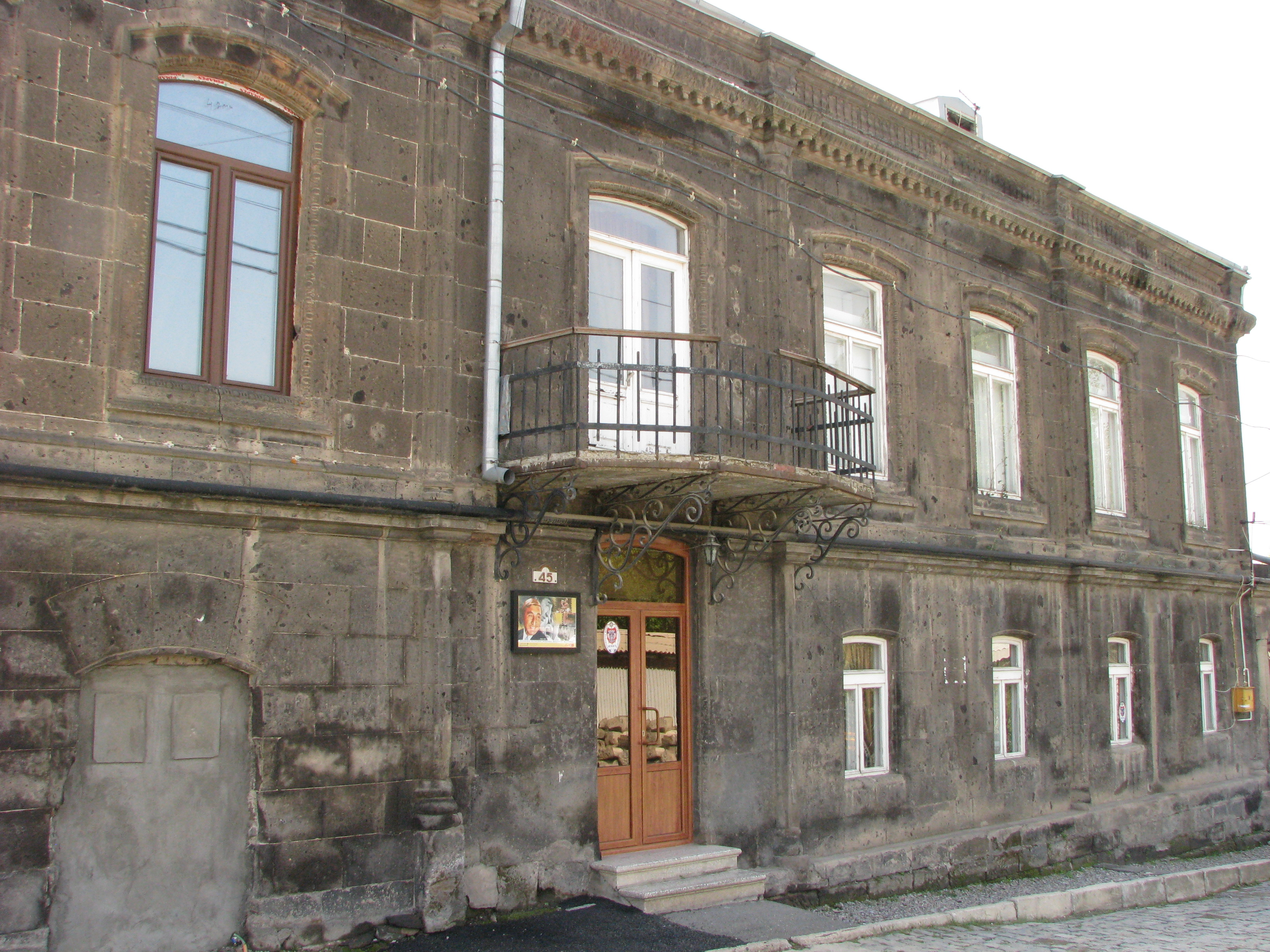
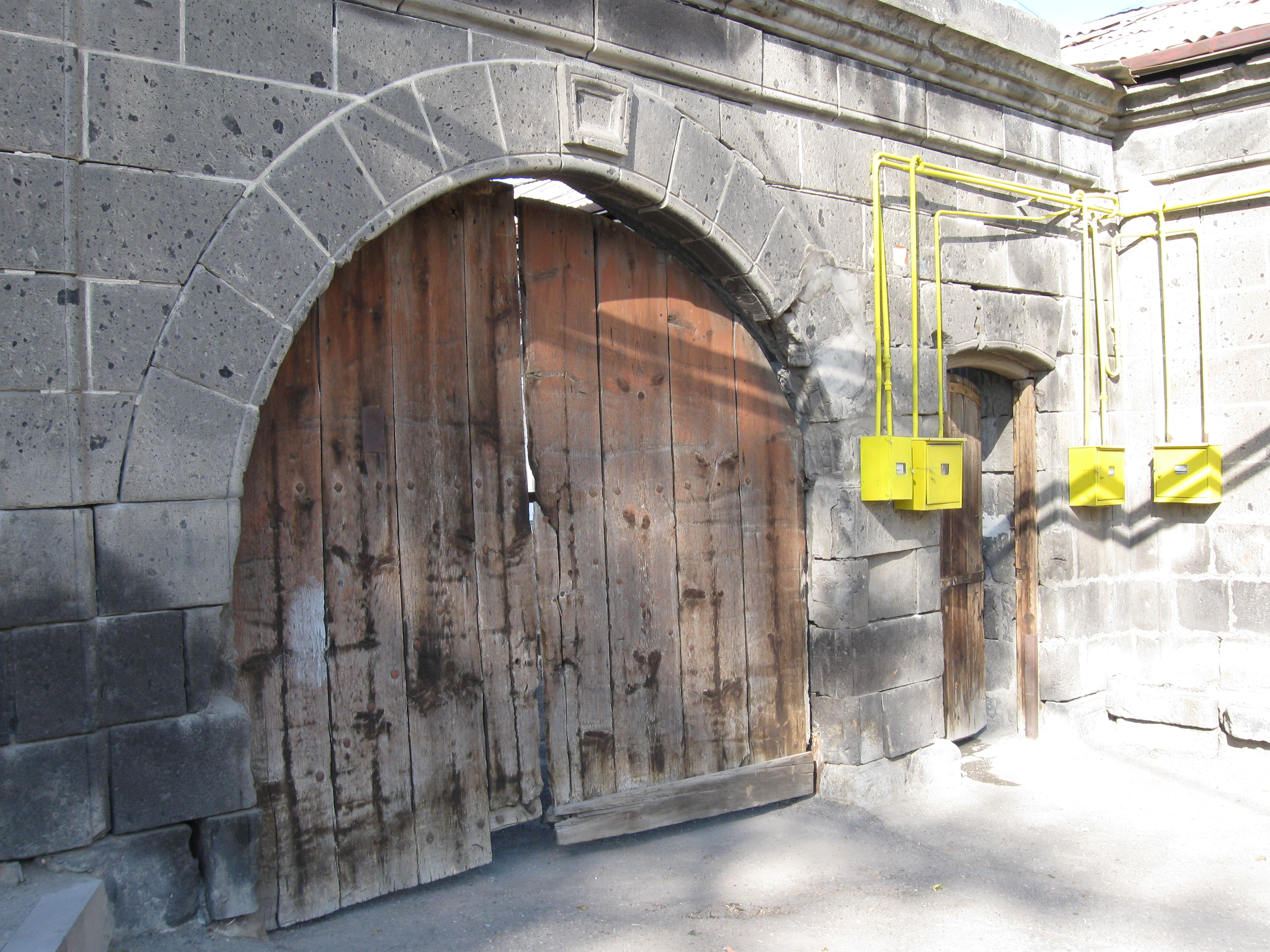
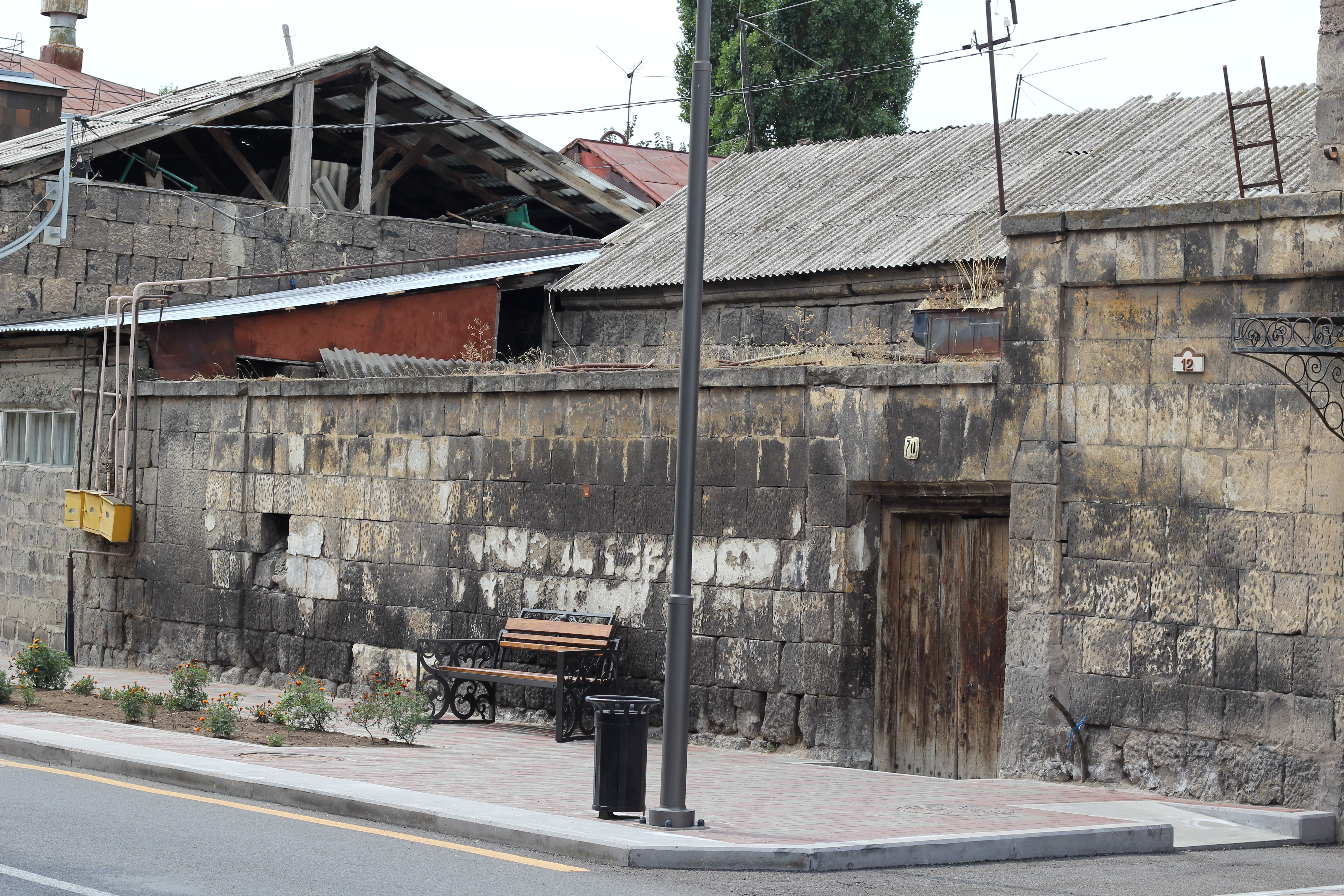
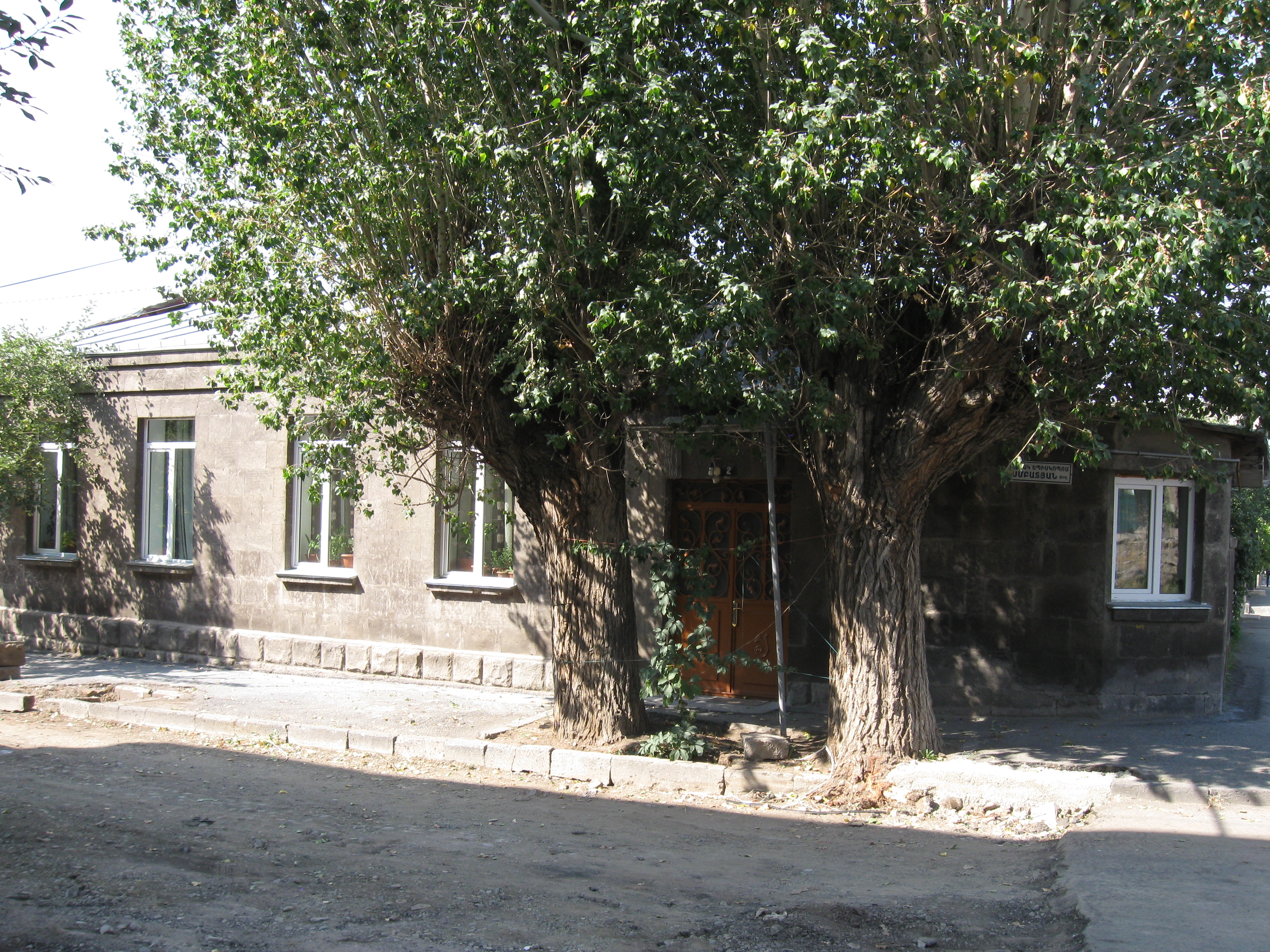
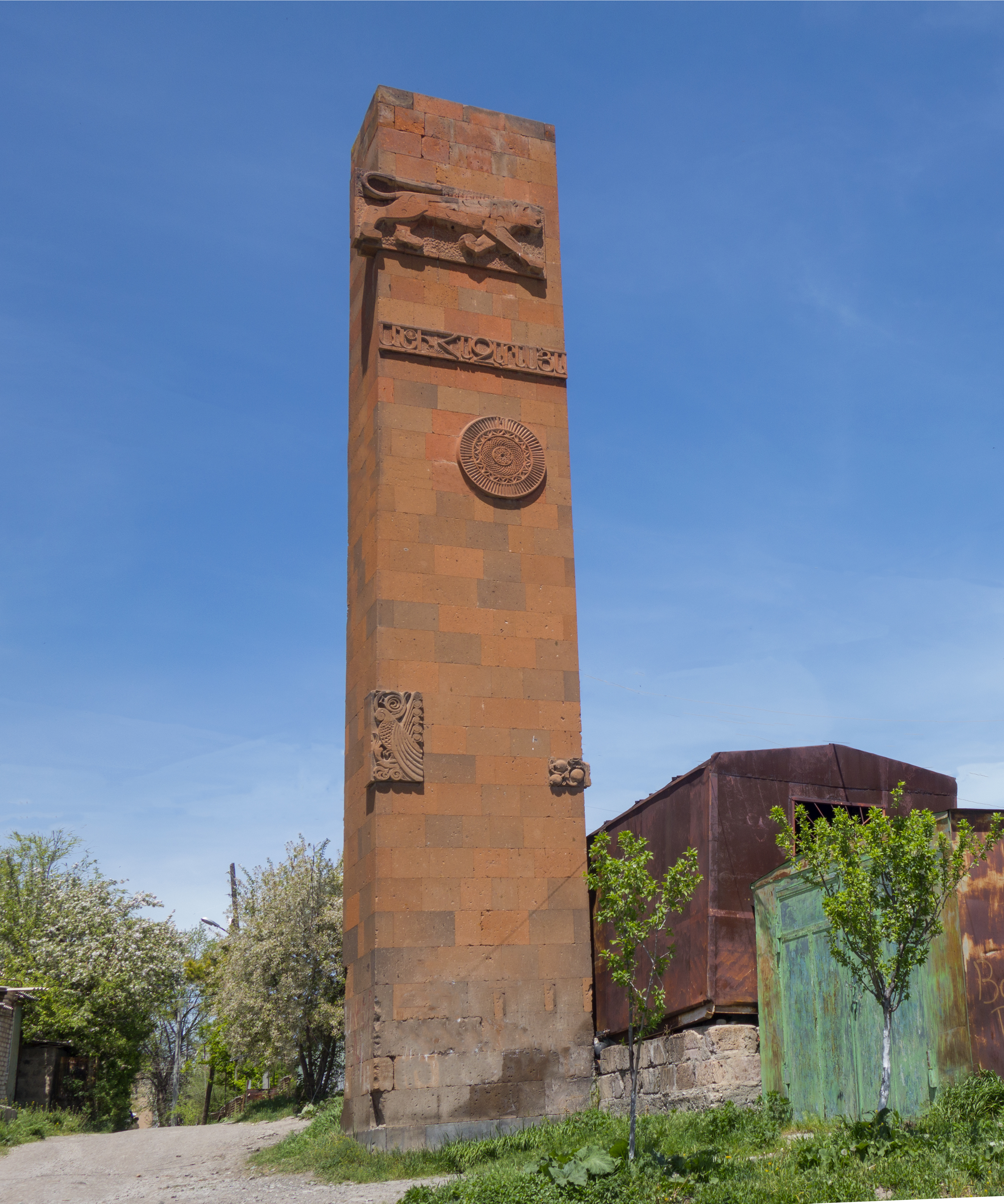
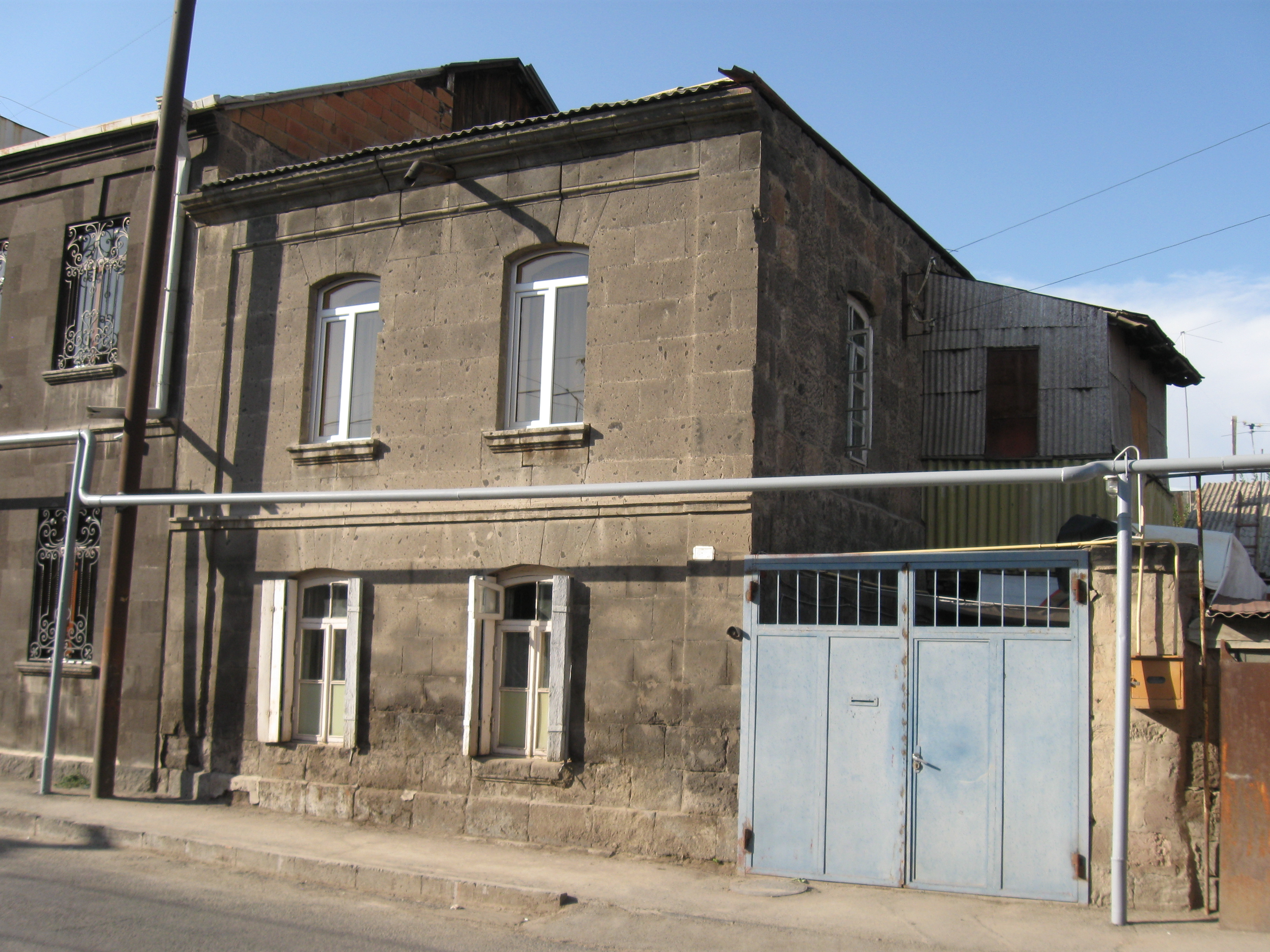
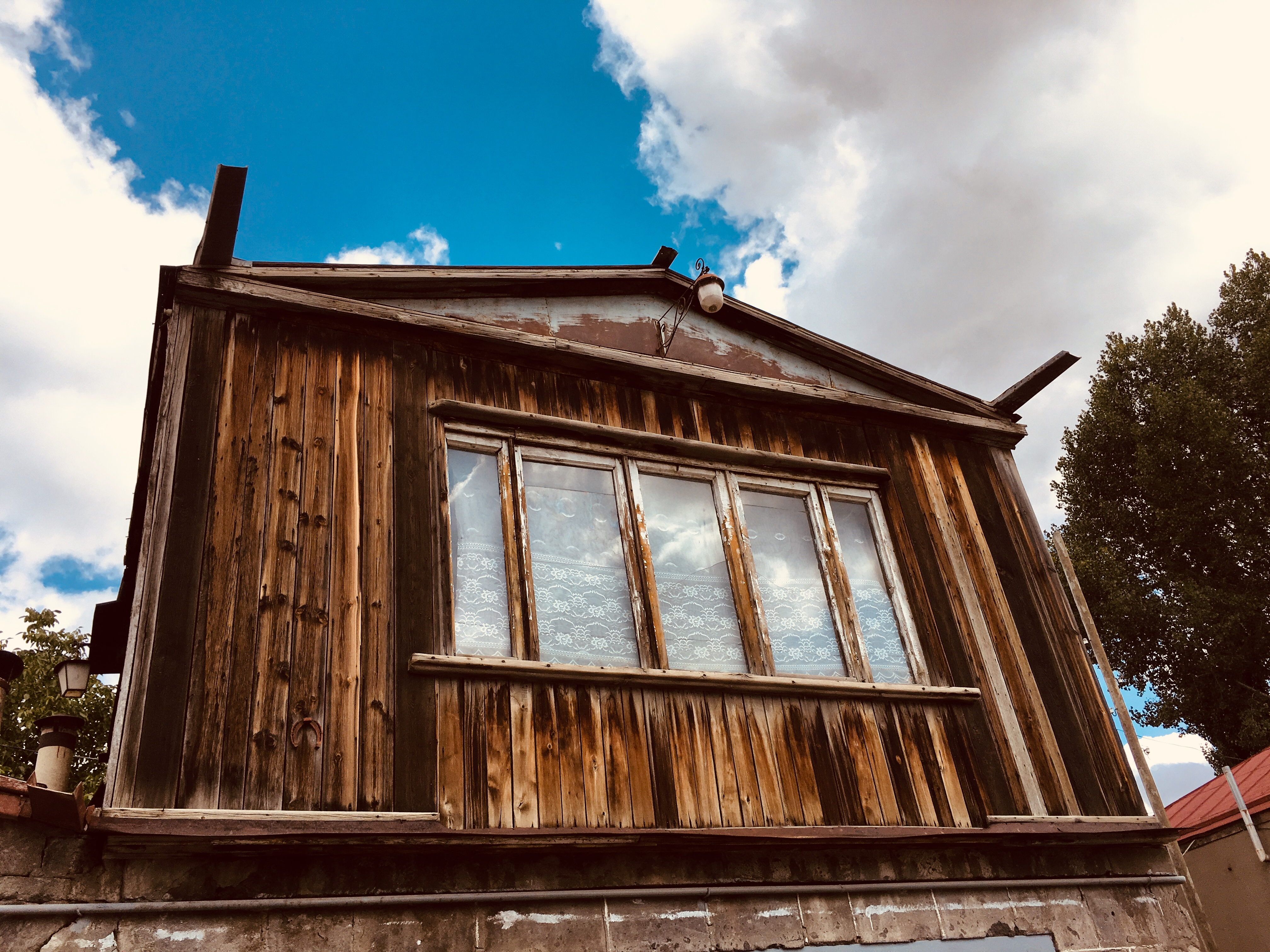
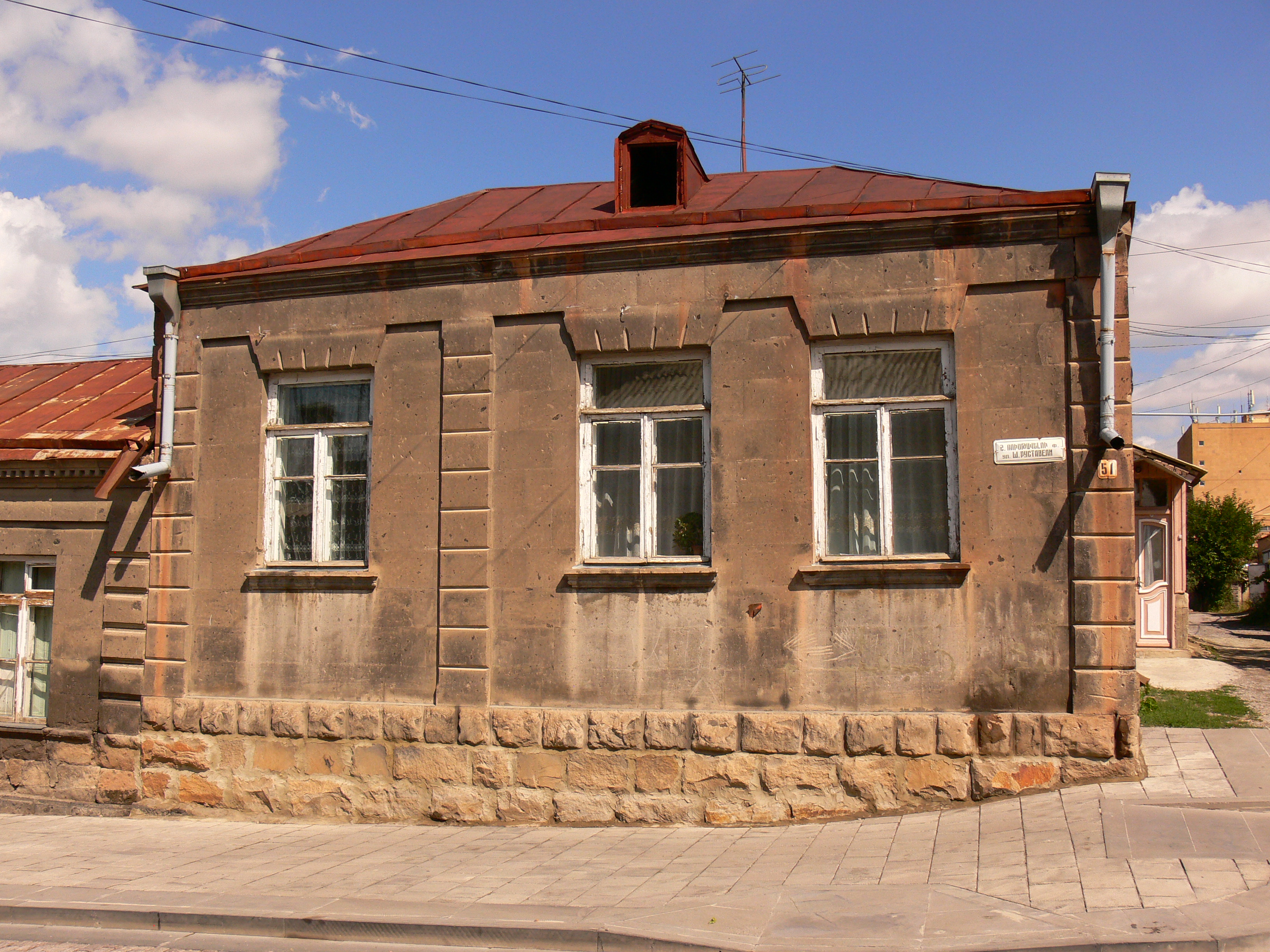
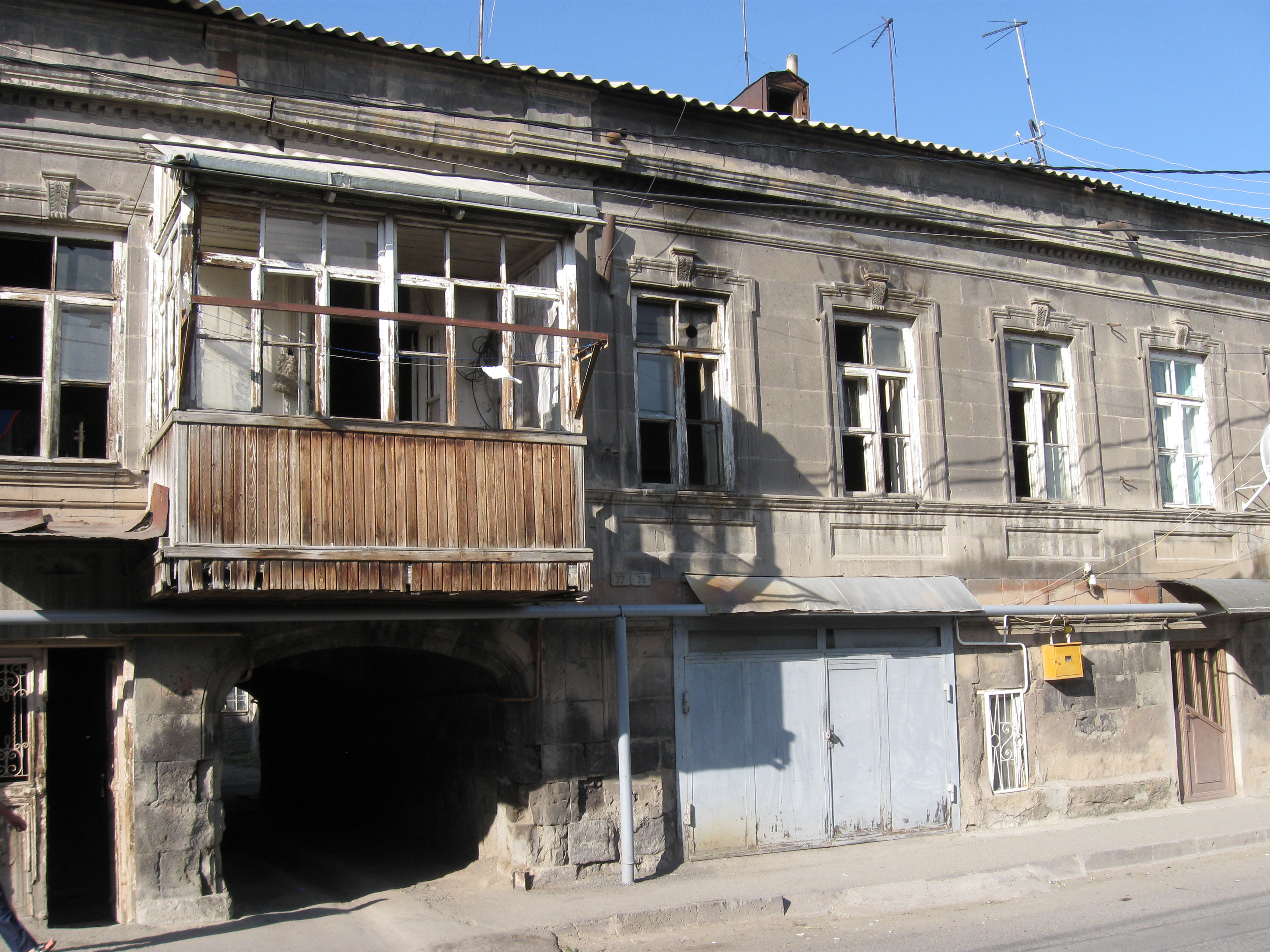
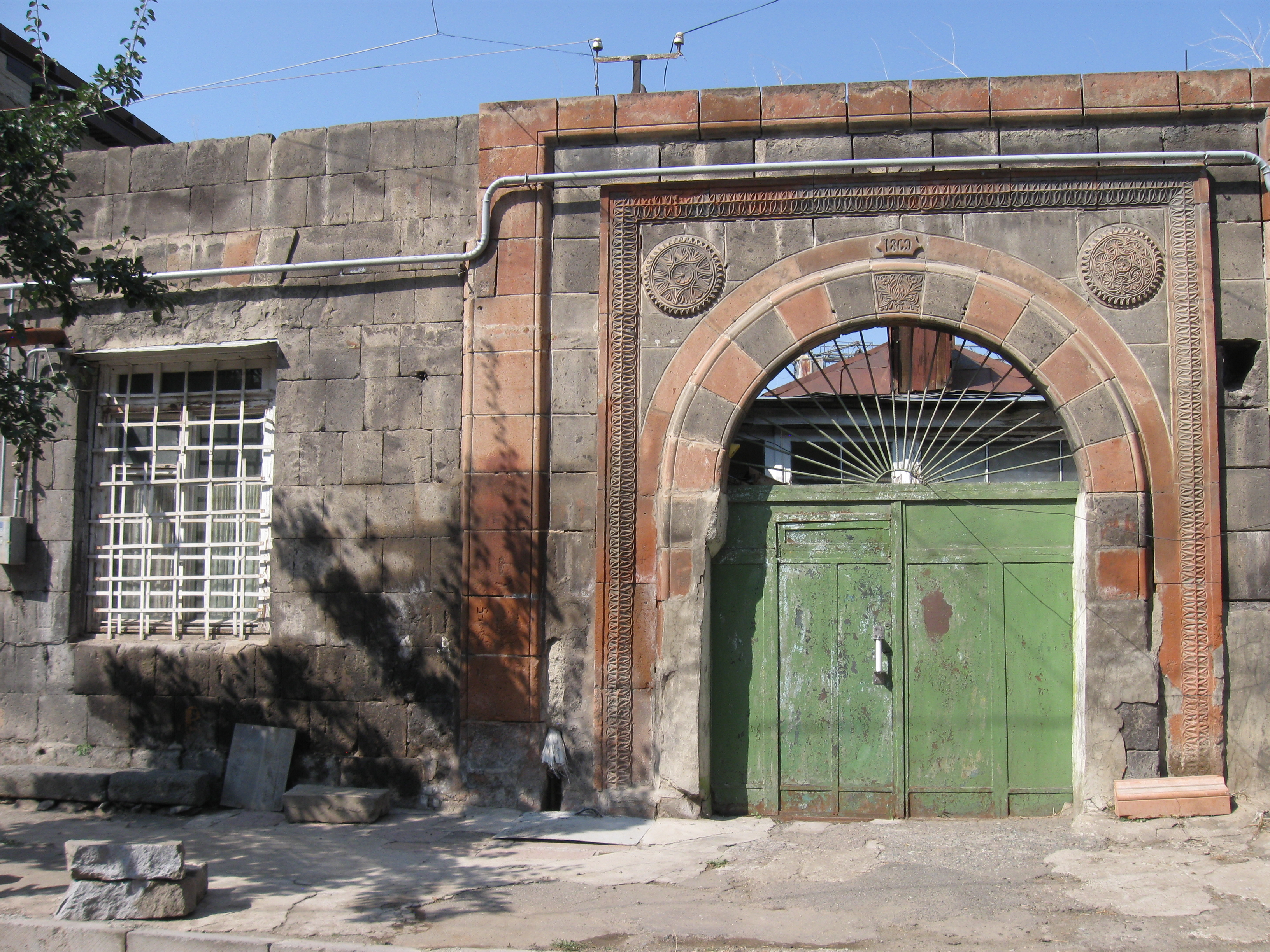
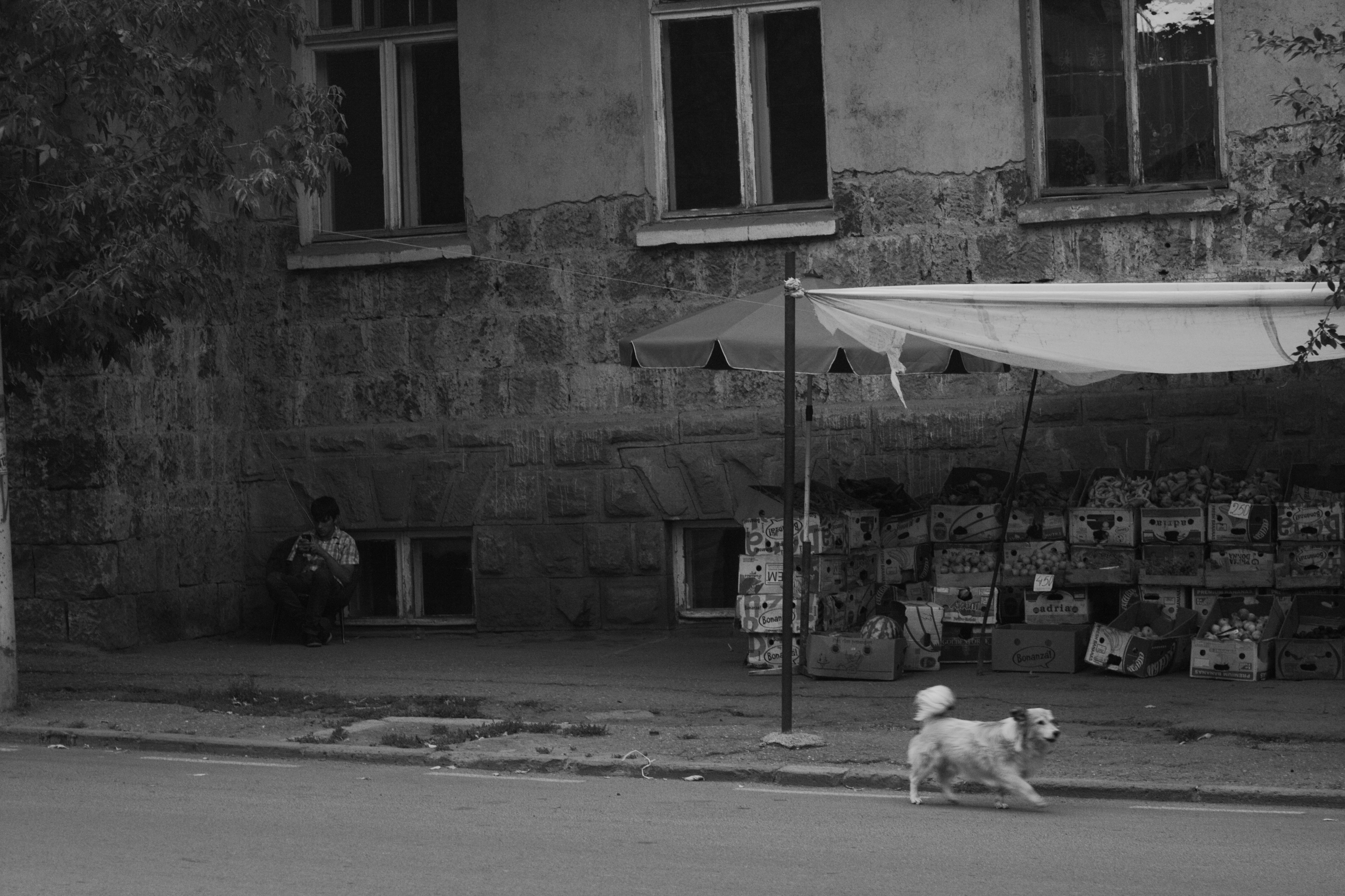
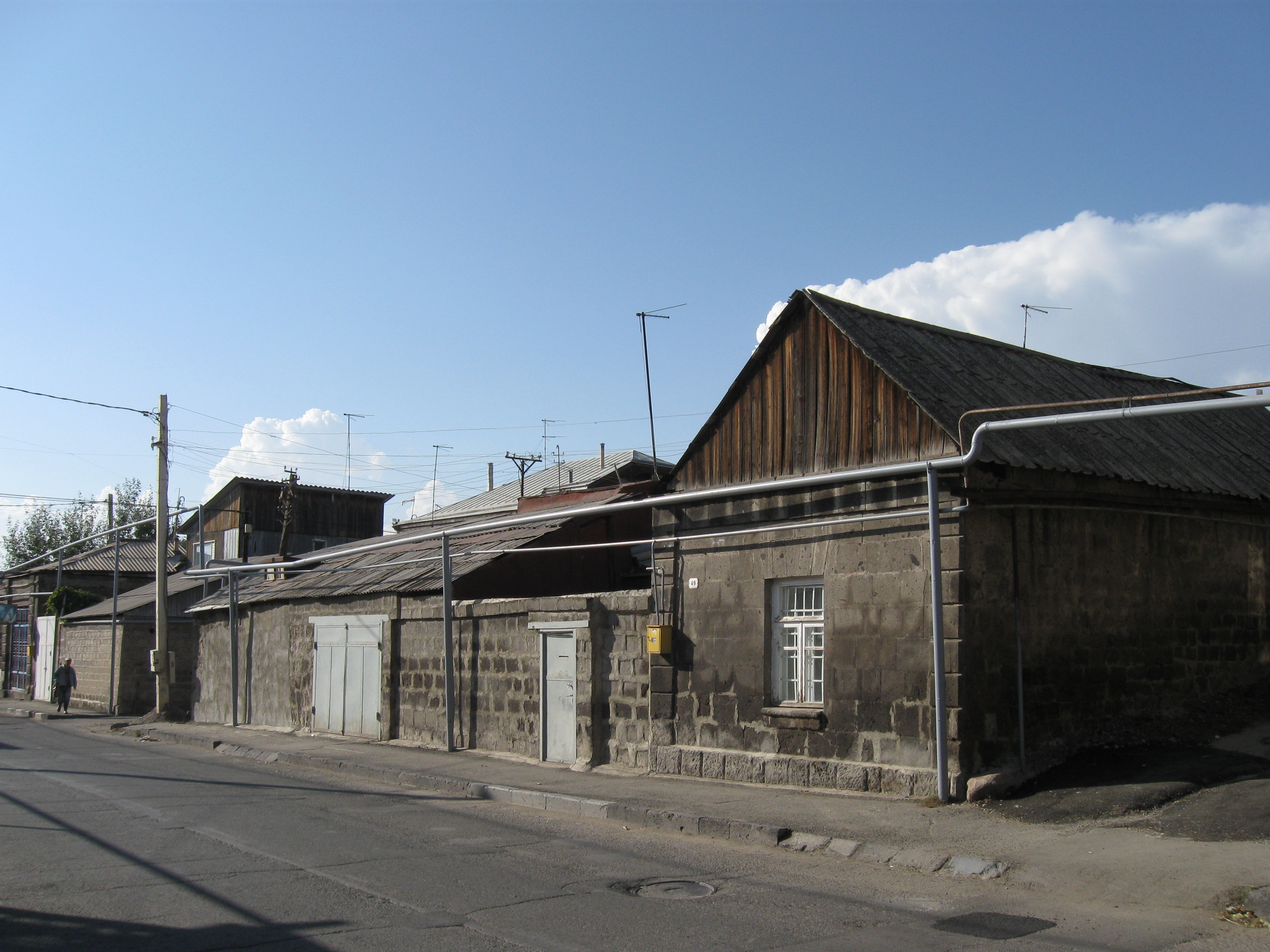
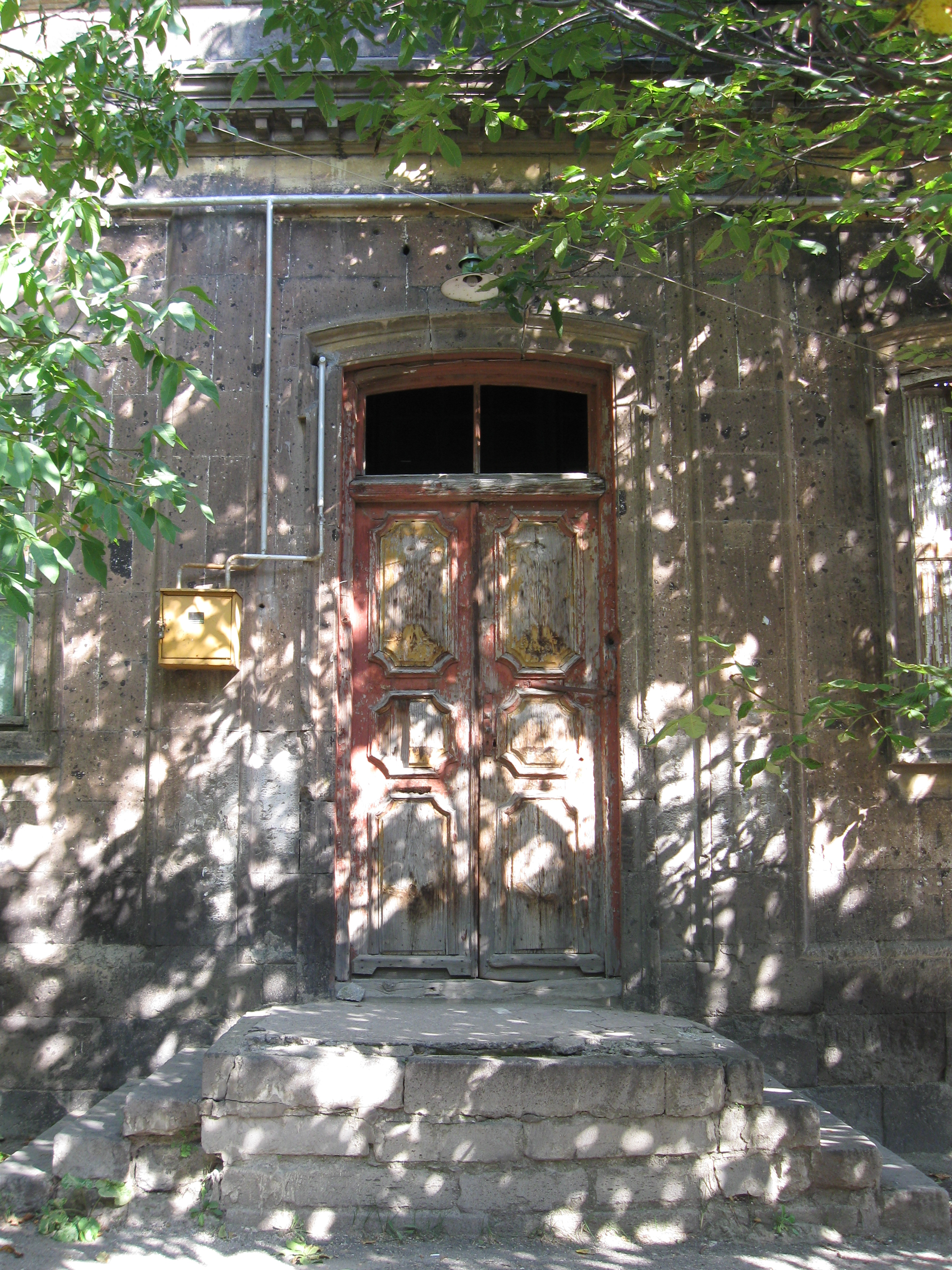
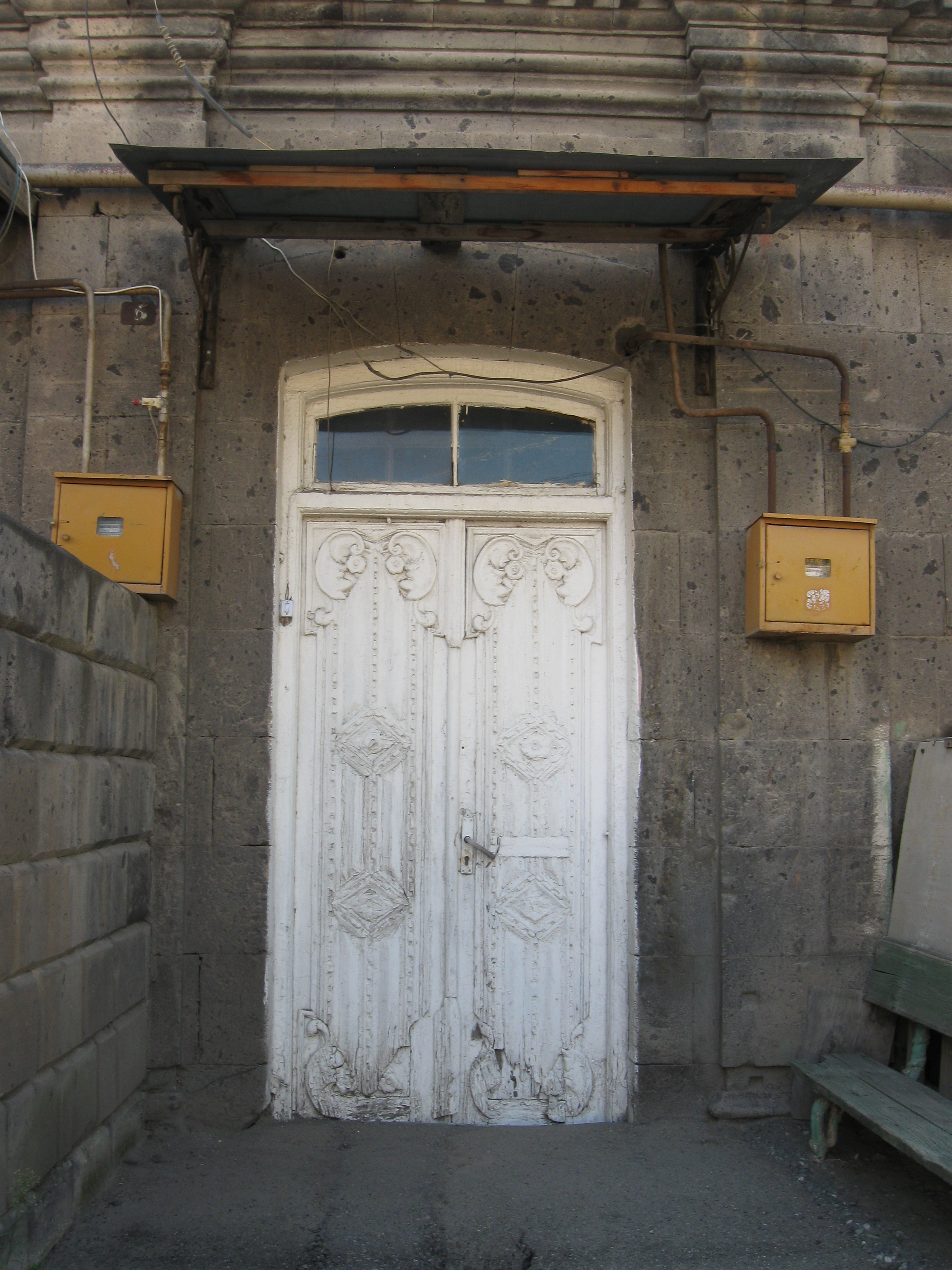
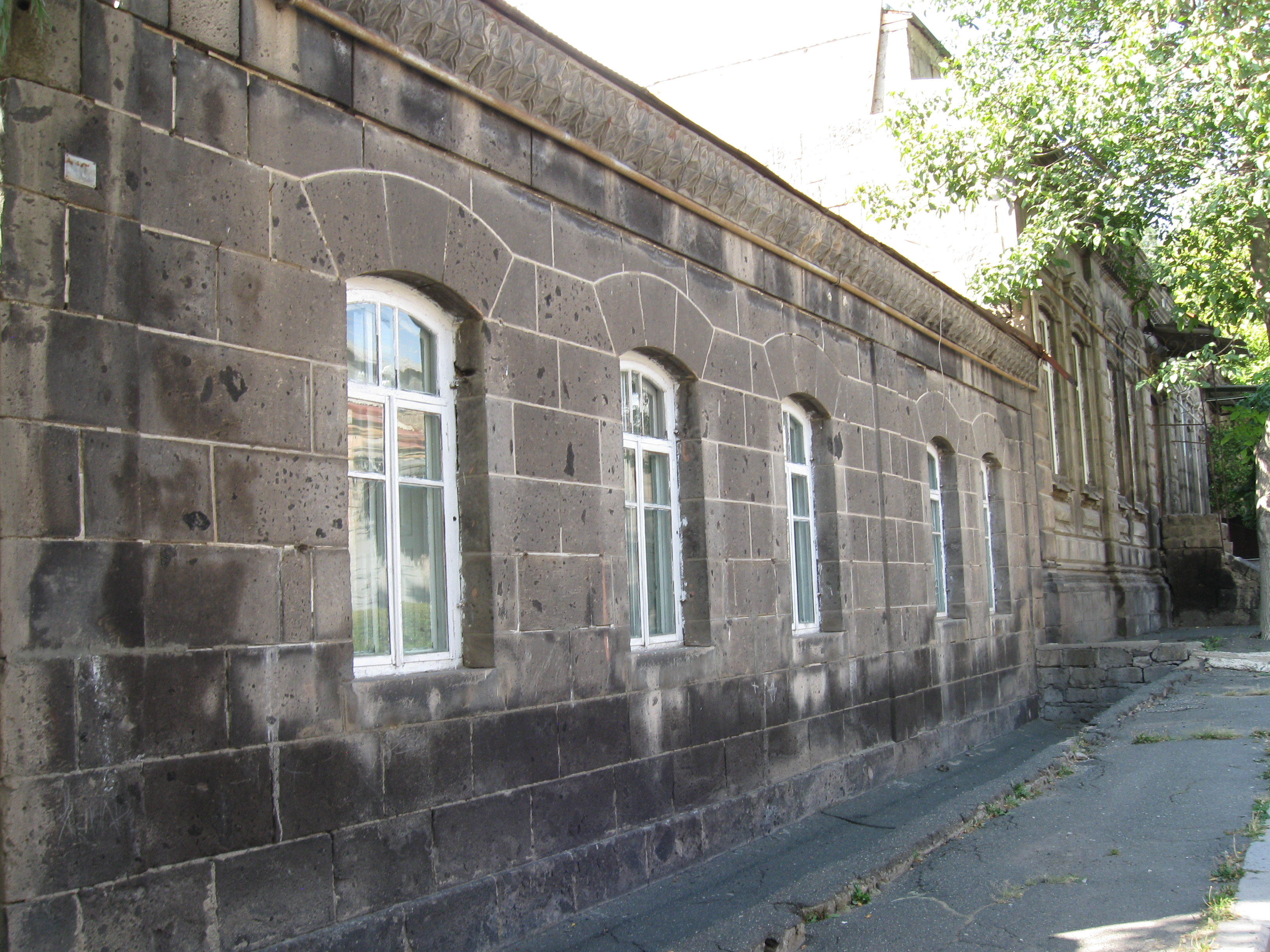
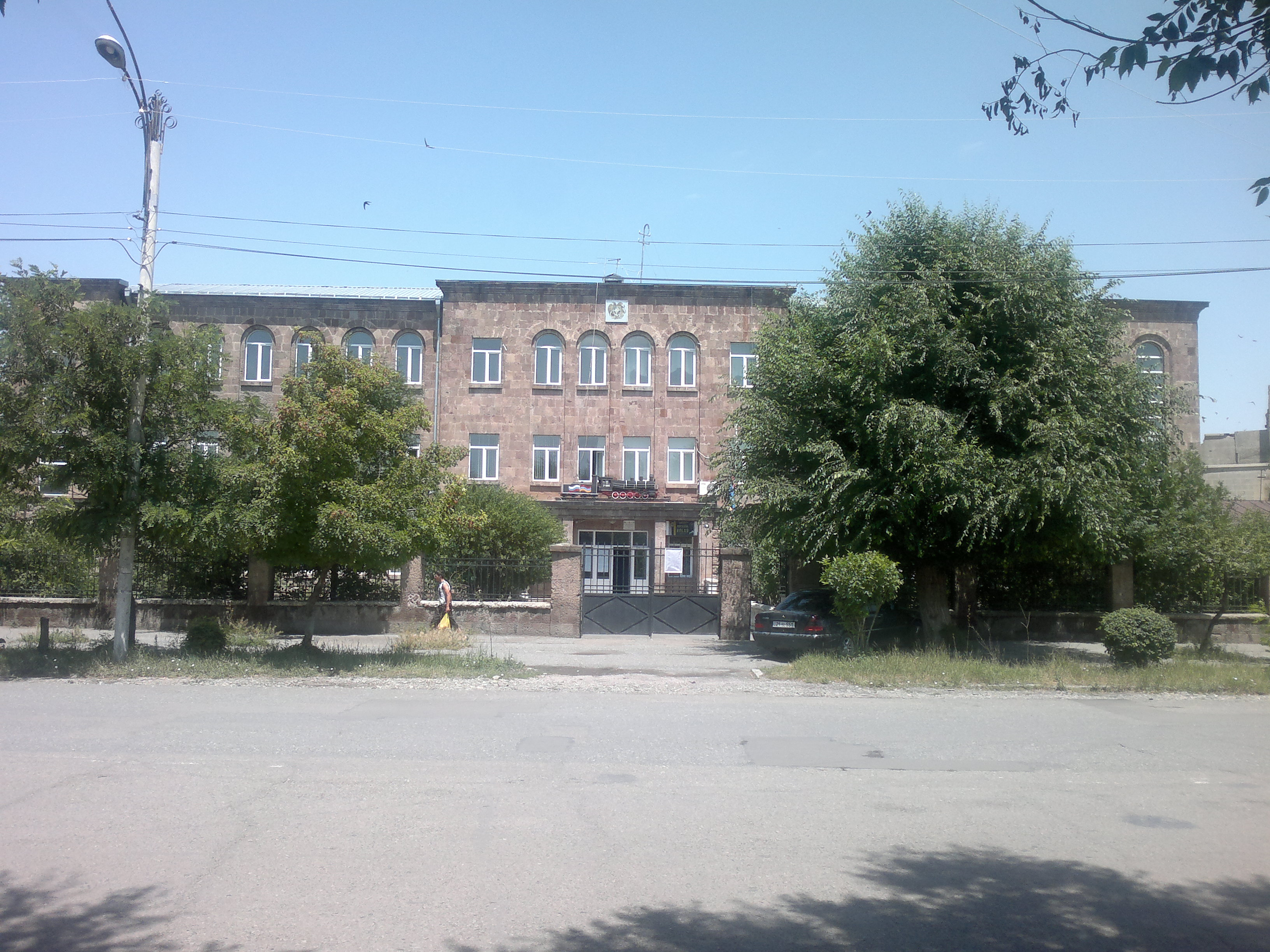
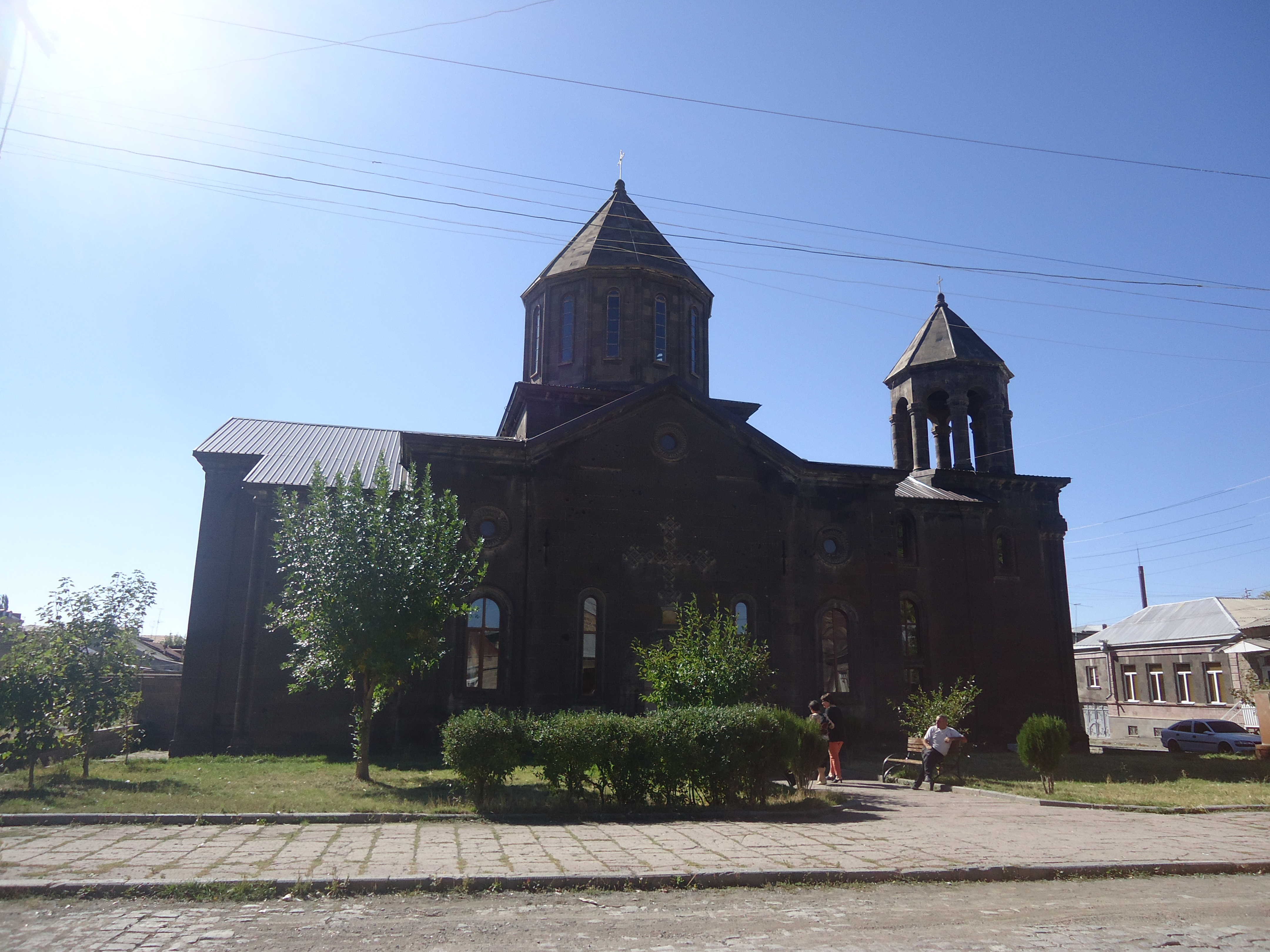
کلیسای نشان مقدس (۱۸۷۰)
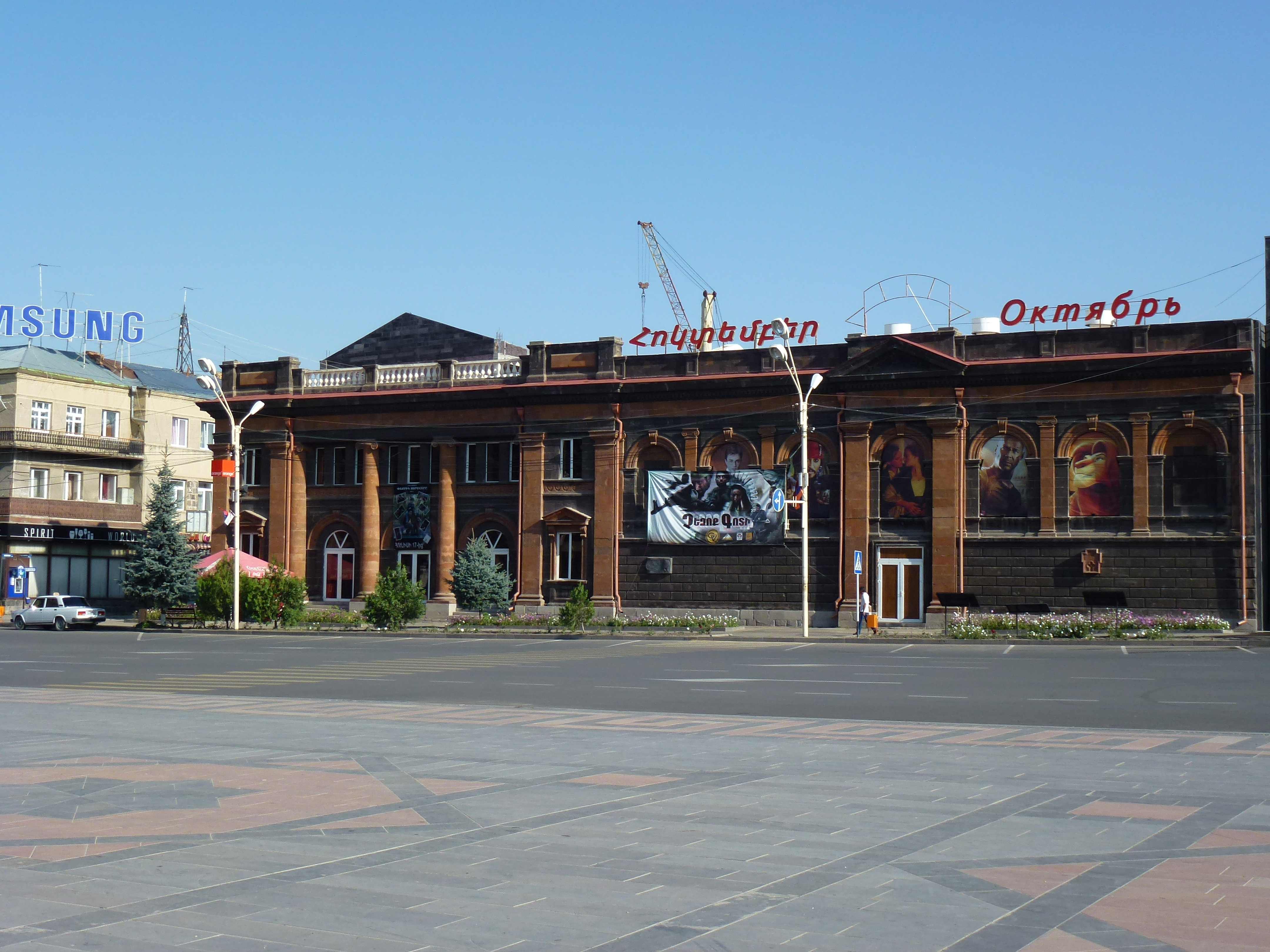
سالن سینمای "اکتبر"
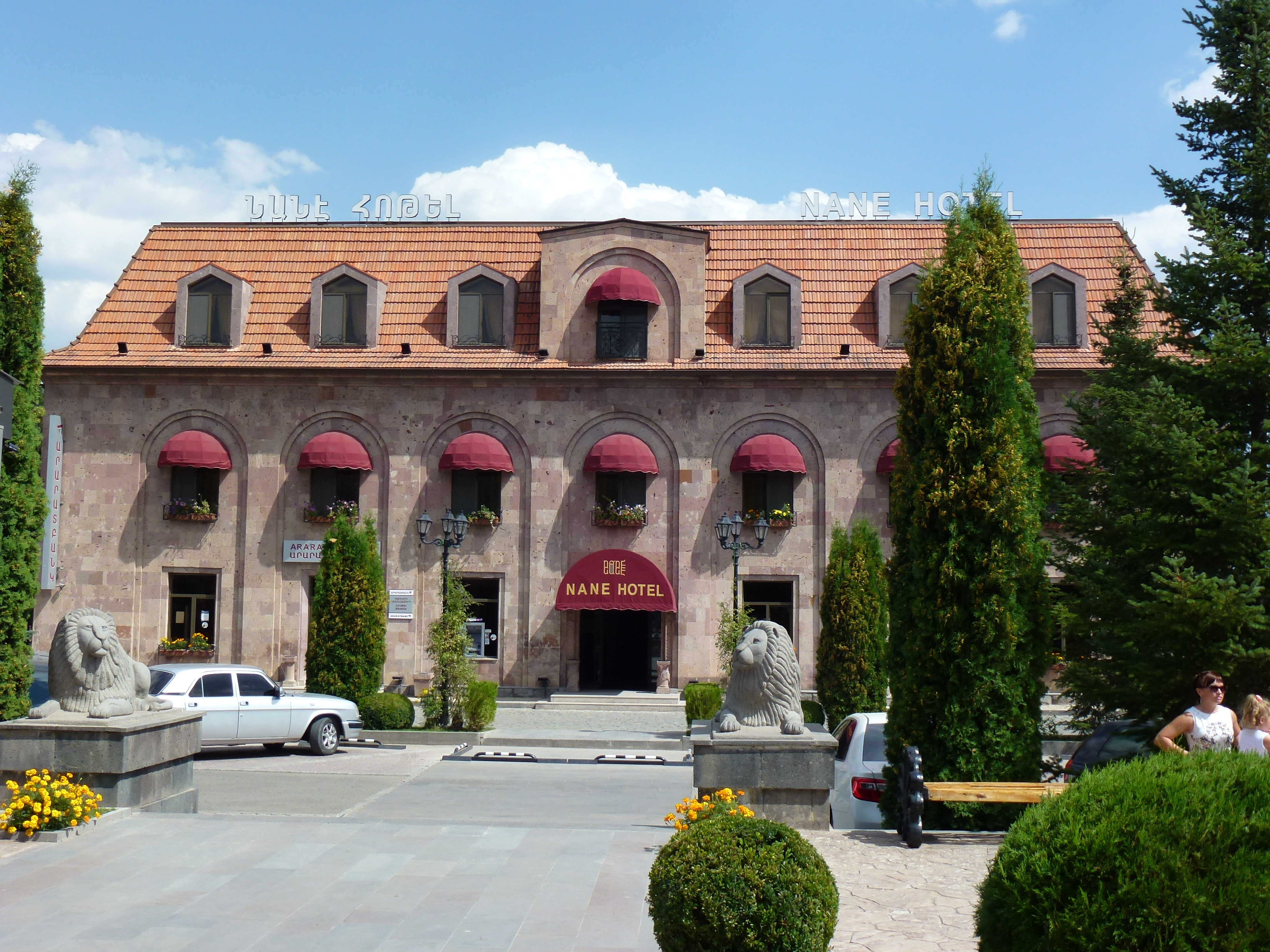
هتل نانه
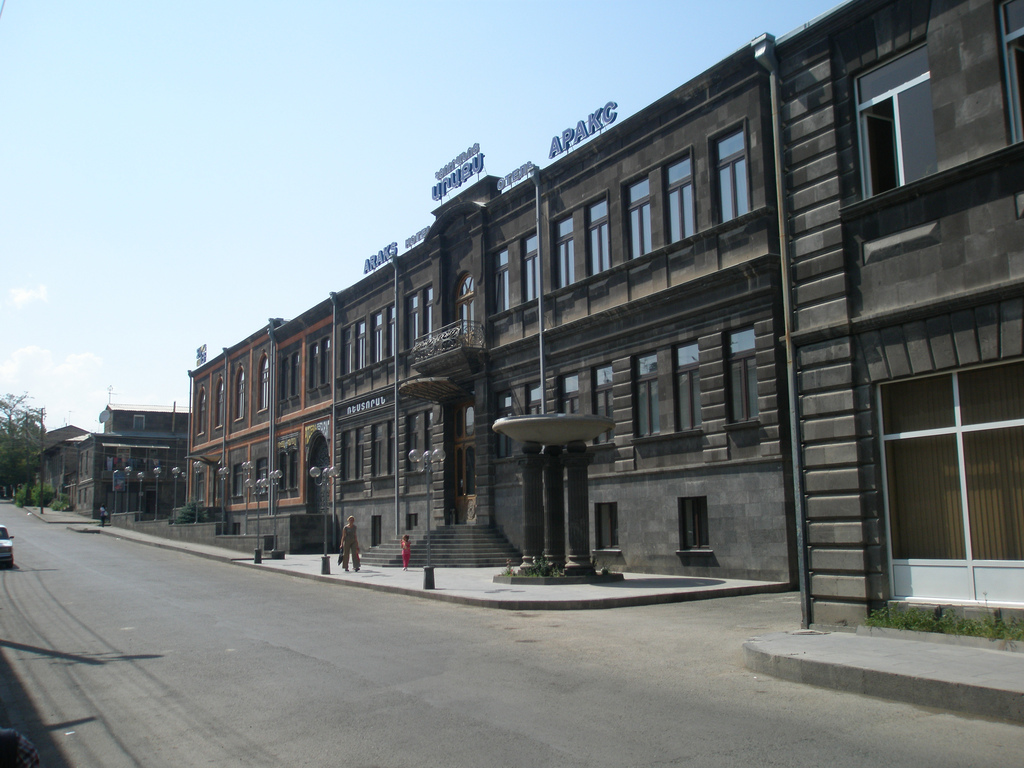
هتل آراکس در ناحیه تاریخی کومایری
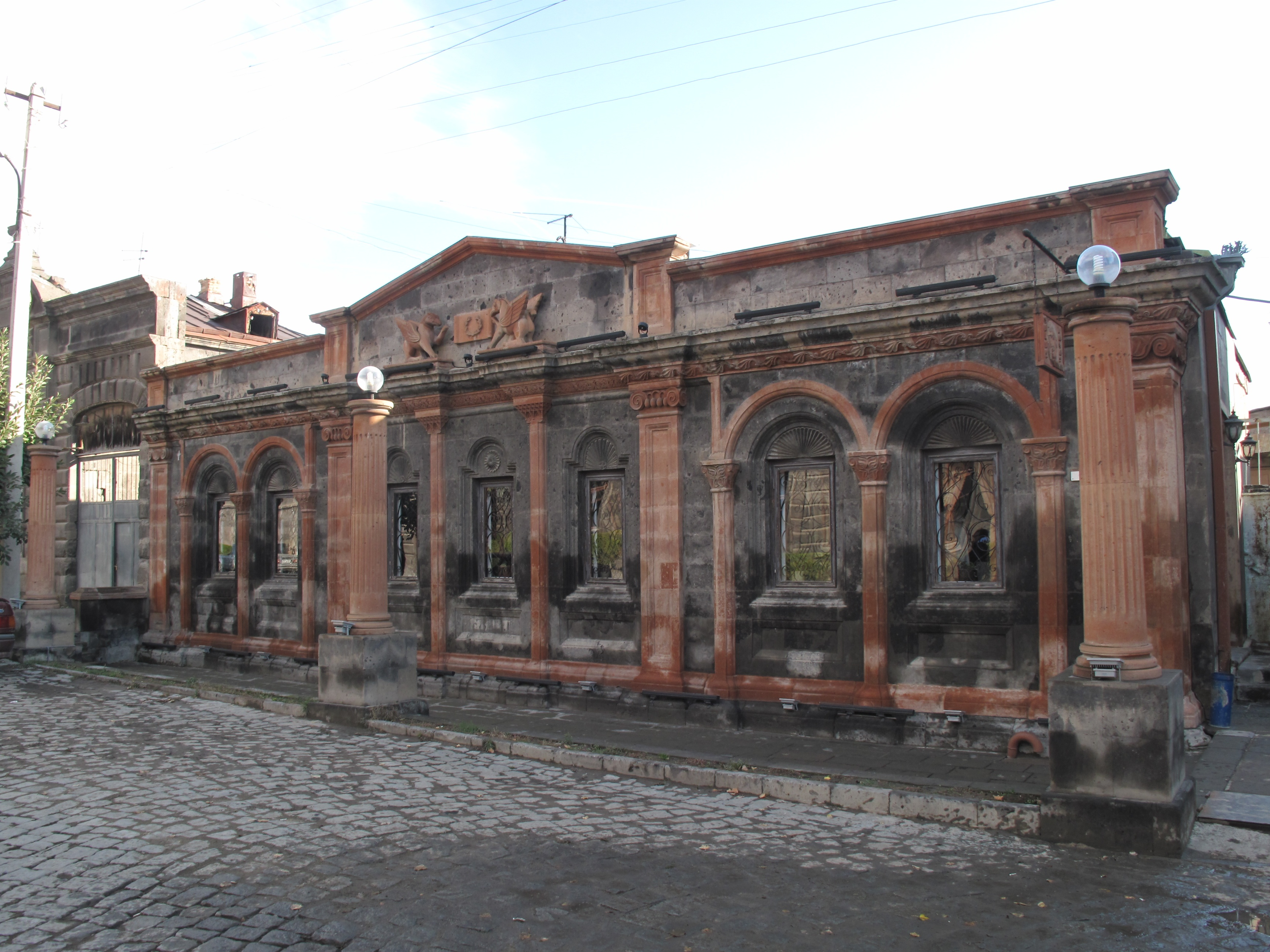
آبجوخانه پولوز موکوچ
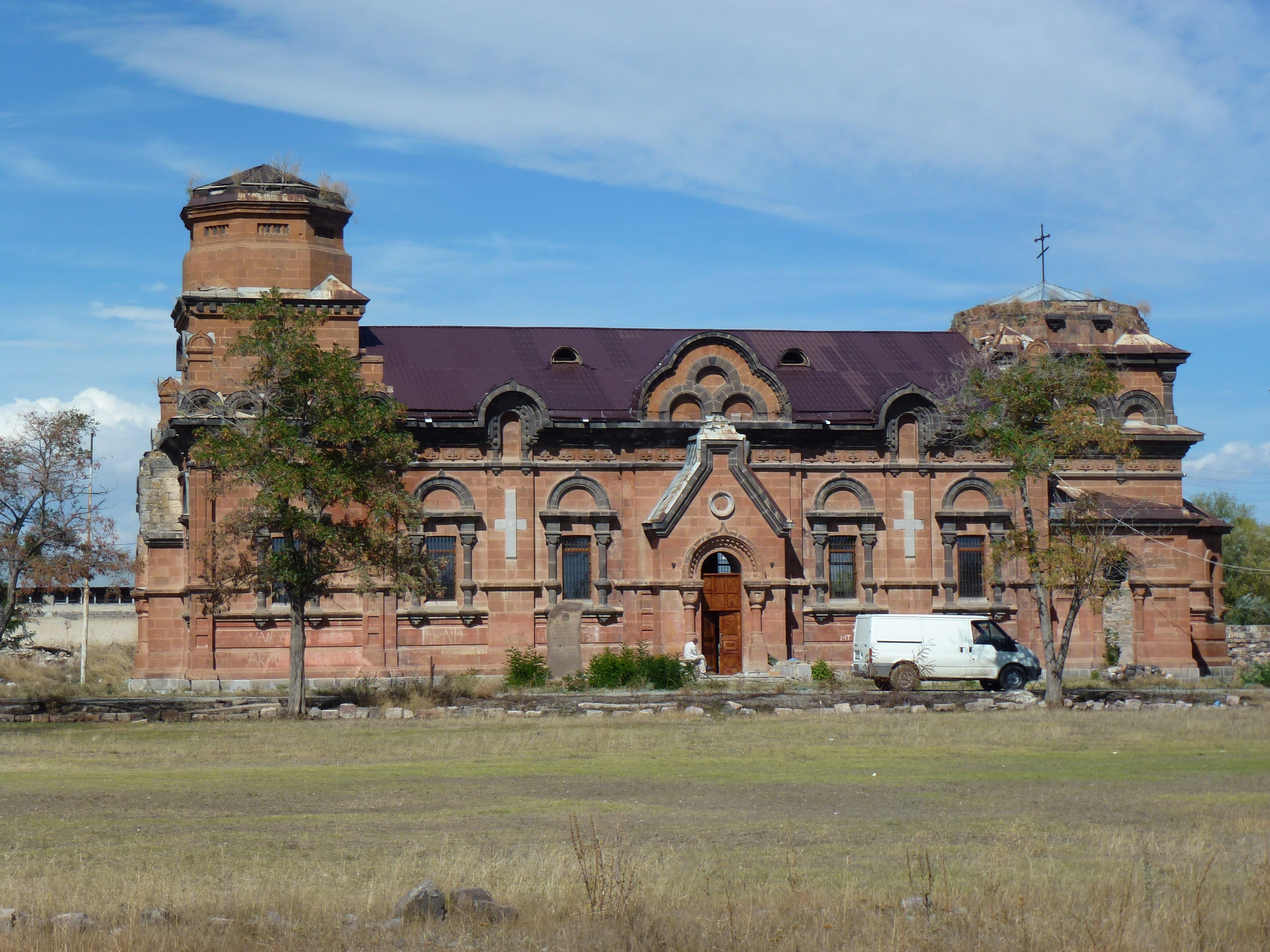
کلیسای روسی آرسنی مقدس
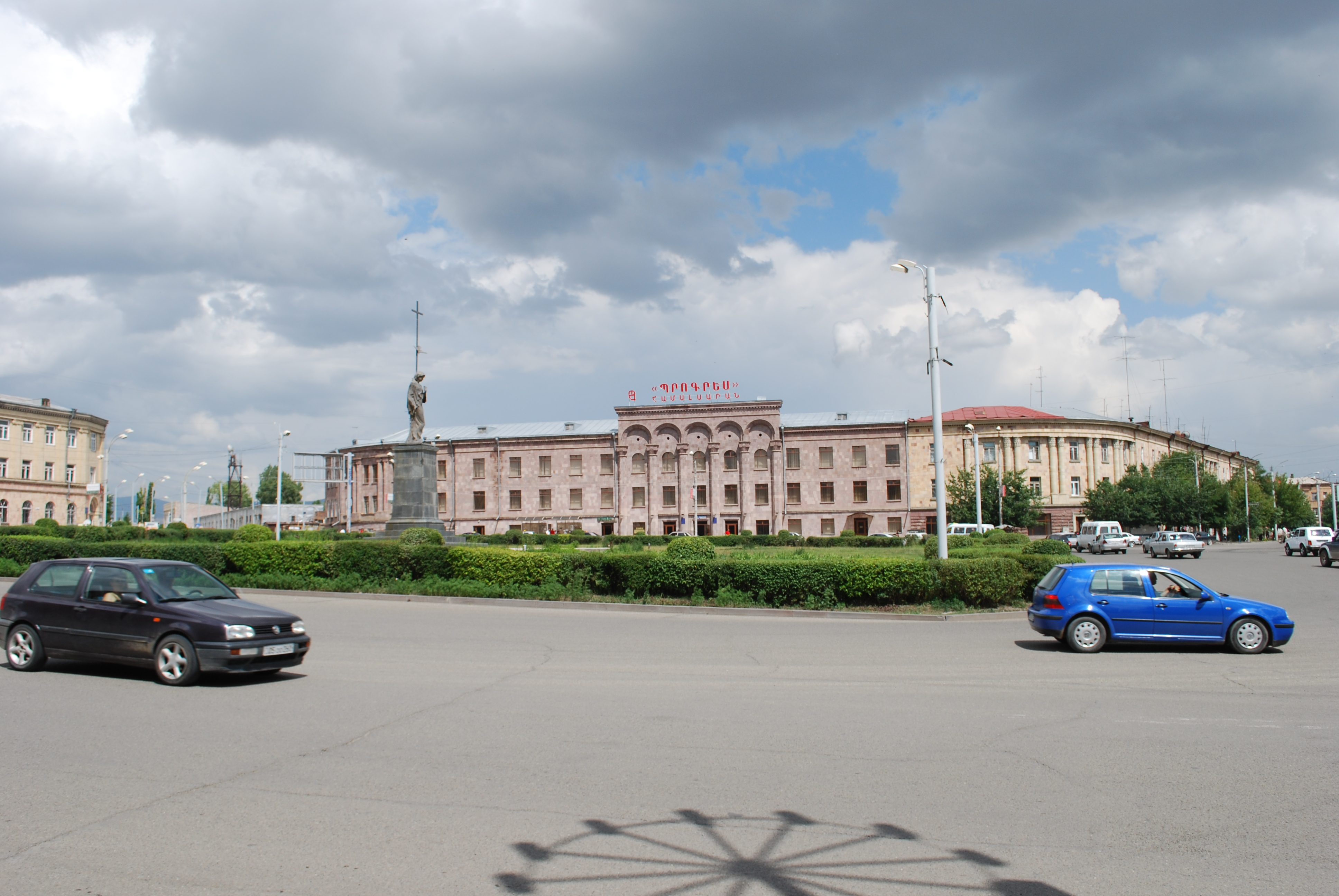
دانشگاه پیشرفت در میدان استقلال
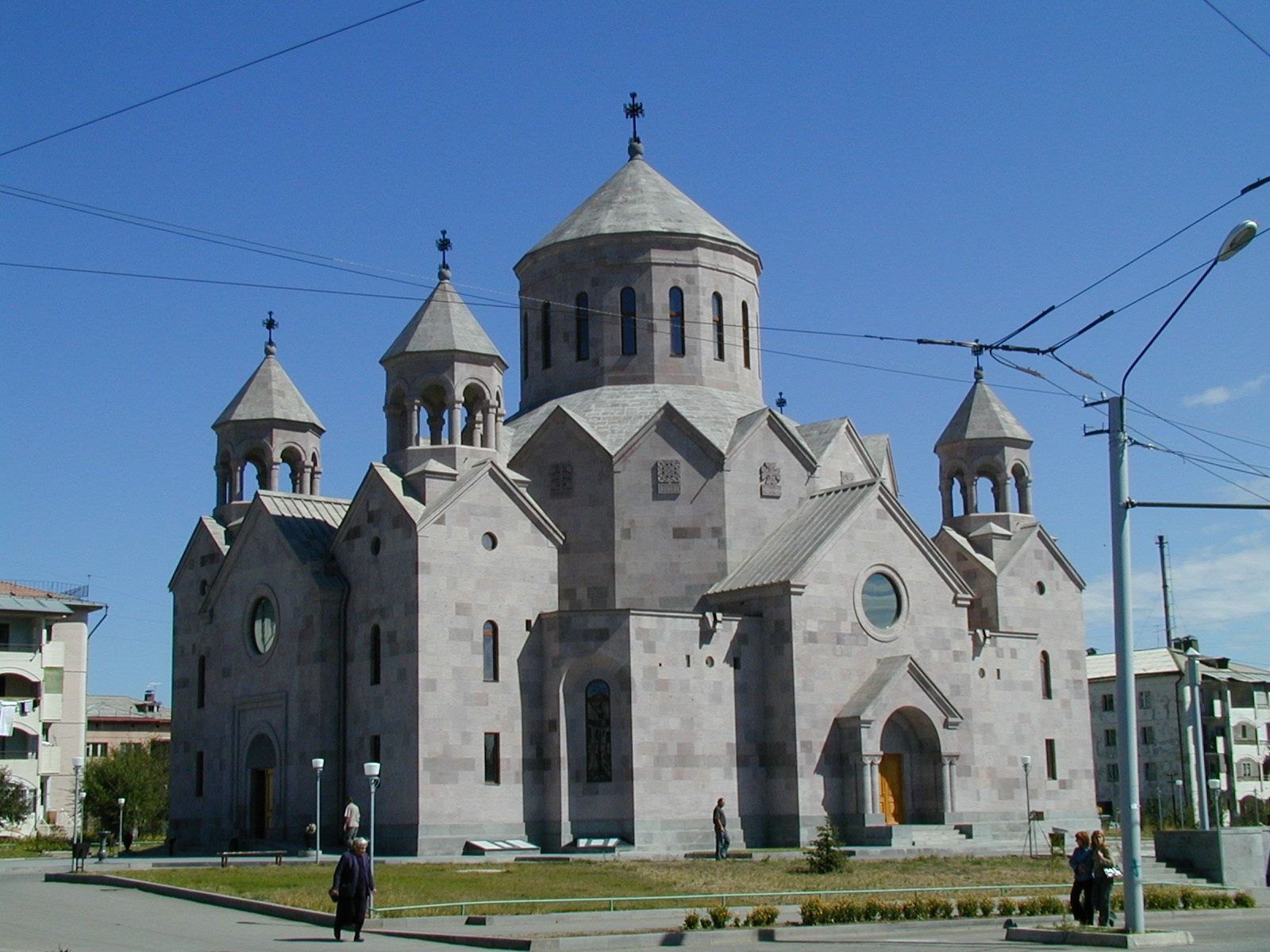
کلیسای هاکوپ مقدس اهل نصیبین
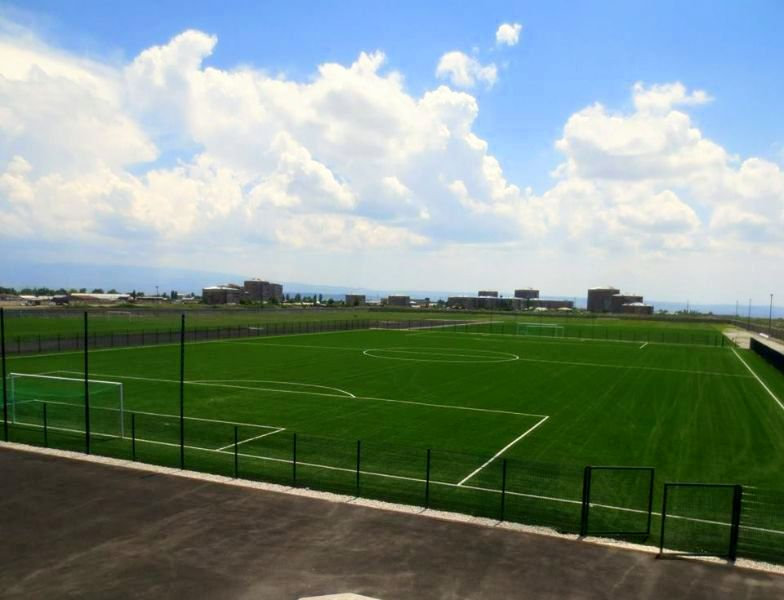
آکادمی فوتبال گیومری
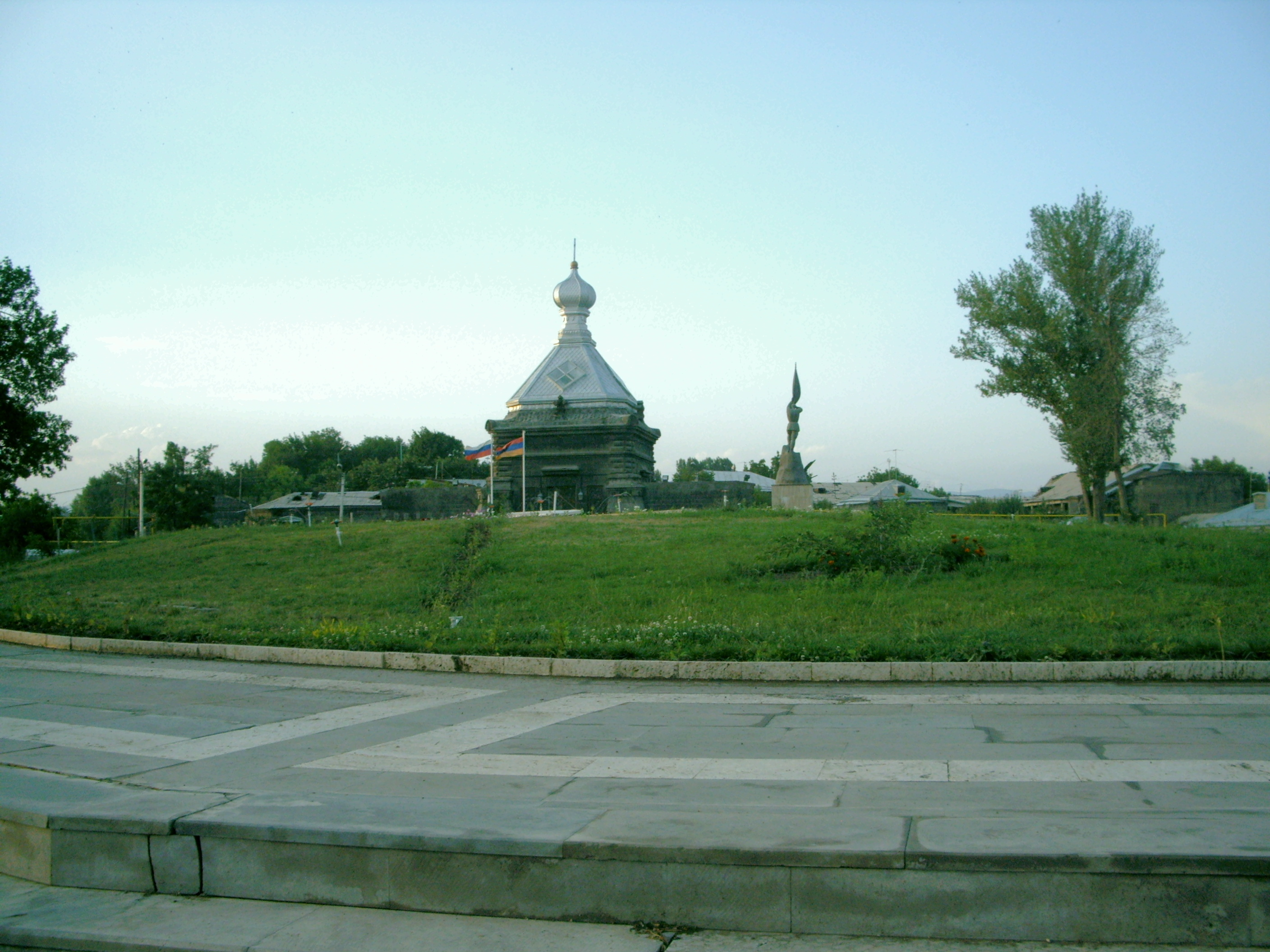
کلیسای ارتدکس روسی نیکلای مقدس معجزه گر
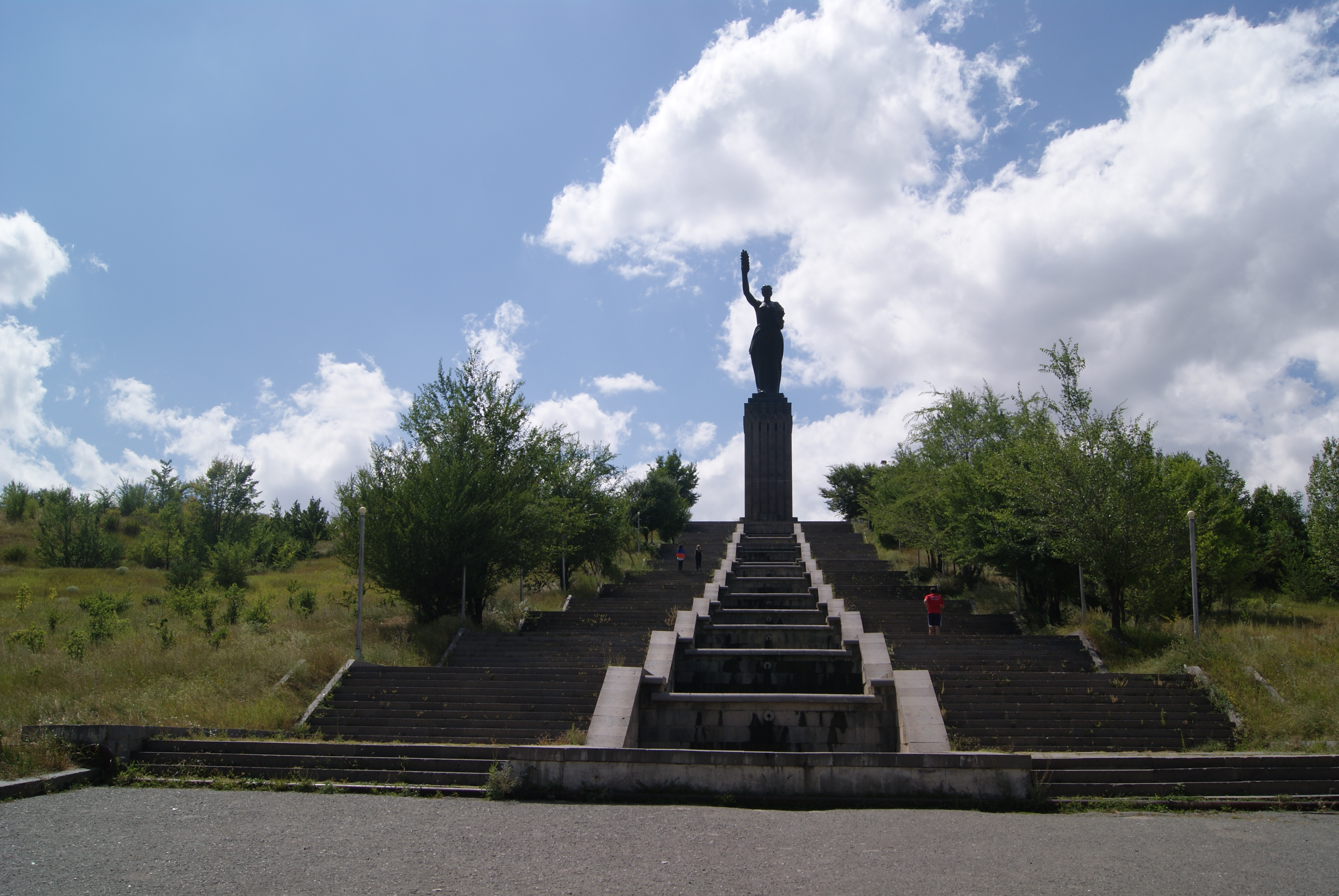
مام ارمنستان
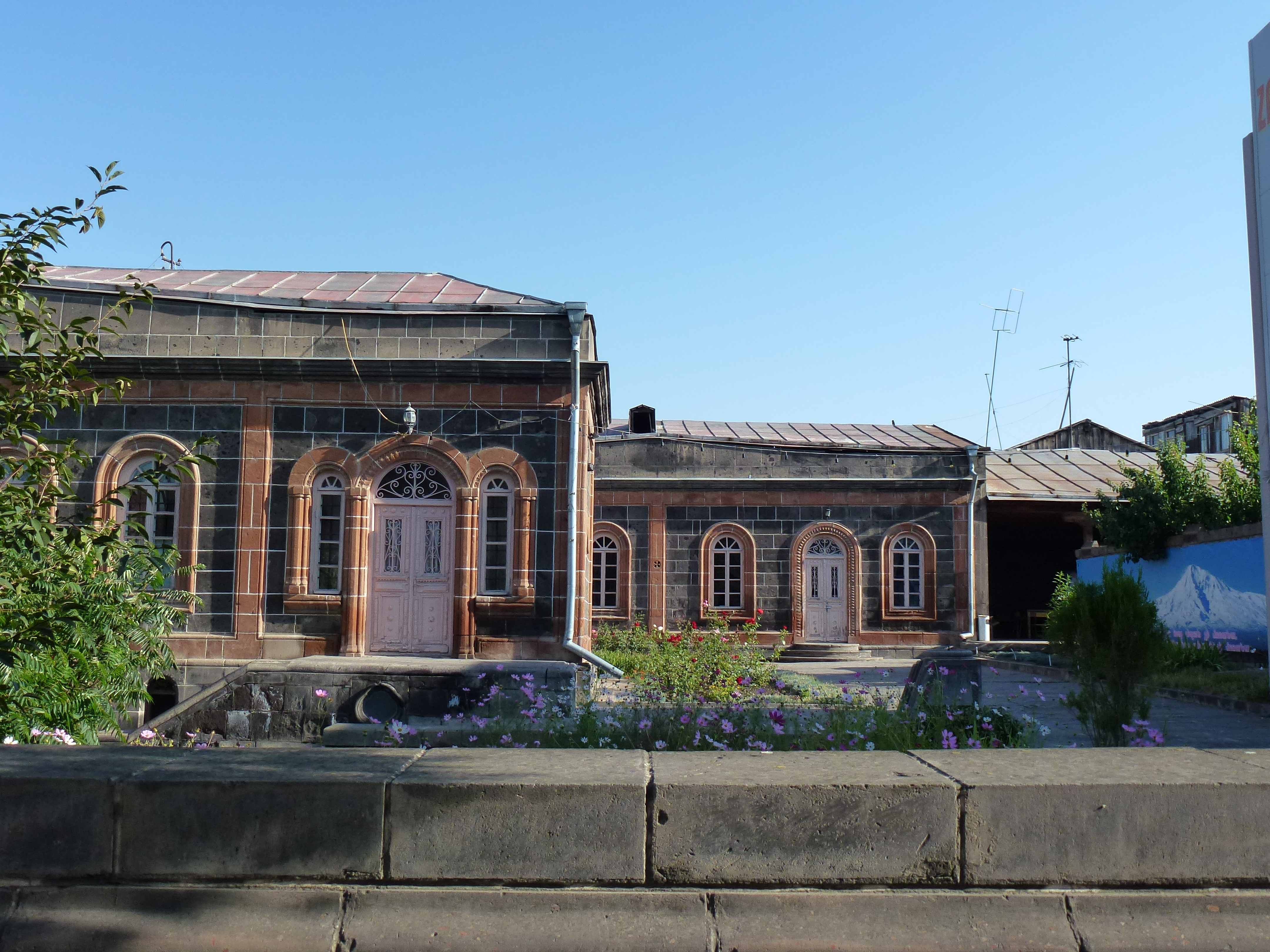
خانه-موزه هوانس شیراز
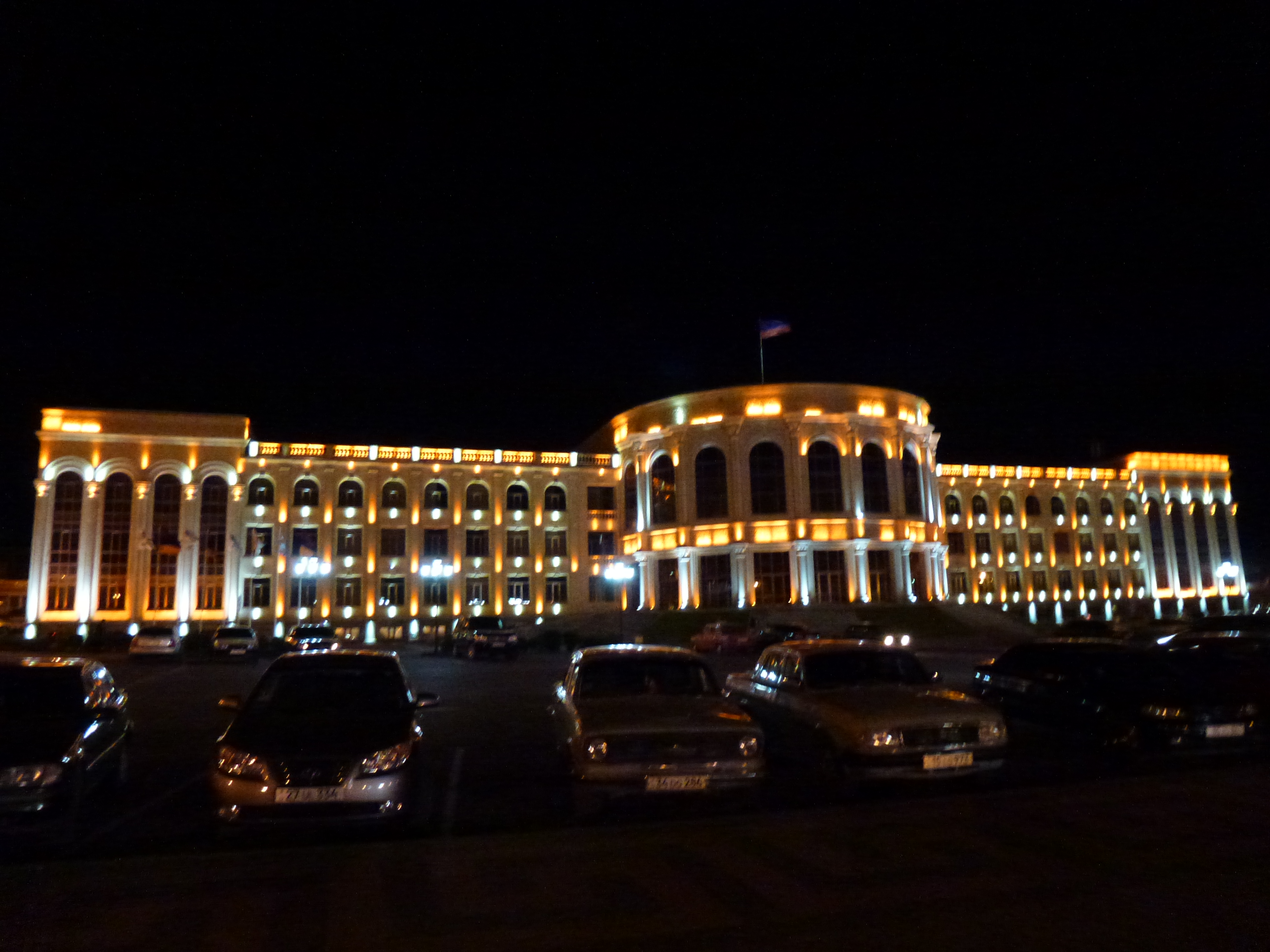
تالار شهر گیومری در میدان وارتانانتس
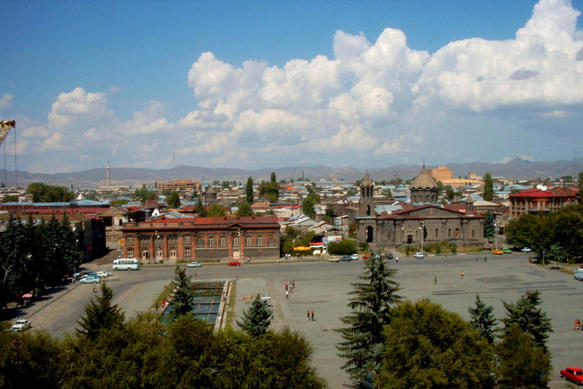
نمایی کلی گیومری